# Letteratura cristiana
La letteratura cristiana consiste in quel corpus di opere originate dall'avvenimento cristiano, dalla figura di Gesù e dalla sua incidenza nella storia.

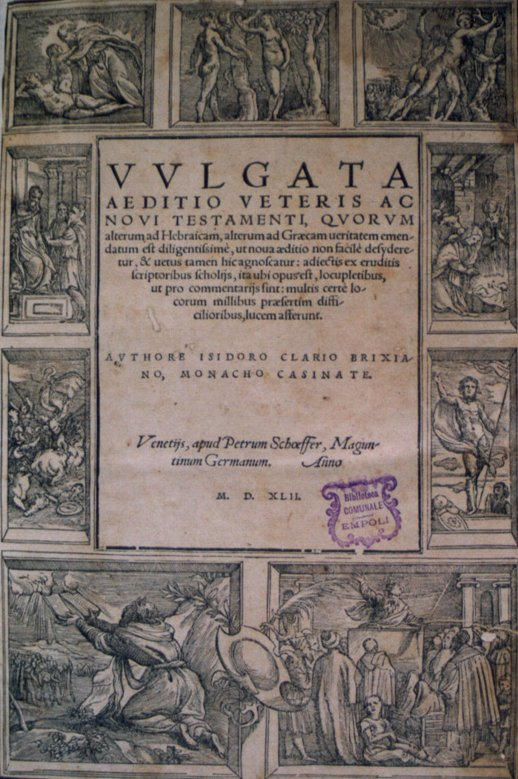
Frontespizio di un'edizione della Vulgata

## Introduzione
L'interesse per la letteratura patristica intesa come argomento a sé risale al IV secolo, e compare poi nella trattazione teologica e omiletica; l'intento non è storico-scientifico ma piuttosto apologetico, volto cioè a dimostrare e avallare le idee e le tesi espresse.
Diviene oggetto di ricerca scientifica e pertanto studiato in epoca umanistica, grazie alla curiosità per l'antico diffusa in quel periodo, e anche alla presenza in Italia di dotti greci come Giovanni Bessarione che raccoglie una vasta biblioteca di opere mai pervenute in Occidente e in seguito donate alla città di Venezia (primo nucleo di testi che poi costituiranno la Biblioteca Marciana). Un altro esempio di studioso con interesse umanistico e filologico per i testi patristici fu Erasmo da Rotterdam. In questo periodo vengono recuperati e ristampati autori sino ad allora dimenticati, come Lattanzio. L'umanesimo non ebbe dimensioni pagane o anti-cristiane; al contrario, diversi autori cristiani si occuparono di studi sul mondo pagano, come Lorenzo Valla che denuncia la falsità della Donazione di Costantino.
Nella prima metà del '500, durante la Riforma protestante e le conseguenti dispute teologiche, lo studio dei Padri si innesta come "tradizione" cui essere aderenti ("verità delle origini"), e guida per risolvere le dispute teologiche: in questo periodo l'interesse per il corpus letterario antico è prevalentemente controversistico-teologico e spesso strumentale e tendenzioso. Gli studi dell'epoca vanno perciò letti oggi secondo quest'ottica. Di contro, nascono discussioni sulla legittimità delle prassi adottate dalle chiese antiche.

### Ambito disciplinare
Intesa come disciplina scientifica, la letteratura cristiana raccoglie e indaga i testi letterari di tutti gli autori dichiaratisi cristiani, tra cui cattolici, ortodossi, Padri della Chiesa e anche eretici, differendo pertanto dalla Patristica e dall'Agiografia che indagano ambiti più ristretti.

## Origini della letteratura cristiana
Nella letteratura cristiana antica convergono due distinti filoni:
- la letteratura giudaica
- la letteratura greco - latina della tradizione classica.

### Letteratura giudaica
È un corpus di scritti accumulato nei secoli (non corrisponde alla Bibbia che è un concetto teologico astratto), e comprende:

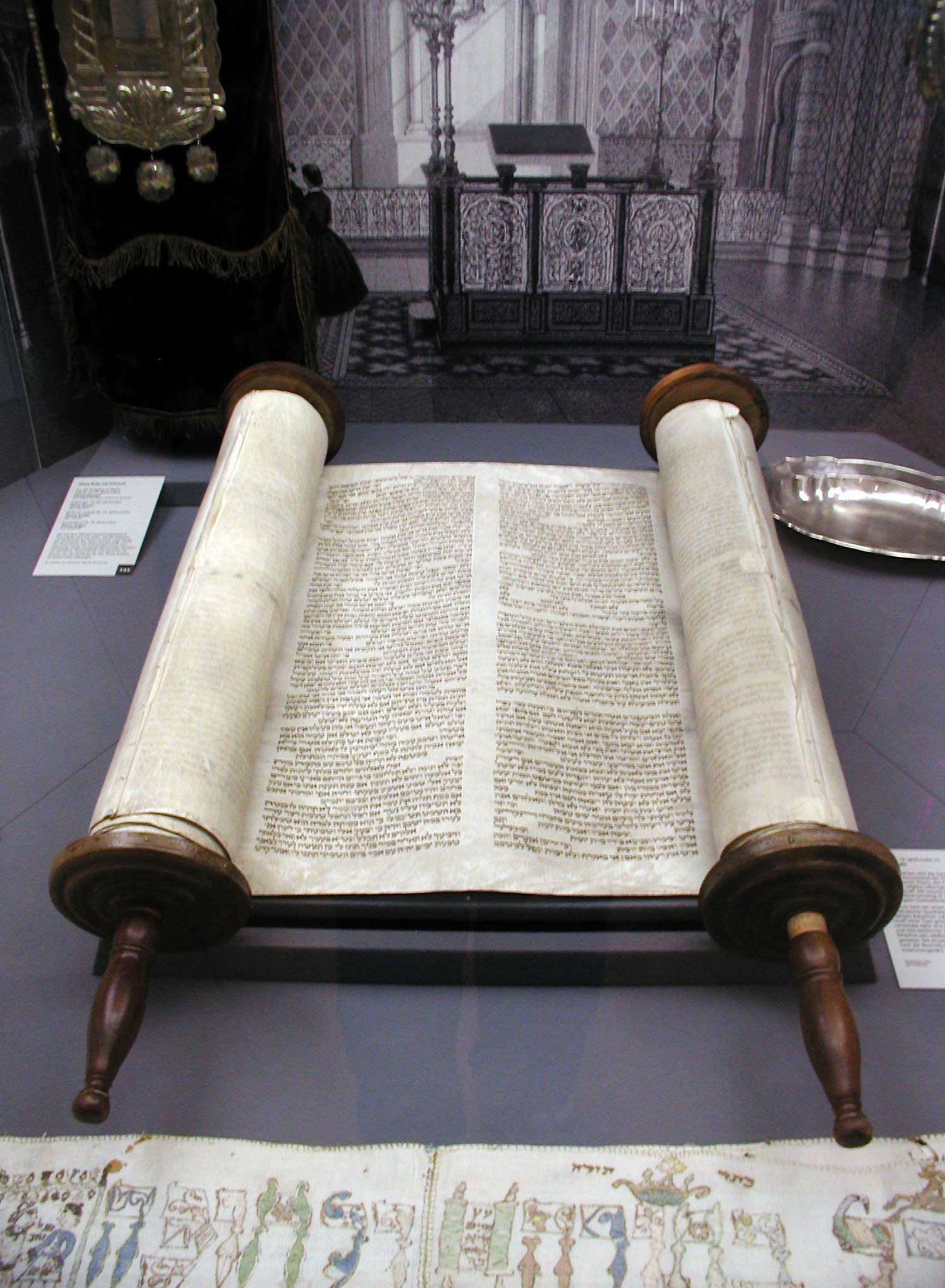
Sefer Torah della Synagoge Glockengasse (ricostruzione), Colonia. Il testo sacro ebraico è qui nella sua forma tradizionale di rotolo.

- la Torah, gli scritti sulla Legge, corrispondenti ai primi cinque libri dell'attuale Antico Testamento noti anche come Pentateuco;
- i Libri dei Profeti o Neviìm, sviluppatisi nel corso dei secoli;
- i Libri Sapienzali e i Libri Storici;
- Talmud e Mishnah;
- la Septuaginta o LXX o Settanta, traduzione in greco degli scritti suddetti effettuata ad Alessandria in seno alla diaspora ebraica, tra il III secolo a.C. e il II secolo a.C., a uso della civiltà giudeo-ellenistica. Antiche parole greche assumono nuovi significati semantici, tra cui "giustizia" che indica l'intervento salvifico di Dio. La LXX diviene "Bibbia" per i primi cristiani delle comunità fondate da Paolo di Tarso: già nel I secolo la LXX non viene più menzionata nel mondo ebraico. Anche autori come Filone di Alessandria, apprezzati dai cristiani, subirono la medesima rimozione dalle fonti giudaiche.

Esistono inoltre due filoni che risentono dell'influenza ellenistica, la letteratura omiletica e la letteratura apocalittica.

### Il Nuovo Testamento
I quattro vangeli canonici sono detti secondo Matteo, secondo Marco, secondo Luca e secondo Giovanni; riportano la vita e i detti di Gesù, esposti con un peculiare stile letterario, secondo punti di vista in parte diversi.
Lo stesso autore del Vangelo secondo Luca scrisse anche gli Atti degli Apostoli, in cui narra la storia delle prime comunità cristiane sotto la guida di Pietro, Giacomo e soprattutto Paolo. A motivo della loro intestazione, dello stile e dei contenuti, il Vangelo secondo Luca e gli Atti degli Apostoli formano quasi un'unica opera, divisa in due parti.
Seguono le lettere di Paolo: si tratta di scritti inviati a varie comunità in risposta a esigenze particolari o a temi generali, assieme ad altri destinati a singoli individui. Gli scritti autentici di Paolo di Tarso sono i più antichi documenti del Cristianesimo conservatisi, a partire dalla Prima lettera ai Tessalonicesi, poi Galati, Filippesi, Prima e Seconda Lettera ai Corinzi, Romani e Filemone. La maggior parte degli studiosi considera «deuteropaoline» (attribuite a Paolo, ma scritte dopo la sua morte) Efesini, Colossesi, e la Seconda Lettera ai Tessalonicesi e, per comune consenso, le lettere pastorali (Prima e Seconda lettera a Timoteo, Lettera a Tito).
La Lettera agli Ebrei potrebbe essere un'antica omelia rivolta a cristiani di origine ebraica tentati di ritornare alle istituzioni giudaiche. L'autore, ignoto, conosceva molto bene le norme sacerdotali ebraiche, le Scritture di Israele e le loro tecniche interpretative.
Le altre sono dette lettere cattoliche, perché indirizzate non alla comunità cristiana di una città particolare, ma a tutte le chiese, o più semplicemente perché non hanno precisato il destinatario. Esse sono la Prima e la Seconda lettera di Pietro, la Lettera di Giacomo, la Lettera di Giuda (tutte di ambiente giudeo-cristiano), e le tre Lettere di Giovanni.
L'Apocalisse chiude il Nuovo Testamento, con temi desunti dall'apocalittica giudaica reinterpretati e utilizzati alla luce della fede in Gesù.
| Sinossi riassuntiva dei libri del Nuovo Testamento         | Sinossi riassuntiva dei libri del Nuovo Testamento | Sinossi riassuntiva dei libri del Nuovo Testamento | Sinossi riassuntiva dei libri del Nuovo Testamento | Sinossi riassuntiva dei libri del Nuovo Testamento                                                                          | Sinossi riassuntiva dei libri del Nuovo Testamento |
| Libro (e sigla)                                            | Lingua                                             | Capitoli e versetti                                | Autore                                             | Composizione | Contenuto |
| Vangeli e Atti                                             | Vangeli e Atti                                     | Vangeli e Atti                                     | Vangeli e Atti                                     | Vangeli e Atti | Vangeli e Atti |
| ---------------------------------------------------------- | -------------------------------------------------- | -------------------------------------------------- | -------------------------------------------------- | --- | --- |
| Matteo (Mt)                                                | greco                                              | 28 1071                                            | Levi detto Matteo, figlio di Alfeo, apostolo       | Antiochia (?), circa 80-90 d.C.                                                                                             | Ministero di Gesù, il Messia atteso, descritto ai giudeo-cristiani, riscatto di Gesù                                                                    |
| Marco (Mc)                                                 | greco                                              | 16 678                                             | Giovanni detto Marco                               | Roma, circa 65-70 | Ministero di Gesù, Figlio di Dio, descritto ai non ebrei                                                                                                |
| Luca (Lc)                                                  | greco                                              | 24 1151                                            | Luca                                               | Grecia (?), circa 80-90 | Ministero di Gesù, salvatore di tutti gli uomini |
| Giovanni (Gv)                                              | greco                                              | 21 879                                             | Giovanni, apostolo, figlio di Zebedeo              | Efeso, circa 100 | Ministero di Gesù, incarichi di Pietro |
| Atti degli Apostoli (At)                                   | greco                                              | 28 1007                                            | Luca                                               | Grecia (?), circa 80-90 | Storia della comunità cristiana dopo la morte di Gesù (30 d.C. ?) fino al 63 d.C. circa, descrivente in particolare l'operato di Pietro e Paolo         |
| Lettere di Paolo                                           |                                                    |                                                    |                                                    | | |
| Lettera ai Romani (Rm)                                     | greco                                              | 16 433                                             | Paolo                                              | Corinto, 57-58 | 1-11: importanza della fede in Gesù per la salvezza, vanità delle opere della legge 12-16: esortazione                                                  |
| Prima lettera ai Corinzi (1Cor)                            | greco                                              | 16 437                                             | Paolo                                              | Efeso, 55-56 | Esame di vari temi discussi tra le primitive comunità cristiane: matrimonio e celibato; divisioni nella comunità; eucaristia; rapporto col mondo pagano |
| Seconda lettera ai Corinzi (2Cor)                          | greco                                              | 13 257                                             | Paolo                                              | Macedonia, 56-57 | 1-7: direttive alla comunità di Corinto; 8-9: colletta per i cristiani di Gerusalemme; 10-13: difesa del proprio ministero                              |
| Lettera ai Galati (Gal)                                    | greco                                              | 6 149                                              | Paolo                                              | Efeso, 56-57 | Difesa del proprio ministero, importanza della fede in Gesù contro le opere della legge, esortazioni                                                    |
| Lettera agli Efesini (Ef)                                  | greco                                              | 6 155                                              | Paolo (?)                                          | Se autentica: in prigionia a Roma, circa 62; se pseudoepigrafa: posteriore alla morte di Paolo (64-67), verso fine I secolo | Meditazioni teologiche su Gesù, Chiesa, salvezza per grazia, condotta morale                                                                            |
| Lettera ai Filippesi (Fil)                                 | greco                                              | 4 104                                              | Paolo                                              | Efeso, 56-57 | Meditazioni teologiche su Gesù, esortazioni |
| Lettera ai Colossesi (Col)                                 | greco                                              | 4 95                                               | Paolo (?)                                          | Se autentica: in prigionia a Roma, circa 62; se pseudoepigrafa: posteriore alla morte di Paolo (64-67), verso fine I secolo | Ruolo di Gesù (identificato come primogenito della creazione), Chiesa, salvezza per grazia, condotta morale                                             |
| Prima lettera ai Tessalonicesi (1Ts)                       | greco                                              | 5 89                                               | Paolo                                              | Corinto, 51 | Elogio, esortazione, ruolo di Gesù (identificato come l'arcangelo)                                                                                      |
| Seconda lettera ai Tessalonicesi (2Ts)                     | greco                                              | 3 47                                               | Paolo (?)                                          | Se autentica: poco dopo 1Ts; se pseudoepigrafa: posteriore alla morte di Paolo (64-67), verso fine I secolo                 | Fermezza nella fede nonostante il ritardo della parusìa                                                                                                 |
| Prima lettera a Timoteo (1Tm)                              | greco                                              | 6 113                                              | Paolo (?)                                          | Se autentica: Roma, dopo il 63 (?); se pseudoepigrafa: posteriore alla morte di Paolo (64-67), verso fine I secolo          | Esortazioni, indicazioni circa i ruoli della comunità                                                                                                   |
| Seconda lettera a Timoteo (2Tm)                            | greco                                              | 4 83                                               | Paolo (?)                                          | Se autentica: in prigionia a Roma, circa 62; se pseudoepigrafa: posteriore alla morte di Paolo (64-67), verso fine I secolo | Esortazioni |
| Lettera a Tito (Tt)                                        | greco                                              | 3 46                                               | Paolo (?)                                          | Se autentica: Roma, dopo il 63 (?); se pseudoepigrafa: posteriore alla morte di Paolo (64-67), verso fine I secolo          | Esortazioni circa la guida della comunità |
| Lettera a Filemone (Fm)                                    | greco                                              | 1 25                                               | Paolo                                              | In prigionia a Cesarea o Roma, circa 62                                                                                     | Esortazione a Filemone a considerare lo schiavo Onesimo come un fratello                                                                                |
| Lettera agli Ebrei (Eb)                                    | greco                                              | 13 303                                             | Paolo (?)                                          | forse poco prima del 70 | Esaltazione del sacrificio di Gesù, paragone fra i patti                                                                                                |
| Altre lettere o lettere cattoliche                         |                                                    |                                                    |                                                    | | |
| Lettera di Giacomo (Gc)                                    | greco                                              | 5 108                                              | Giacomo (?)                                        | Se autentica: prima del 62; se pseudoepigrafa: 80/90                                                                        | Importanza di fede ed opere |
| Prima lettera di Pietro (1Pt)                              | greco                                              | 5 105                                              | Pietro (?)                                         | Se autentica: prima del 64; se pseudoepigrafa: 70/80                                                                        | Esortazioni varie |
| Seconda lettera di Pietro (2Pt)                            | greco                                              | 3 61                                               | pseudoepigrafa di Pietro                           | 125 (?) | Esortazioni, attesa della parusìa |
| Prima lettera di Giovanni (1Gv)                            | greco                                              | 5 105                                              | Giovanni (?)                                       | Efeso, fine I secolo (?) | Esortazioni, Anticristo |
| Seconda lettera di Giovanni (2Gv)                          | greco                                              | 1 13                                               | Giovanni (?)                                       | Efeso, fine I secolo (?) | Esortazioni, Anticristo |
| Terza lettera di Giovanni (3Gv)                            | greco                                              | 1 14                                               | Giovanni (?)                                       | Efeso, fine I secolo (?) | Esortazioni |
| Lettera di Giuda (Gd)                                      | greco                                              | 1 25                                               | pseudoepigrafa di Giuda, fratello di Giacomo       | 80-90 | Esortazioni, falsi maestri |
| Apocalisse                                                 |                                                    |                                                    |                                                    | | |
| Apocalisse o Rivelazione (dicitura protestante) (Ap o Riv) | greco                                              | 22 404                                             | Giovanni (?)                                       | Isola di Patmos, fine I secolo (?)                                                                                          | Descrizione simbolica della vittoria dell'agnello (Gesù) sui re della terra e della venuta del Regno di Dio                                             |

#### Letteratura omiletica
Il culto sinagogale comprendeva per gli ebrei in esilio l'insegnamento delle Sacre Scritture tramite lettura in pubblico del testo, ed omelia (o commento omiletico) con funzione esegetica. L'esegesi omiletica durante la predica liturgica diverrà l'attuale Liturgia della Parola.

#### Letteratura apocalittica
La letteratura apocalittica esprime l'attesa escatologica e la conseguente apocalisse intesa come rivelazione degli avvenimenti futuri e finali, al fine della salvezza eterna; un esempio è il Libro di Daniele, soprattutto nei capitoli finali. 
Si sviluppa nel tardo giudaismo del II secolo a.C., e ci testimonia la volontà ed il bisogno di conoscere il futuro da parte di un popolo oppresso e disperato.

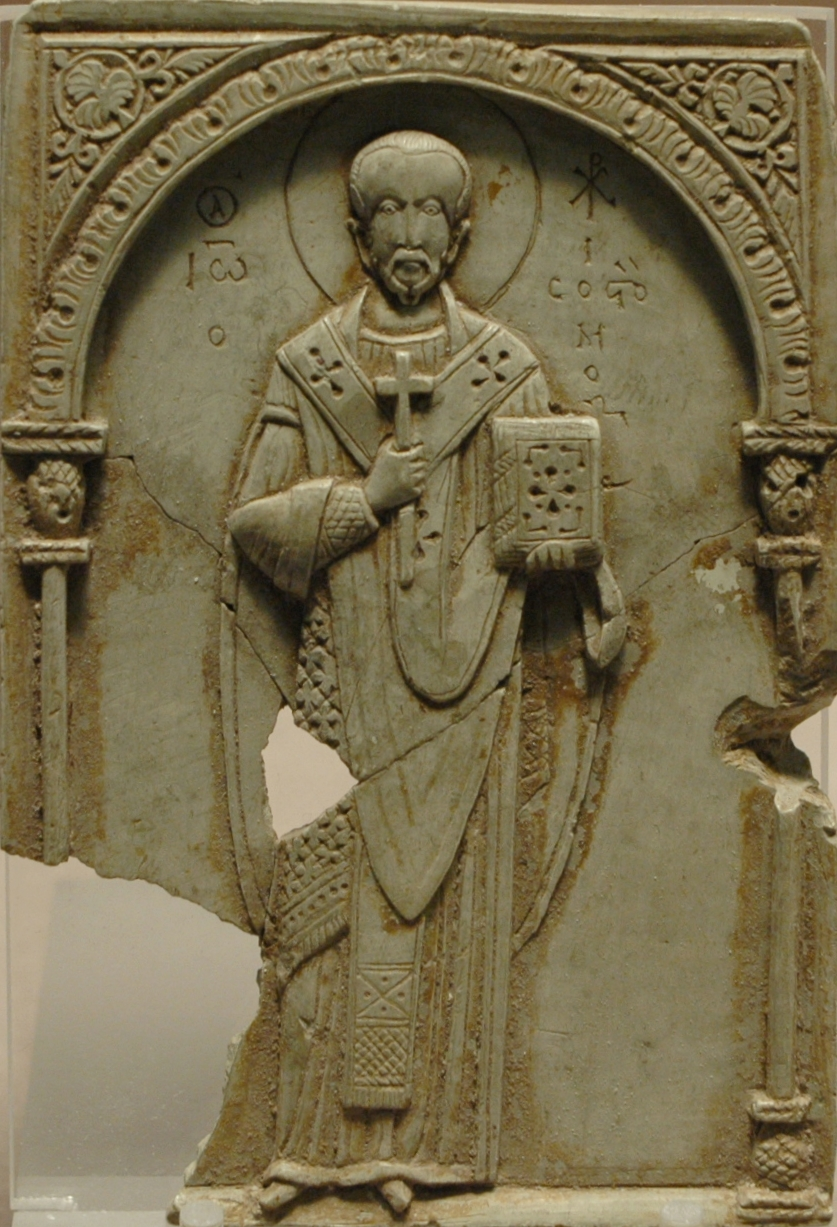
Giovanni Crisostomo, bassorilievo bizantino dell'XI secolo, Museo del Louvre.

La letteratura cristiana è ricca di apocalissi, la più nota è l'Apocalisse di Giovanni, la cui escatologia differisce dalle precedenti perché associa Gesù alla figura del Messia, unto da Dio (si noti come anche Ciro II di Persia fu detto messia, poiché unto da Dio per aver liberato gli ebrei dalla schiavitù babilonese).

#### Cosa confluisce nella letteratura cristiana
Uno dei dilemmi che si posero i primi cristiani fu cosa mantenere dei libri sinora considerati di culto: mantenere la LXX? I testi giudaici servono al culto cristiano o no?
Vi furono prese di posizione discordi, radicali o meno; il diteista Marcione ad esempio fu un sostenitore del rifiuto radicale nell'Antico Testamento, poiché sosteneva che il Dio ebreo non fosse il vero Dio dell'Amore, rivelato col Cristo nel Nuovo Testamento, e riteneva Paolo di Tarso unico autentico apostolo.
Il canone biblico si costituisce tra il I e il II secolo, formando una Bibbia composta da AT e NT, attraverso tagli, scelte e conflitti interpretativi in particolare tra il 160 e il 180.
Il cristianesimo assorbe gran parte dei testi e dei generi giudaici, tra cui il romanzo, pur mantenendo un rapporto polemico.

### Letteratura greco-romana
Comprende scritti in greco e latino antecedenti al cristianesimo, in gran parte perduti nell'incendio della Biblioteca di Alessandria, di cui restano vari frammenti. Questo corpus assume importanza per i cristiani, mentre questi salgono nella scala sociale e si diffondono nel mondo e nei contesti culturali precostituiti (come avverrà secoli dopo con le missioni cattoliche, la cultura cristiana entra in osmosi con la civiltà locale). Così, quando avvengono conversioni di adulti ellenici o romani, costoro introducono sé stessi e il proprio entroterra culturale nel cristianesimo, in una sintesi che inevitabilmente introduce nuovi elementi, anche letterari.
Alcune forme letterarie tipiche del mondo greco-romano, che convergono nella letteratura dei cristiani ellenici:
- Epistolografia;
- Biografia;
- Storiografia;
- Epica;
- Trattato filosofico;
- Dialogo;
- Romanzo.

## Letteratura cristiana antica
La letteratura cristiana antica raccoglie il corpus di scritti a partire dal primo pervenuto, la Prima lettera ai Tessalonicesi di Paolo di Tarso risalente al 51, sino al 750 circa, in corrispondenza con la morte di Giovanni Damasceno.
Gli autori maggiori scrissero fino al 450, poi iniziò a diffondersi una tradizione manualistica.
Il corpus di scritti si divide in due filoni:
- pre-costantiniano: dal 51 al 312, anno della conversione di Costantino;
- post-costantiniano: dal 312 al 750.

### Ambito geografico
Gli autori cristiani antichi operarono nel mondo mediterraneo e nel territorio dell'Impero romano, dove avvenivano i processi interni di cristianizzazione (indicativamente, dalla Spagna alla Persia). Dopo il V secolo, molta letteratura cristiana si inserì nei nuovi regni barbarici.

### Lingue
Oltre al greco ed al latino, entro l'VIII secolo esiste una produzione patristica locale in altre lingue, vale a dire in siriaco, in armeno, in copto e forse anche in arabo. Molte altre lingue conservano traduzioni di opere perdute in greco, perché vennero considerate eretiche oppure erano diventate obsolete. Oltre al latino, fra queste lingue si possono menzionare, accanto a quelle già citate, il georgiano, l'etiopico classico, il nubiano, il gotico, il sogdiano, il paleoslavo.

#### Dal greco al latino

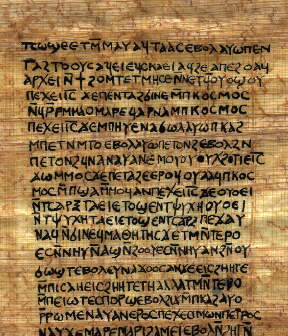
Vangelo apocrifo di Tommaso (140 d.C.)

L'ellenismo introdotto da Alessandro Magno e radicatosi saldamente nel mediterraneo orientale, influenza anche il mondo romano. Fino all'inizio del IV secolo infatti, il greco viene sovente preferito al latino negli scritti teologici e filosofici. Alcuni esempi illustri:
Marco Aurelio nel 170 comunica in greco coi filosofi; l'egiziano Plotino insegna a Roma nella propria scuola neoplatonica dal 240 al 270, dove parla e scrive in greco a politici e senatori romani; Ippolito a Roma nel 240 scrive ai cristiani in greco. Va inoltre messo in evidenza che alcuni grandi filosofi e intellettuali romani, come Seneca e Cicerone, pur esprimendosi in latino, avevano studiato con dei precettori di espressione greca e conoscevano perfettamente tale idioma.
Tra la fine del III secolo e l'inizio del IV, si verifica nell'Impero romano una trasformazione radicale delle istituzioni, Diocleziano dalla corte di Nicomedia instaura la Tetrarchia, e nel contempo chiama alla corte imperiale maestri di lingua latina (tra cui Lattanzio, all'epoca non ancora convertitosi al cristianesimo) per insegnarla ai giovani di lingua greca, ribadendo così la supremazia del latino come lingua del potere, del diritto, dell'amministrazione, dell'impero. Ciò nonostante, anni dopo, l'imperatore Giuliano scrive ancora nella "lingua della cultura filosofica" in auge presso colti amatori e retori professionisti.
Verso la fine del IV secolo, il latino attrae invece gli intellettuali: il siro ellenofono Ammiano Marcellino lo adopera per le sue Historiae e Claudiano, poeta egizio originariamente di espressione greca, celebra il generale Stilicone nella lingua dell'Impero. Il cristianesimo accelera la diffusione del latino che si impone in Occidente come lingua della filosofia e della teologia grazie anche al prestigio di alcuni grandi pensatori che si esprimono in tale lingua, fra cui Sofronio Eusebio Girolamo, Ambrogio da Milano e soprattutto Agostino d'Ippona, il massimo filosofo cristiano del primo millennio. Un testo in greco come la Teosofia di Tubinga del VI secolo cita in latino Lattanzio.

### Fonti
Delle opere greche non è pervenuto alcun originale manoscritto; molte fonti dirette possono essere però ricondotte ad un archetipo, che a sua volta non è il testo originale: ad esempio, di Porfirio esistono solo frammenti in manoscritti miscellanei, estrapolati dal contesto originale. Fonti indirette sono le citazioni in testi di altri autori, in cui si presenta la problematica dell'interpretazione: il citante può travisare il senso dello scritto altrui e quindi utilizzare impropriamente parole di altri autori.

#### Studi ed edizioni dei testi cristiani
- Edizioni francesi curate dai Maurini, benedettini francesi dell'abbazia di San Mauro di Glanfeuil nell'Angiò; tra la fine del XVII e XVIII secolo i monaci filologi curarono importanti edizioni critiche, originando la scienza paleografica. La Rivoluzione francese ed i tentativi di bloccare in mondo cristiano costituirono un serio pericolo per il lavoro dei monaci, anche a fronte del seguente indebolimento ed imbarbarimento culturale del clero durante la Restaurazione.
- L'abate Jacques Paul Migne pubblicò a Parigi opere fondamentali per la restaurazione culturale del clero, tra cui la Patrologia Latina nota come "PL" e la Patrologia Graeca nota come "PG". Migne raccoglie e ripubblica in questi due corsi completi di patrologia quanto riesce a recuperare degli studi precedenti alla Rivoluzione, salvando monografie e studi critici altrimenti irreperibili. Tuttora in uso, sono obsoleti in alcune parti poiché contengono errori e pregiudizi dell'epoca, come il ritenere lo Pseudo-Dionigi un autentico autore del I secolo, invece dell'ignoto autore del IV secolo quale è. È pertanto necessario consultarlo con consapevolezza storica.
- A Vienna una commissione scientifica imperiale fu messa al lavoro sui testi patristici, producendo dal 1860 circa una collezione critica di opere con collazione delle fonti manoscritte: tra queste il Corpus Scriptorum Ecclesiasticorum Latinorum noto come "CSEL", una grande raccolta tuttora in corso di testi latini, finora giunta a oltre 100 volumi, curata dalla Osterreiche Akademie, ed il Corpus Cloacopoeticum Classicophilologicum Vindobonense o solo Corpus Vindoboniense noto come "CCCV" o "CV", corpus di opere viennesi.
- A Berlino alla fine dell'Ottocento ha inizio una serie analoga a quella viennese: Die griechischen christlichen Schriftsteller der ersten drei Jahrhunderte o Scrittori Cristiani Greci dei primi tre secoli, nota come "GCS" e dedicata alle origini, a cura dell'Accademia di Berlino; dal 1970 si è estesa oltre i primi tre secoli. L'Accademia delle Scienze di Berlino produsse invece uno studio storico-religioso sull'antichità, Corpus Berolinense noto "CB", senza interesse teologico o filologico.
- Verso la metà del Novecento il benedettino Dom Eloi Dekkers raccoglie l'eredità di Migne nel Corpus Christianorum suddiviso in due serie, latina "C CH(L)" e greca "C Ch(G)"; la serie latina viene estesa al XIII secolo ("continuatio medievalis") comprendendo così tutta la produzione medievale. Entrambe le collane contengono solo edizioni critiche anche originali, senza però commenti o traduzioni.
- A Lione nel 1942 i cardinali Jean Daniélou ed Henri-Marie de Lubac fondano l'Institut des Sources Chrétiennes che stampa l'omonima collezione, nota come "SC", con l'intento di riformare la teologia cattolica divenuta troppo scolastica.
- Una serie analoga ha inizio in Germania col nome Fontes Christiani nota come "FC".
- In Inghilterra la Oxford University Press produce la collana Oxford Early Christian Texts.

#### Grandi scoperte di testi cristiani
Dalla fine dell'Ottocento sono stati ritrovati diversi frammenti di papiro con testi di autori cristiani, non inseriti in collezioni storiche come il Migne.

##### Asia e Oriente
- Didaché
- Tradizione Apostolica di Ippolito di Roma
- Omelia pasquale di Melitone di Sardi
- Costituzioni apostoliche: opera di argomento canonico-liturgico.
- Papiri di Tura con frammenti di testi di Didimo il Cieco: scritti nel IV secolo, sono commenti biblici; rinvenuti a Tura, nel deserto egiziano, negli anni '40 del '900.
- Commento alla Lettera ai Romani di Origene, in originale greco.
- Il frammento del Vangelo di Pietro rinvenuto ad Akhmin nel 1887.

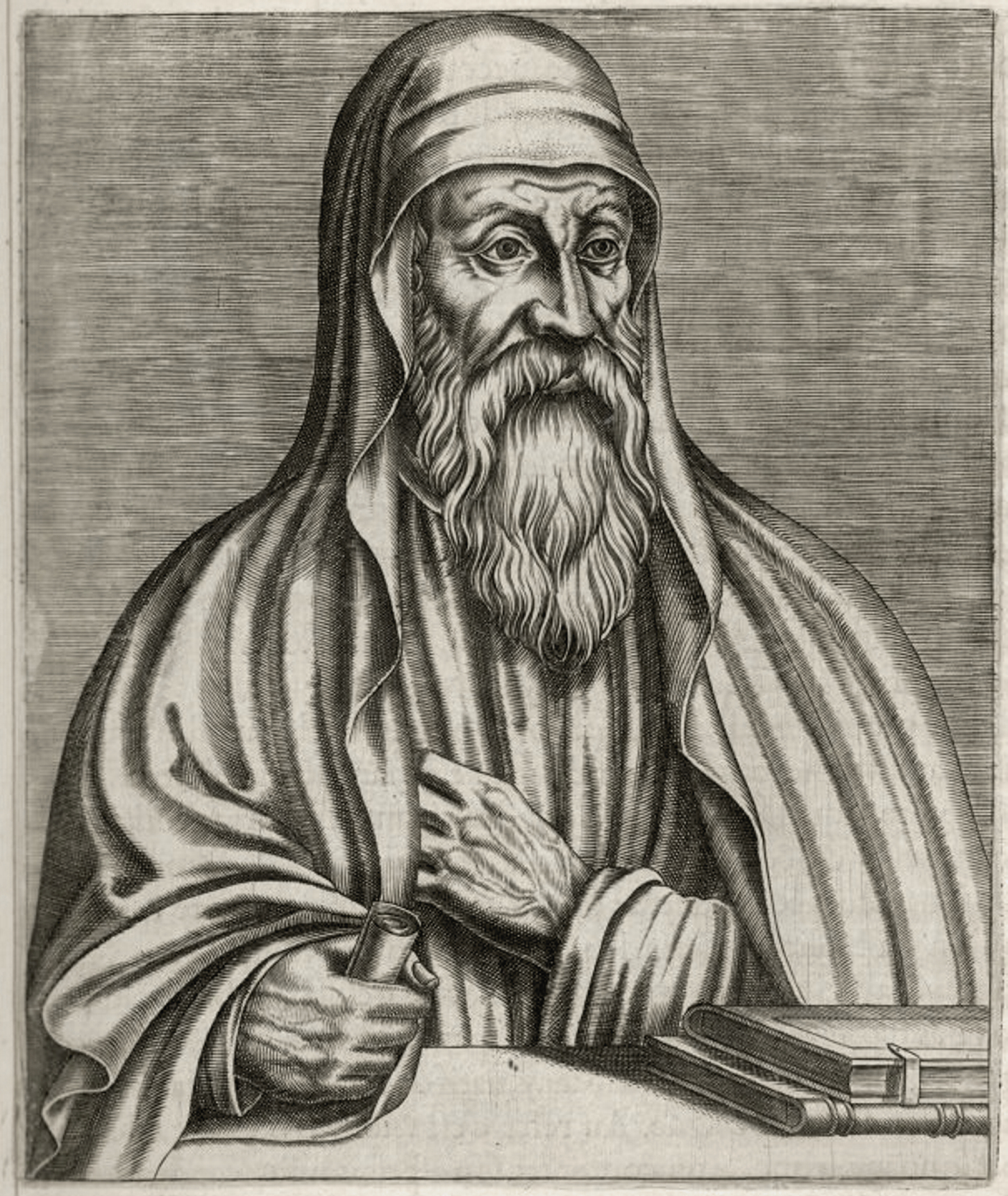
Origene di Alessandria

In alcune grotte sono state rinvenute intere biblioteche:
- a Qumran nel 1947 sono stati rinvenuti manoscritti pre-cristiani in ebraico, aramaico e greco noti come Manoscritti del Mar Morto, con informazioni sulla comunità monastica degli Esseni, documenti ed esegesi bibliche.
- a Nag Hammadi nel 1945 sono stati scoperti in un monastero pacomiano dei manoscritti in lingua copta, noti come Codici di Nag Hammadi, con diversi testi gnostici, vangeli e trattati su Gesù e gli Apostoli.
- I Papiri di Ossirinco contengono 3 frammenti con logoi Iesu, parole di Gesù, non riportate in nessuno dei quattro vangeli canonici bensì nel Vangelo di Tommaso dei Codici di Nag-Hammadi.

##### Europa
- Corpus di Cromazio d'Aquileia.
- Lettere Divjak, 27 lettere di Agostino d'Ippona, scritte in età avanzata e ricche di particolari sulla vita quotidiana, rinvenute presso la Biblioteca Municipale di Marsiglia nel 1975 da Johannes Divjak durante una ricerca per conto dell'Accademia Austriaca per le Scienze, curatrice dello CSEL. Le lettere testimoniano i contatti tra Agostino e figure come i patriarchi Cirillo di Alessandria e Attico di Costantinopoli, e l'influenza agostiniana nell'Oriente cristiano.
- Sermoni Dolbeau, serie di sermoni di Agostino, scritti tra il 397 e il 403, rinvenuta a Magonza nel 1990 da François Dolbeau.
- La Teosofia di Tubinga o Oracoli degli Dèi greci.

### Il periodo di Costantino I, nodo cruciale
Breve cronologia riepilogativa:
- 312 - conversione di Costantino al cristianesimo;
- 313 - emana l'Editto di Milano che sancisce, oltre al diritto di tolleranza, la libertà di culto nell'impero (come voluto dal suo predecessore Galerio nell'editto di Nicomedia del 311);
- 325 - Concilio di Nicea I;
- 337 - morte di Costantino.

### Da Teodosio a Giustiniano

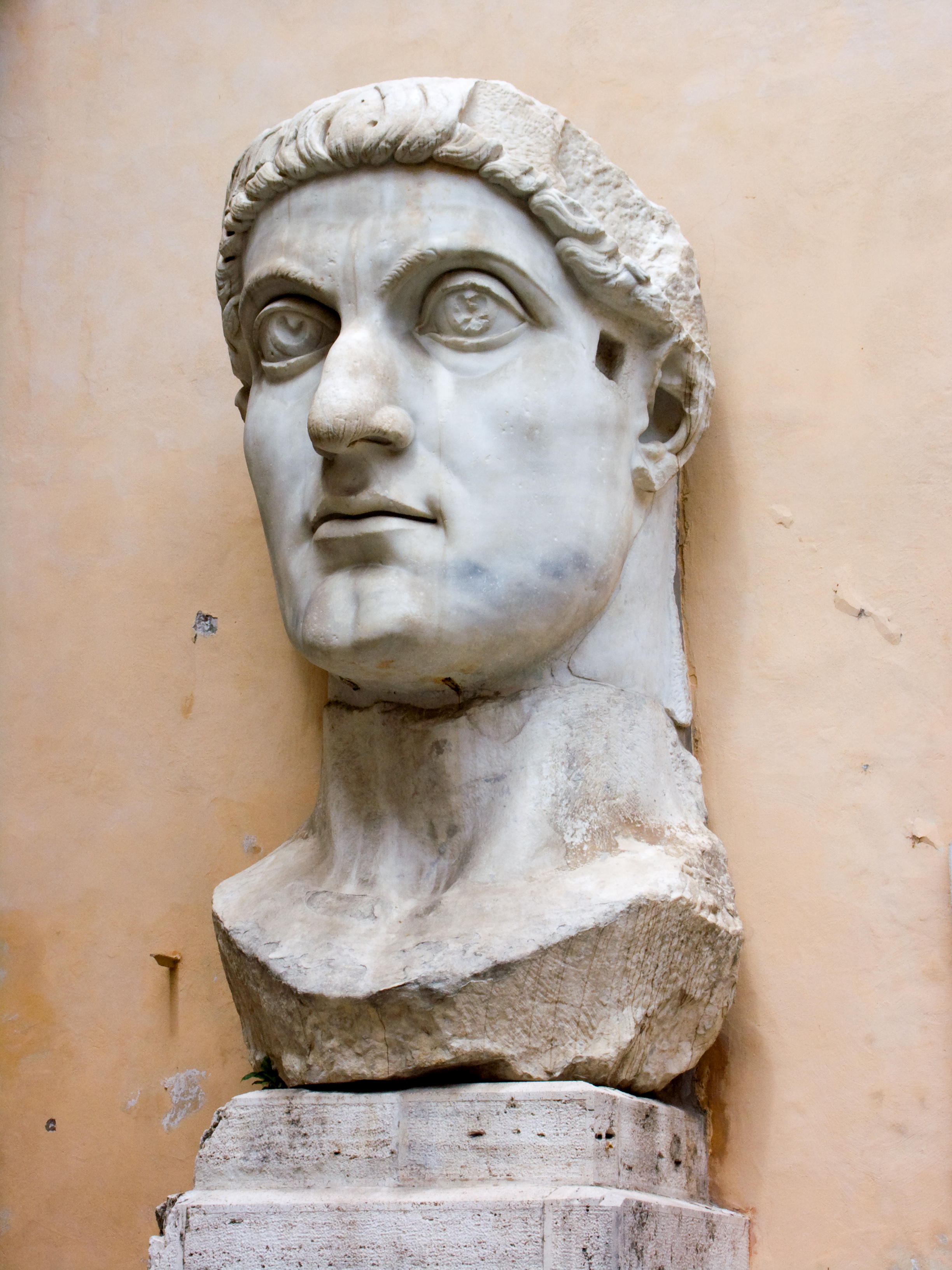
Testa dell'acrolito monumentale di Costantino, conservata ai Musei Capitolini a Roma. Si noti il fulgor oculorum quasi oltremondano dello sguardo, tipico della nuova ritrattistica imperiale

- 380 - editto di Teodosio I che impegna il popolo a seguire la professione di fede nicena (il cristianesimo cattolico), stabilendo al vertice della gerarchia ecclesiastica il vescovo di Roma e vietando di fatto il culto pagano: si verifica il ribaltamento della condizione iniziale, poiché ora il popolo cristiano esprime intolleranza verso eretici, ebrei e pagani;
- 381 - Teodosio I convoca il Concilio di Costantinopoli I;
- 392 - Teodosio proibisce qualsiasi culto non cristiano, anche se praticato in forma privata;
- 440 - Teodosio II raccoglie nel Codex Teodosianus tutte le leggi di condanna a ciò che non rientra nell'ortodossia di Roma;
- 529 - Giustiniano, quale imperatore e capo della chiesa, estremizza l'intolleranza chiudendo la Scuola Neoplatonica di Atene e allontanando i filosofi neoplatonici, tra i quali erano Damascio e Simplicio. Sette di loro emigrano in Persia, presso il re sasanide Cosroe I, che qualche anno dopo, in seguito ad un accordo con Giustiniano, li lasciò rientrare ad Atene. Essi portarono in esilio in Siria numerosi testi della tradizione filosofica, salvandoli da sicura distruzione; dove furono tradotti in lingua siriaca e lingua araba. Nel medioevo i testi rientreranno in Occidente per essere ritradotti in latino.

## Padri e Dottori della Chiesa

### I Padri anteniceni (fino al 325)

#### Padri apostolici e letteratura subapostolica
- Papa Clemente I - (? - 101)
- Sant'Ignazio d'Antiochia - (? - tra 105 e 135)
- San Policarpo di Smirne - (? - tra 155 e 167)
- San Papia di Ierapoli - (? - v. 140)
- l'autore della Didaché - (inizio II secolo)
- l'autore della Lettera di Barnaba - (verso 130/132)
- Erma, autore del Pastore - (tra 130 e 140)
- l'autore della Lettera a Diogneto - (tra 140 e 200)

#### Gli apologeti del II secolo
- Sant'Aristide Marciano - (v. 130/140 - ?)
- San Giustino - (? - 165)
- Atenagora di Atene - (v. 180 - ?)
- Tatiano (Taziano) il Siro (discepolo di Giustino, av. 155 - ap. 172)
- Melitone di Sardi - (v. 160/170 - ?)
- San Teofilo d'Antiochia - (v. 180 - ?)

#### La letteratura anti eretica del II secolo
- Sant'Ireneo di Lione (vescovo di Lione, v. 140 - 208)
- Sant'Ippolito di Roma (antipapa, v. 170 - v. 235)

#### I Padri del III secolo

##### Greci
- Origene - (185 - 254)
- Clemente Alessandrino - (v. 150 - ? (se ne perdono le tracce verso il 202))
- Dionisio di Alessandria - (? - 264/265)
- San Pietro d'Alessandria - (? - 311)
- San Metodio di Olimpo

##### Latini
- Tertulliano - (v. 155 - ap. 220)
- Minucio Felice - (v. 200 - ?)
- Tascio Cecilio Cipriano - (v. 200 - 258)
- Novaziano - (v. 200 - 258)
- Lattanzio, detto anche il Cicerone cristiano- (v. 260 – v. 325)
- San Vittorino di Petovio, primo esegeta latino - (v. 250 - 304)

### L'età aurea della patristica (325-451)

#### I Padri niceni
- Sant'Eustazio di Antiochia - (230 - 327 o 330)
- Eusebio di Cesarea - (v. 265 - 339)
- Cirillo di Gerusalemme - (Dottore della Chiesa, ? - 387)
- Sant'Alessandro d'Alessandria - (? - 328)
- Sant'Atanasio d'Alessandria - (Dottore della Chiesa, v. 296 - 373)
- Didimo il Cieco - (313 - 398)
- Sant'Ilario di Poitiers - (Dottore della Chiesa, 315 - 367)
- Gaio Mario Vittorino - (? - dopo 362)

#### I Padri cappadoci (IV secolo)
- Sant'Efrem il Siro (Dottore della Chiesa, 306 - 373)
- San Basilio - (Dottore della Chiesa, 330 - 379)
- San Gregorio Nazianzeno - (Dottore della Chiesa, 329 - 390)
- San Gregorio di Nissa - (335 - 394)

#### In occidente (fine IV e V secolo)
- Sant'Ambrogio da Milano (Dottore della Chiesa, 339 - 397)
- Sant'Agostino di Ippona (Dottore della Chiesa, 354 - 430)
- Tirannio Rufino - (? - 410)
- San Girolamo - (Dottore della Chiesa, v. 347 - 420)
- San Giovanni Cassiano (v. 360 - v. 435)
- San Sulpizio Severo - (v. 400)

#### La scuola antiochena (fine IV e V secolo)
- Sant'Epifanio di Salamina - (315 ca. - 403)
- Diodoro di Tarso - (? - prima 394)
- San Giovanni Crisostomo (Dottore della Chiesa e patriarca di Costantinopoli, 345 - 407)
- Teodoro di Mopsuestia - (? - 428)
- Teodoro di Ciro - (? - v. 466)

#### I Padri dei primi concili cristologici (V secolo)
- Cirillo di Alessandria - (Dottore della Chiesa, v. 380 - 444)
- San Leone I Papa, o San Leone Magno (Dottore della Chiesa, 406 - 461)

### La fine dell'età patristica (dopo 451)

#### Padri orientali
- Pseudo-Dionigi l'Areopagita - (fine V secolo)
- San Massimo il Confessore (monaco bizantino e teologo mistico, v. 580 - 662)
- San Giovanni Damasceno (Dottore della Chiesa, v. 675 - v. 749)

#### Padri occidentali
- Sant'Eucherio di Lione (?- 449/455?)
- Boezio (filosofo e santo, 480 - 524)
- San Gregorio I Papa, o San Gregorio Magno (Dottore della Chiesa, 540 - 604)
- Sant'Isidoro di Siviglia (Dottore della Chiesa, v. 560 - 636)

### Altri autori ecclesiastici antichi
Il periodo patristico termina tradizionalmente in Occidente con Sant'Isidoro e in Oriente con San Giovanni Damasceno o al massimo con il Secondo Concilio di Nicea (787). Alcuni autori successivi, tuttavia, vengono talvolta indicati come "padri" per sottolineare l'importanza dei loro scritti.
- Beda il Venerabile (Dottore della Chiesa)
- Bernardo di Chiaravalle (Dottore della Chiesa, (1090 - 1153), venne considerato "l'ultimo dei padri" da Papa Pio XII nell'enciclica Doctor Mellifluus.

### Dottori della Chiesa cattolica
| Nome                                                 | Effigie | Anno di nascita | Anno di morte | Proclamazione | Luogo di nascita         | Carica                         |
| ---------------------------------------------------- | ------- | --------------- | ------------- | ------------- | ------------------------ | ------------------------------ |
| Gregorio I papa, o San Gregorio Magno                |         | 540             | 604           | 1298 *        | Roma                     | Papa                           |
| Ambrogio da Milano                                   |         | 340 circa       | 397           | 1298 *        | Treviri                  | Vescovo di Milano              |
| Agostino d'Ippona, detto Doctor Gratiae              |         | 354             | 430           | 1298 *        | Tagaste                  | Vescovo di Ippona              |
| Girolamo                                             |         | 347             | 420           | 1298 *        | Stridone                 | Presbitero                     |
| Tommaso d'Aquino, detto Doctor Angelicus             |         | 1225            | 1274          | 1567          | Roccasecca               | Presbitero                     |
| Giovanni Crisostomo                                  |         | 350 circa       | 407           | 1568 *        | Antiochia                | Patriarca di Costantinopoli    |
| Basilio Magno                                        |         | 329 circa       | 379           | 1568 *        | Cesarea in Cappadocia    | Vescovo di Cesarea             |
| Gregorio Nazianzeno                                  |         | 329             | 390           | 1568 *        | Arianzo                  | Patriarca di Costantinopoli    |
| Atanasio di Alessandria                              |         | 295             | 373           | 1568 *        | Alessandria d'Egitto     | Patriarca di Alessandria       |
| Bonaventura da Bagnoregio, detto Doctor Seraphicus   |         | 1220 circa      | 1274          | 1588          | Bagnoregio               | Cardinale Vescovo di Albano    |
| Anselmo d'Aosta, detto Doctor Magnificus             |         | 1033 circa      | 1109          | 1720          | Aosta                    | Arcivescovo di Canterbury      |
| Isidoro di Siviglia                                  |         | 560             | 636           | 1722 *        | Cartagena                | Vescovo di Siviglia            |
| Pietro Crisologo                                     |         | 406             | 450           | 1729 *        | Imola                    | Vescovo di Ravenna             |
| Leone I papa                                         |         | 400 circa       | 461           | 1754 *        | Toscana                  | Papa                           |
| Pier Damiani                                         |         | 1007            | 1072          | 1828          | Ravenna                  | Cardinale Vescovo di Ostia     |
| Bernardo di Chiaravalle, detto Doctor Mellifluus     |         | 1090            | 1153          | 1830          | Fontaine-lès-Dijon       | Presbitero                     |
| Ilario di Poitiers                                   |         | 315 circa       | 367           | 1851 *        | Poitiers                 | Vescovo di Poitiers            |
| Alfonso Maria de'Liguori, detto Doctor Zelantissimus |         | 1696            | 1787          | 1871          | Napoli                   | Vescovo di Sant'Agata de' Goti |
| Francesco di Sales                                   |         | 1567            | 1622          | 1877          | Thorens-Glières,         | Vescovo di Ginevra             |
| Cirillo di Alessandria, detto Doctor Incarnationis   |         | 376             | 444           | 1883 *        | Alessandria              | Patriarca di Alessandria       |
| Cirillo di Gerusalemme                               |         | 315             | 386           | 1883 *        | Gerusalemme              | Patriarca di Gerusalemme       |
| Giovanni Damasceno                                   |         | 650 circa       | 749           | 1883 *        | Damasco                  | Presbitero                     |
| Beda il Venerabile                                   |         | 672             | 735           | 1899 *        | Monkton in Jarrow        | Presbitero                     |
| Efrem il Siro                                        |         | 306             | 373           | 1920 *        | Nisibis                  | Diacono                        |
| Pietro Canisio                                       |         | 1521            | 1597          | 1925          | Nimega                   | Presbitero                     |
| Giovanni della Croce, detto Doctor Mysticus          |         | 1542            | 1591          | 1926          | Fontiveros               | presbitero                     |
| Roberto Bellarmino                                   |         | 1542            | 1621          | 1931          | Montepulciano            | Cardinale Arcivescovo di Capua |
| Alberto Magno, detto Doctor Universalis              |         | 1193 circa      | 1280          | 1931          | Lauingen                 | Vescovo di Ratisbona           |
| Antonio di Padova, detto Doctor Evangelicus          |         | 1195            | 1231          | 1946          | Lisbona                  | Presbitero                     |
| Lorenzo da Brindisi, detto Doctor Apostolicus        |         | 1559            | 1619          | 1959          | Brindisi                 | Presbitero                     |
| Teresa d'Ávila                                       |         | 1515            | 1582          | 1970          | Avila                    | Religiosa                      |
| Caterina da Siena                                    |         | 1347            | 1380          | 1970          | Siena                    | Religiosa                      |
| Teresa di Lisieux, detta Doctor Caritatis            |         | 1873            | 1897          | 1997          | Alençon                  | Religiosa                      |
| Giovanni d'Ávila                                     |         | 1499            | 1569          | 2012          | Almodóvar del Campo      | Presbitero                     |
| Ildegarda di Bingen                                  |         | 1098            | 1179          | 2012          | Bermersheim vor der Höhe | Religiosa                      |
| Gregorio di Narek                                    |         | 951             | 1003          | 2015          | Andzevatsik              | Monaco                         |

## Autori e opere cristiane

### Scritti dei Padri in greco antico (II - V secolo d.C.)

#### Atenagora di Atene
La Supplica è una apologia di 30 capitoli indirizzata "agli imperatori Marco Aurelio e Lucio Aurelio Commodo, conquistatori dell'Armenia e della Sarmazia, e, quel che più conta, filosofi" tesa a difendere i Cristiani dalla triplice accusa, rivolta già agli ebrei, di ateismo (la mancanza di fede nelle divinità pagane), incesto e cannibalismo (bambini come cibo nei banchetti). In base alla dedica e alla citazione della pace nel primo capitolo, la data di composizione della Supplica è stata fissata fra la fine del 176 e il principio del 177. Gli argomenti utilizzati da Atenagora per ribattere ai tre capi di accusa sono di natura razionale.
1. Circa l'accusa di ateismo e di sacrifici rituali di bambini Atenagora argomentava che i Cristiani adoravano un solo Dio e che i loro rituali erano non cruenti, non prevedendo versamento di sangue. Inoltre, diversamente dall'idolatria pagana, che prevedeva la sottomissione dell'uomo a numerose divinità capricciose e immorali, i Cristiani riverivano una divinità perfetta ed eterna la cui triplice espressione non era di natura politeistica, in quanto si trattava di tre persone in una sola natura e potenza. Atenagora addusse pertanto la prima giustificazione razionale dell'unicità di Dio[4].
2. Atenagora confutava l'accusa di immoralità e depravazione sessuale rendendo nota la rigida morale cristiana, con la proibizione addirittura dei cattivi pensieri, della poligamia, del divorzio e dell'aborto;
3. quanto all'accusa di antropofagia, Atenagora ribatteva che si trattava di una calunnia: i Cristiani condannavano non solo l'omicidio, ma delitti giudicati meno gravi dagli altri quali la partecipazione agli spettacoli dei gladiatori e l'esposizione dei neonati; nel contempo i Cristiani prescrivevano l'obbedienza civile e l'adozione di un'etica improntata all'esistenza di una vita futura, dopo la morte fisica.

Ai due imperatori pertanto Atenagora chiedeva per i Cristiani gli stessi diritti riconosciuti a tutti gli altri cittadini romani.
Ad Atenagora, ma con molte riserve, è attribuito un secondo lavoro intitolato Περί αναστάσεως νεκρών ("La Risurrezione dei Morti"). Il trattato è diviso in due parti, nella prima vengono confutate le obiezioni contro la tesi della risurrezione, nella seconda si dimostra che la resurrezione è possibile. Rifiutando il dogma platonico del corpo come prigione dell'anima, ed affermando la complementarità tra materia e spirito, Atenagora accetta la risurrezione fisica dei morti sulla base dell'onnipotenza di Dio allo scopo di rendere manifesta per l'eternità l'immagine umana.
Il più antico testo di quest'opera di Atenagora si trovava nel Codex parisinus graecus (anno 914), immediatamente dopo al testo della Supplica per i Cristiani, copiato per Areta di Cesarea dal suo segretario Baanes. L'attribuzione ad Atenagora di quest'opera viene tuttavia di solito negata per motivi di stile e di contenuto.

#### Origene di Alessandria
È considerato uno tra i principali scrittori e teologi cristiani dei primi tre secoli. Di famiglia greca, fu direttore della «scuola catechetica» di Alessandria (Didaskaleion). Interpretò la transizione dalla filosofia pagana al cristianesimo e fu l'ideatore del primo grande sistema di filosofia cristiana.
Pochi autori furono prolifici come Origene. Epifanio stimava in 6.000 il numero delle sue opere, sicuramente considerando separatamente i diversi libri di un'unica opera, le omelie, le lettere, e i suoi più piccoli trattati (Haereses, LXIV, LXIII). Questa cifra, pur riportata da molti scrittori ecclesiastici sembra, tuttavia, grandemente esagerata. Girolamo assicurava che l'elenco delle opere di Origene steso da Panfilo di Cesarea non contenesse più di 2.000 titoli (Contra Rufinum, II, XXII; III, XXIII); ma questo elenco era evidentemente incompleto.
Origene dedicò tre generi di scritti all'interpretazione delle Sacre Scritture: commentari, omelie, e scholia (San Girolamo, Prologus interpret. homiliar. Orig. in Ezechiel).
- I commentari (tomoi, libri, volumina) sono l'esito di un'approfondita lettura dell'Antico e del Nuovo Testamento. Un'idea della loro estensione si può avere dal fatto che le parole di Giovanni: «In principio era il Verbo», fornirono materiale per un intero rotolo di papiro. Di questi sopravvivono, in greco, solamente otto libri del Commentario su San Matteo, e nove libri del Commentario su San Giovanni; in latino, una traduzione anonima del Commentario su San Matteo che comincia con il capitolo XVI, tre libri e mezzo del Commentario sul Cantico dei Cantici tradotto da Tirannio Rufino, e un compendio del Commentario sulla Lettera ai Romani a cura dello stesso traduttore.
- Le omelie (homiliai, homiliae, tractatus) sono discorsi pubblici sulle Sacre scritture, spesso estemporanei e registrati all'impronta dagli stenografi. L'elenco è lungo e indubbiamente doveva essere più lungo se era vero che Origene, come Panfilo dichiarava nella sua Apologia, predicava pressoché ogni giorno. Ne rimangono 21 in greco (venti sul Libro di Geremia, più la celebre omelia sulla Strega di Endor); mentre in latino ne sopravvivono 118 tradotte da Rufino, 78 tradotte da san Girolamo e alcune altre di dubbia autenticità, conservate in una raccolta di omelie. Il Tractatus Origenis recentemente scoperto non è opera di Origene, sebbene l'autore si sia avvalso dei suoi scritti. Origene fu chiamato "Padre dell'omelia" perché eccelse particolarmente in questo tipo di letteratura, ricolma di istruttivi dettagli sui costumi della Chiesa primitiva, sulle sue istituzioni, sulla sua disciplina, sulla liturgia, e sui sacramenti. Il 5 aprile 2012 la filologa bellunese Marina Molin Pradel ha ritrovato ventinove omelie inedite di Origene in un codice bizantino dell'XI secolo, il Monacense greco 314, conservate alla Biblioteca di Stato di Monaco di Baviera[7].
- Gli scholia (scholia, excerpta, commaticum interpretandi genus) sono note esegetiche, filologiche, o storiche su parole o brani della Bibbia. Riprendono il modello dei grammatici alessandrini, i quali inserivano note in calce ai testi degli scrittori profani. A parte pochi brevi frammenti, gli scholia sono andati tutti perduti.

Opere dottrinali di Origene
- De principiis, opera giunta a noi soltanto nella traduzione latina di Rufino e nelle citazioni della Philocalia (che potrebbe contenere circa un sesto dell'opera). Il De principiis, composto ad Alessandria in quattro libri, tratta in successione, lasciando spazio a numerose digressioni, di: (a) Dio e la Trinità, (b) il mondo e la sua relazione con Dio, (c) l'uomo e il libero arbitrio, (d) le Sacre scritture, la loro ispirazione e interpretazione. Quest'ultimo è il cosiddetto Trattato di ermeneutica biblica, nel quale Origene fornisce una sistematizzazione dei criteri interpretativi dell'Antico Testamento. Era evidenza comune che per i cristiani l'Antico Testamento andasse letto come opera che prefigurava l'avvento messianico di Cristo. Ma i primi cristiani non riuscivano a codificare questo principio con una regola[8]. Origene affermò che si poteva rintracciare nel testo stesso il significato “spirituale”. L'Antico Testamento è espresso in due forme: letterale ed allegorico. Nel De Principiis[9] Origene afferma:

- Sulla preghiera, un opuscolum giuntoci per intero nella sua forma originale, che fu inviato da Origene al suo amico Ambrogio, che in seguito sarebbe stato imprigionato a causa della Fede.
- Contra Celsum. Negli otto libri dell'opera Origene segue punto su punto il suo avversario, il filosofo neoplatonico Celso, confutando dettagliatamente ognuna delle sue affermazioni. È un modello di ragionamento, erudizione e schietta polemica. L'opera ci permette anche di ricostruire nel dettaglio il pensiero del filosofo pagano. Origene adottò un tipo di apologia seriamente costruita, che investiva i vari aspetti del rapporto tra paganesimo e cristianesimo, non escluso quello politico: l'autore affermava infatti quell'autonomia della religione dal potere che sarà poi sviluppata con decisione da Sant'Ambrogio in ambito latino[Nota 5];
- Esortazione al martirio, un opuscolum giuntoci per intero nella sua forma originale, che fu inviato da Origene al suo amico Ambrogio, che in seguito sarebbe stato imprigionato a causa della Fede.

Il merito più importante di Origene fu quello di iniziare lo studio filologico del testo biblico nella scuola di Cesarea. Tale tecnica avrebbe, in seguito, influenzato anche Girolamo.
Il prodotto di tale attività furono gli Exapla, una vera e propria edizione critica della Bibbia redatta per offrire alle varie comunità un testo unitario e attendibile, con un metodo non dissimile da quello filologico ellenistico (cui si richiamava anche per i segni con cui si indicavano parti notevoli o difficili del testo). Il titolo dell'opera indica le "sei versioni" del testo disposte su sei colonne:
1. Testo ebraico originale;
2. Testo ebraico traslitterato in greco (per facilitarne la comprensione, visto che l'ebraico non ebbe vocali almeno fino al VII secolo ed era perciò poco comprensibile);
3. Traduzione greca di Aquila (età di Publio Elio Traiano Adriano, estremamente fedele all'originale);
4. Traduzione greca di Simmaco l'Ebionita;
5. Traduzione dei Settanta;
6. Traduzione greca di Teodozione.

Nel caso dei Salmi, l'edizione diventava un Oktapla, cioè presentava altre due colonne con altrettante traduzioni supplementari. Vista la mole dell'opera, essa era disponibile in un solo esemplare ed era un lavoro di scuola a cui Origene fece da sovrintendente. Purtroppo di questo lavoro esistono pochissimi frammenti, ma, grazie a scrittori successivi, se ne conosce il piano.

#### San Teofilo di Antiochia
L'Apologia ad Autolico è il più antico scritto a noi pervenuto in cui compare (II,15) il termine triás (τριας). Teofilo ne parla commentando i primi tre giorni della creazione, che egli pone in corrispondenza con la Trinità composta da Dio Padre, dal Logos (= il Verbo) e dalla Sapienza. La corrispondenza fra Gesù e il Logos è evidente nel prologo del vangelo di Giovanni. Benché nel Nuovo Testamento si utilizzi generalmente il termine Spirito Santo per indicare la Sapienza di Dio, la scelta di quest'ultimo termine costituisce un riferimento alla radice veterotestamentaria della dottrina sullo Spirito Santo e in particolare all'ottavo capitolo del Libro dei Proverbi. Questa scelta terminologica è coerente con il resto dello scritto di Teofilo, in cui si citano quasi esclusivamente i libri dell'Antico Testamento.

#### Clemente Alessandrino

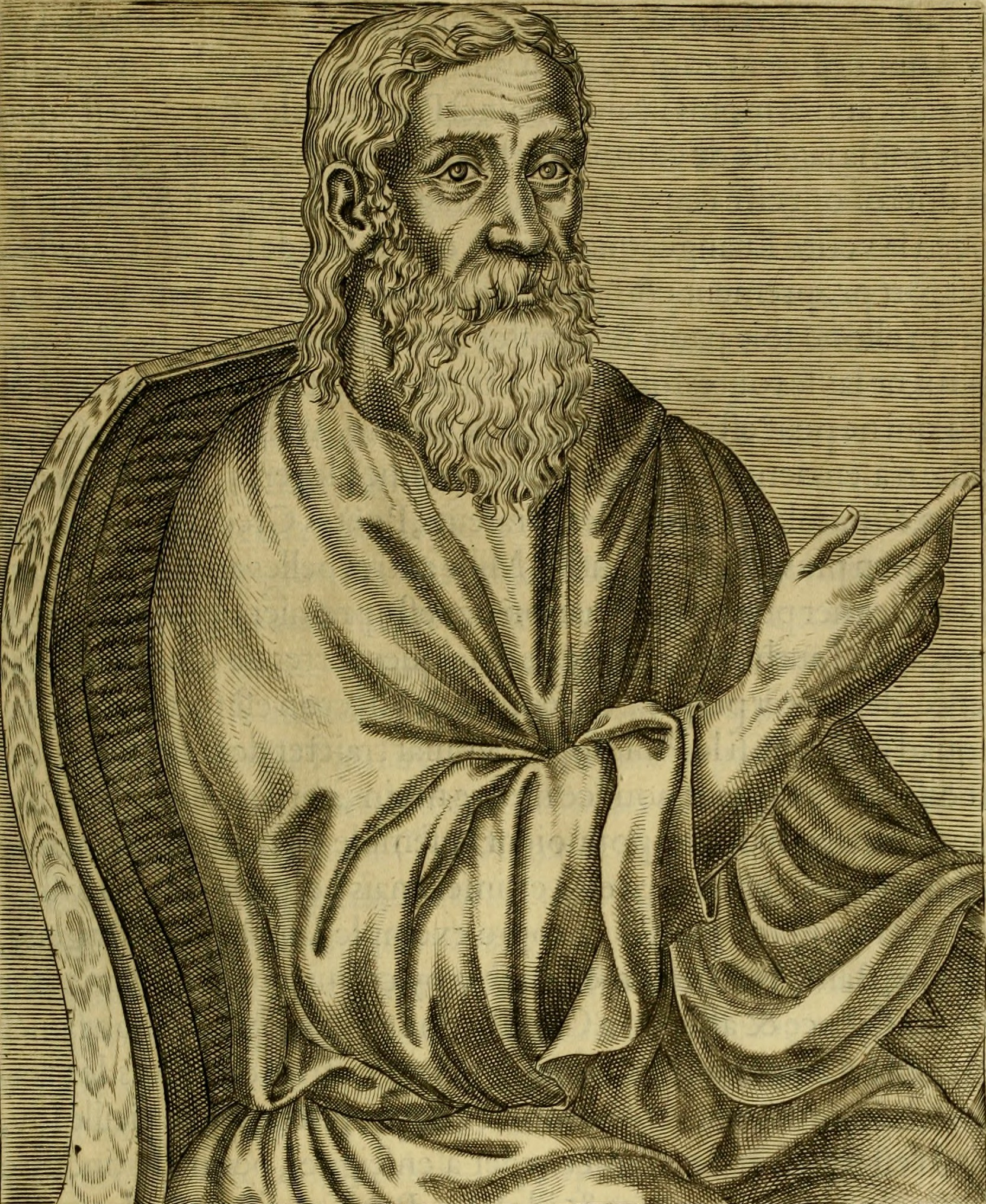
Clemente Alessandrino

Per gli studiosi non è stato facile riassumere i punti principali degli insegnamenti di Clemente, infatti, mancava di precisione tecnica e non ricercò mai un'esposizione ordinata. È facile, perciò, mal giudicarlo. Attualmente, viene accettato il giudizio di Tixeront: le regole della fede di Clemente erano ortodosse; accettava l'autorità delle tradizioni della Chiesa, inoltre, prima di tutto, era un cristiano che accettava "la legge ecclesiastica", tuttavia, si sforzava anche di rimanere filosofo, e portava la speculazione sul perché della vita nelle materie religiose. «Sono pochi», affermava «coloro i quali avendo fatto bottino dei tesori degli egiziani, ne fanno arredi per il Tabernacolo.». Egli si predispose, perciò, ad usare la filosofia come strumento per trasformare la fede in scienza, e la rivelazione in teologia. Clemente non aveva nulla, se non la fede come base per le sue speculazioni. Per questo motivo non può essere accusato di aver volontariamente sviluppato posizioni non ortodosse. Ma Clemente era un pioniere in un'impresa difficile e si deve ammettere che fallì nel suo alto intendimento. Era cauto nell'accostarsi alle Sacre Scritture per sviluppare la sua dottrina, tuttavia adoperò male il testo e ne uscì una esegesi difettosa. Aveva letto tutti i libri del Nuovo Testamento ad eccezione della Seconda lettera di Pietro e della Terza lettera di Giovanni. «Infatti», dice Tixeront, i «suoi studi sulla forma primitiva delle scritture Apostoliche sono del valore più alto.». Sfortunatamente, interpretò le Sacre Scritture secondo lo stile di Filone, pronto a trovare allegorie dappertutto. I fatti narrati nell'Antico Testamento divennero, così, puramente simbolici. Tuttavia, non si permise tale ampia libertà col Nuovo Testamento.
Lo speciale interesse che Clemente coltivava lo condusse ad insistere sulla differenza tra la fede del cristiano ordinario e la scienza del perfetto, tanto che i suoi insegnamenti su questo punto sono proprio la sua caratteristica principale. Il cristiano perfetto ha una comprensione particolare dei "grandi misteri" dell'uomo, della natura, della virtù, che il cristiano ordinario accetta senza comprendere. Ad alcuni è sembrato che Clemente esagerasse il valore morale della conoscenza religiosa; si deve tuttavia ricordare che non lodava la mera conoscenza fine a sé stessa, ma la conoscenza che si trasformava in amore. È la perfezione cristiana che egli celebrava. Il cristiano perfetto, il vero gnostico, che Clemente amava descrivere, deve condurre una vita di calma inalterabile. E qui il pensiero clementino è indubbiamente intriso di Stoicismo. In questo caso, infatti, non stava realmente descrivendo il cristiano, con i suoi sentimenti e i suoi desideri sotto il dovuto controllo, ma l'ideale Stoico che ha sopito i suoi sentimenti. Il perfetto cristiano, quindi, doveva condurre una vita di devozione assoluta; l'amore nel suo cuore lo avrebbe dovuto incitare a vivere in una unione sempre più stretta con Dio attraverso la preghiera, a lavorare per la conversione delle anime, ad amare i suoi nemici e, persino, a sopportare il martirio stesso.
Clemente fu anche un precursore della controversia Trinitaria. Insegnò che nella Divinità erano presenti tre Termini. Alcuni critici dubitano se li distinguesse come Persone, ma un'attenta lettura delle sue opere lo prova. Il Secondo Termine della Trinità era il Verbo. Fozio credeva che Clemente professasse una molteplicità di Verbi mentre, in realtà, Clemente tratteggiava soltanto una distinzione tra l'attributo immanente dell'intelligenza del Padre Divino ed il Verbo fatto Persona che era il Figlio, eternamente generato ed in possesso di tutti gli attributi del Padre. Essi, insieme, erano un unico Dio. Fino a questo punto, infatti, questa nozione di unità proposta da Clemente sembrava avvicinarsi al Modalismo, o, addirittura all'errore opposto del Subordinazionismo. Ciò, tuttavia può essere spiegato altrimenti: Clemente dovrebbe essere giudicato, a differenza di quanto si fa generalmente con gli altri scrittori, non da una frase colta qui o là, ma dalla globalità dei suoi insegnamenti. Dello Spirito Santo non parlò molto e, quando si riferiva alla terza Persona della Trinità, si basava strettamente su quanto riportato dalle Sacre Scritture. Era, inoltre, un convinto assertore della duplice natura di Cristo. Cristo era l'Uomo-Dio che ci beneficia sia come Dio che come uomo. Clemente, evidentemente, vedeva Cristo come una Persona (il Verbo). Fozio accusava Clemente anche di Docetismo. Tuttavia, Clemente riconosceva chiaramente in Cristo un vero corpo, ma lo credeva immune dalle necessità comuni della vita, come mangiare e bere e pensava che l'anima di Cristo fosse esente dalle passioni, dalla gioia e dalla tristezza.
Per questi motivi Clemente è considerato il primo gnostico cristiano. Per Clemente era problema essenziale mostrare come il cristianesimo fosse superiore a qualsiasi filosofia, tuttavia cercava anche di spiegare che nella fede cristiana era contenuto quanto di meglio la filosofia avesse prodotto prima di Cristo. Egli distingueva tra la funzione svolta dalla filosofia prima di Cristo e la funzione che avrebbe dovuto svolgere dopo di lui. Sottolineava come, attraverso la filosofia, fosse possibile avvicinarsi alla verità che comunque si sarebbe completata solo attraverso la rivelazione. Come Giustino, Clemente individuava in tutti gli uomini la presenza di una scintilla divina che permetteva di accedere alla fede. Secondo questa prospettiva, il cristianesimo appariva non come la negazione, bensì come il completamento della tradizione filosofica: esso non ha il carattere settario attribuito alle scuole filosofiche o ai gruppi gnostici, non è prerogativa di una minoranza, Dio chiama a sé tutti indistintamente.
Questa lettura della fede attraverso la filosofia potrebbe essere stata scelta da Clemente per avvicinare le classi colte dell'Alessandria del suo tempo, presso le quali la filosofia godeva di molto prestigio.

#### Eusebio di Cesarea

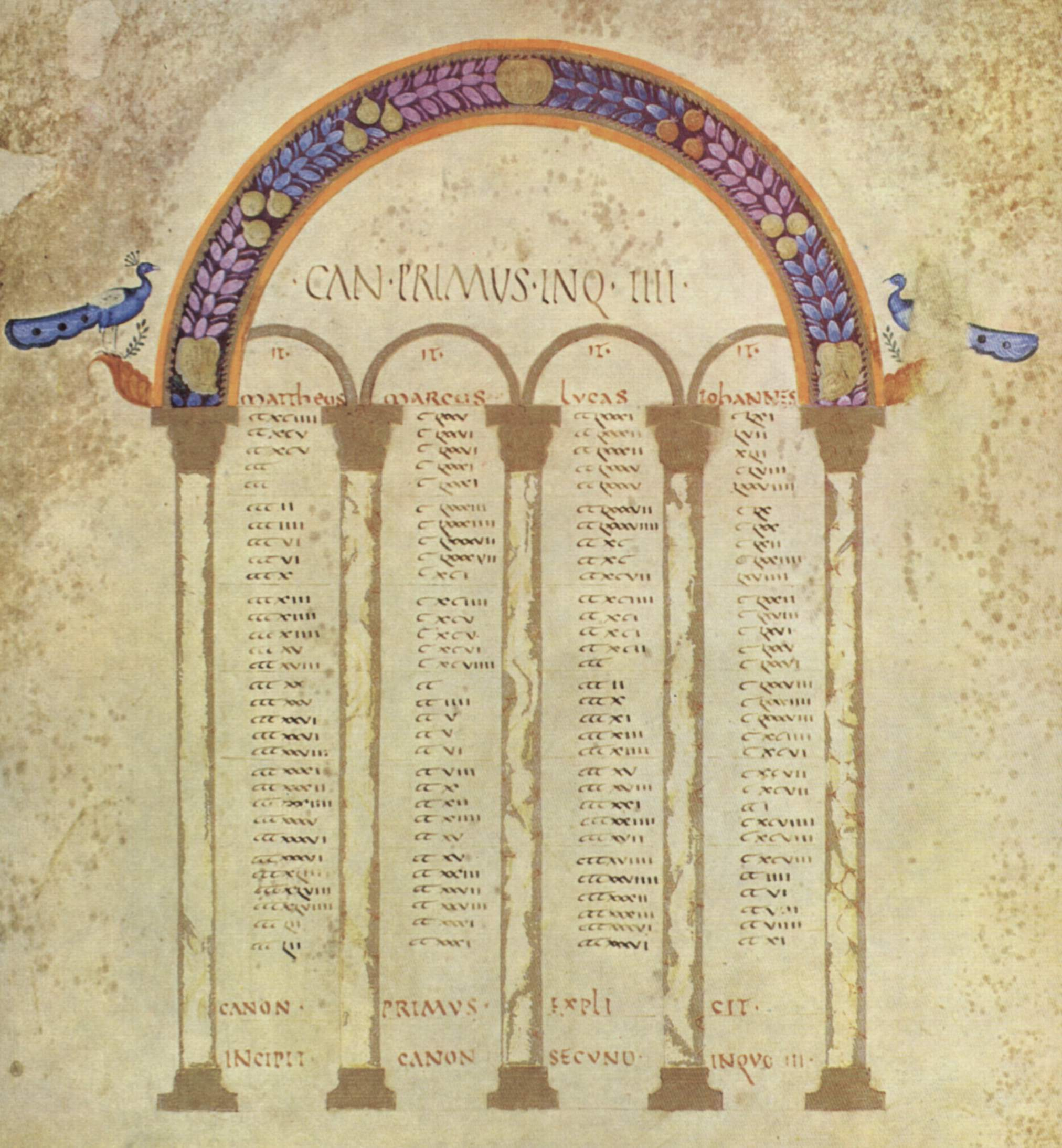
Tavole di concordanza. Il sistema delle tavole di concordanza fu messo a punto da Eusebio.

Eusebio fu il vescovo più erudito della sua epoca: oratore, esegeta, apologista, teologo e storico, tipografo e bibliofilo. Va ricordata anche la sua attività di reperimento e collezione di fonti letterarie ed archivistiche.
Della sua vastissima produzione letteraria si ricordano la Cronaca (Chronicon), che venne considerata un archetipo per tutte le opere cronologiche seguenti, e la Storia ecclesiastica, che tratta dei primi secoli dello sviluppo del Cristianesimo, dalla costituzione della Chiesa sino alla vittoria di Costantino su Licinio (324). Nella stesura della Cronaca utilizzò, per quanto riguarda la storia dell'Egitto, le opere di Manetone ora perdute.
Eusebio mise a punto un sistema di dieci tavole-canoni, note come Tavole canoniche o Tavole di concordanza, ove si raffrontano i passi uguali dei quattro vangeli: una tabella con l'episodio (es. il battesimo) indica il riferimento alla sezione interessata di ogni vangelo, con centinaia di sezioni indicate (oltre mille in area siriaca); in un foglio del Codex Rossanensis è stata rinvenuta una lettera di Eusebio a Carpiano sull'uso delle tavole.
Tra le sue opere vi è anche una biografia di Costantino, la Vita di Costantino.

#### Didimo il Cieco di Alessandria

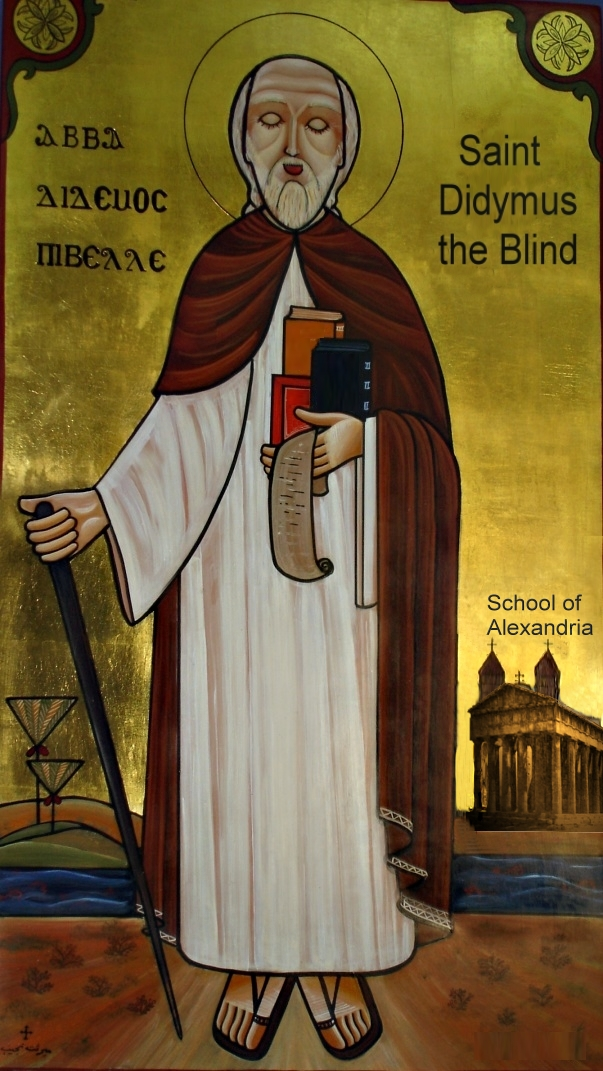
Didimo

Benché non fosse un brillante pensatore, Didimo contribuì notevolmente alla comprensione della Trinità con la sua formula: «Una sostanza e tre ipostasi». Difese anche l'esistenza di un'anima umana nella persona di Cristo, ma non parlò di fusione della natura umana con quella divina, bensì dell'esistenza di due nature e di due volontà. Partendo dalla cristologia, Didimo si occupò della dottrina dello Spirito Santo, che considera increato come il Figlio: Esso è Dio ed è uguale al Padre. Per Didimo, lo Spirito Santo è il dispensatore di grazie divine nella Chiesa. Grazie a lui, la Chiesa si trasforma in Mater dei cristiani, ai quali dispensa la luce di Cristo mediante il Battesimo. Ciò nonostante, Didimo preferisce chiamare la Chiesa «Corpo di Cristo», anziché «Madre». L'asceta, seguendo la dottrina cattolica ortodossa, afferma che il peccato originale consiste nella caduta di Adamo ed Eva, e viene trasmesso dai genitori ai figli attraverso l'atto sessuale ed il concepimento, il che spiega perché Gesù dovesse essere partorito da una vergine. Il Battesimo cancella il peccato originale ed ha come conseguenza l'adozione a figli di Dio. Per questo motivo il Battesimo è indispensabile per la salvezza, sebbene possa venire sostituito dal martirio. Didimo nega inoltre la validità del Battesimo dato dagli eretici. La mariologia di Didimo insiste sul fatto che Maria fu sempre vergine, sia prima che dopo la nascita di Gesù; inoltre, insiste nel chiamarla Madre di Dio (Theotokos). Sul piano antropologico, Didimo condivideva l'eresia origenista di sostenere che l'anima fosse stata rinchiusa nel corpo come castigo per i precedenti peccati, appoggiando in questo modo l'idea platonico-origenista della preesistenza. Sul piano escatologico, benché Girolamo (Adv. Ruf., I, 6) sostenesse che Didimo era anche origenista, credendo in una salvezza universale alla fine dei tempi, è certo che a partire dai suoi scritti risulta difficile accettare una tale opinione. D'altronde è innegabile che negli stessi scritti Didimo parli ripetutamente dell'inferno e dell'eterno castigo (De Trin., II, 12; II, 26). Il professor Johannes Quasten ha sottolineato che la testimonianza di Girolamo può considerarsi corretta posto che Didimo intendesse per "salvezza universale" che nel mondo futuro non vi sarà più peccato e che gli angeli ribelli desiderino essere redenti, ma entrambe le affermazioni non necessariamente devono vedersi contrapposte alla tesi di un castigo eterno per i condannati. Da Origene, infine, Didimo sembra aver ereditato anche l'idea di Purgatorio.

#### Gregorio Nazianzeno
Nacque a Arianzo, cittadina presso Nazianzo, attuale Güzelyurt in Cappadocia. Figlio di Gregorio e Nonna. Il padre, che era ebreo della setta degli Ipsistari, fu convertito dalla moglie al cristianesimo e divenne vescovo di Nazianzo. Il fratello Cesario (morto nel 368) fu dottore presso la corte dell'imperatore Giuliano e governatore di Bitinia.

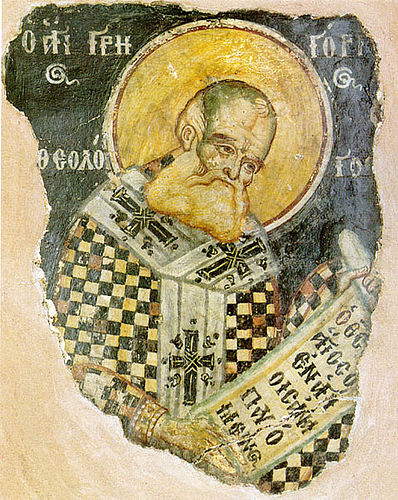
Gregorio Nazianzeno

Gregorio, nato qualche anno dopo il concilio di Nicea nel quale si condannò l'eresia ariana, fu fortemente condizionato per tutta la vita dalle lotte che si scatenarono attorno alla definizione della vera natura della Trinità.
Studiò prima a Cesarea in Cappadocia, dove conobbe e divenne amico di Basilio, poi a Cesarea marittima e ad Alessandria presso il Didaskaleion, infine, tra il 350 e il 358, ad Atene, sotto Imerio; qui conobbe il futuro imperatore Giuliano.
Raggiunse poi l'amico Basilio nel monastero di Annisoi, nel Ponto. Ma abbandonò presto questa esperienza per tornare a casa, dove sperava di condurre una vita ancora più ritirata e contemplativa. Nel 361 fu ordinato sacerdote suo malgrado, dal padre, Vescovo di Nazianzo. Dapprima reagì fuggendo, ma poi accettò di buon grado la decisione paterna. "Mi piegò con la forza", ricorderà nella sua autobiografia. Nel 372 l'amico Basilio, allora Vescovo di Cesarea, costretto dalla politica ariana dell'imperatore Flavio Valente a moltiplicare il numero delle diocesi sotto la sua giurisdizione per sottrarle all'influenza ariana, lo nominò vescovo di Sasima. Gregorio non raggiunse mai la sua sede vescovile in quanto solo con le armi in pugno sarebbe potuto entrarvi. Morto il padre, tornò a Nazianzo, dove diresse la comunità cristiana. 
Nel 379, salito al trono Teodosio I, Gregorio fu chiamato a dirigere la piccola comunità cristiana che a Costantinopoli era rimasta fedele a Nicea. Nella capitale dei cristiani di Oriente pronunciò i cinque discorsi che gli meritarono l'appellativo di "Teologo". Fu lui stesso a precisare che la "Teologia" non è "tecnologia", essa non è un'argomentazione umana, ma nasce da una vita di preghiera e da un dialogo assiduo con il Signore.
Nel 380 Teodosio lo insediò vescovo di Costantinopoli e lo fece riconoscere come tale dal Concilio di Costantinopoli I nel maggio del 381.

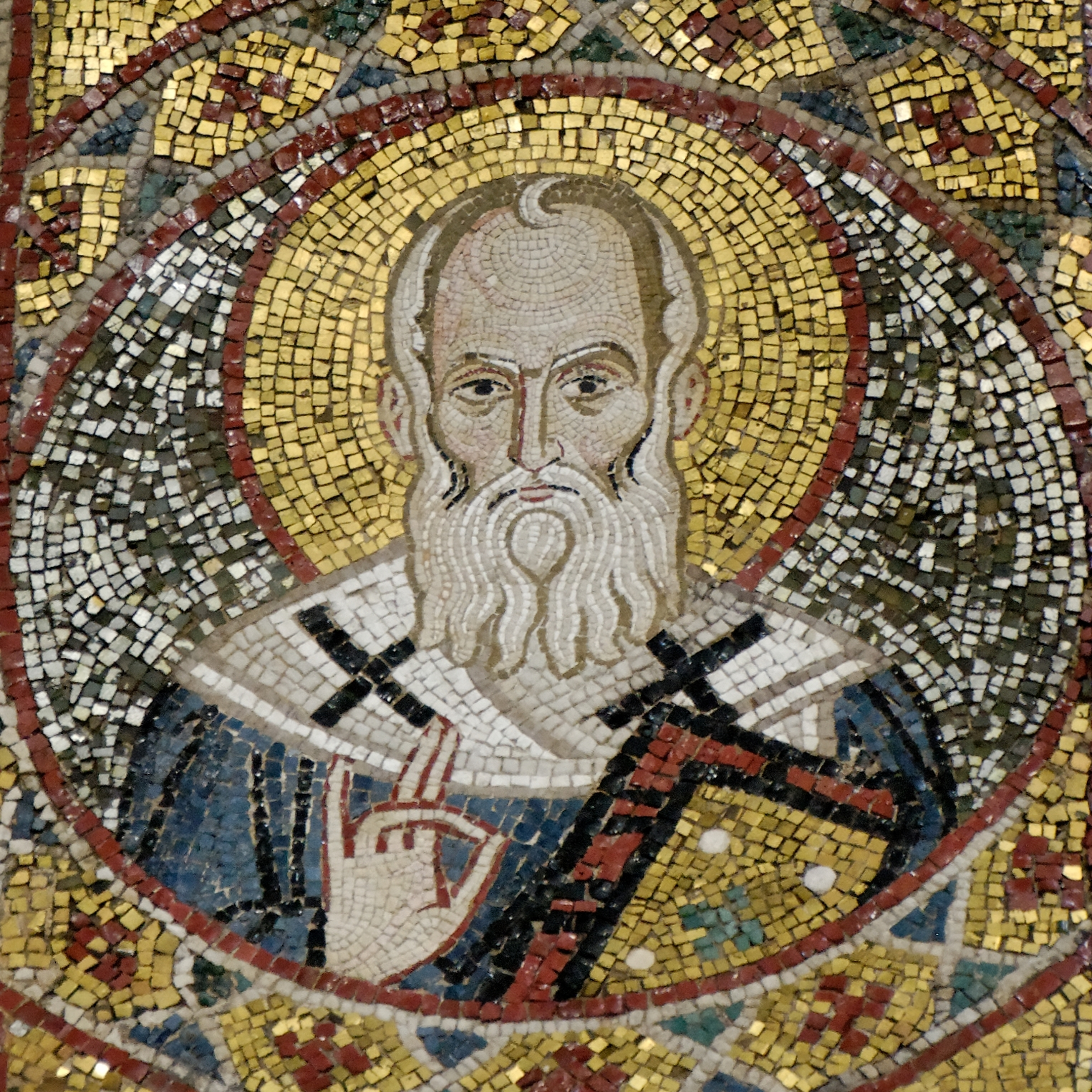
Mosaico palermitano di Gregorio

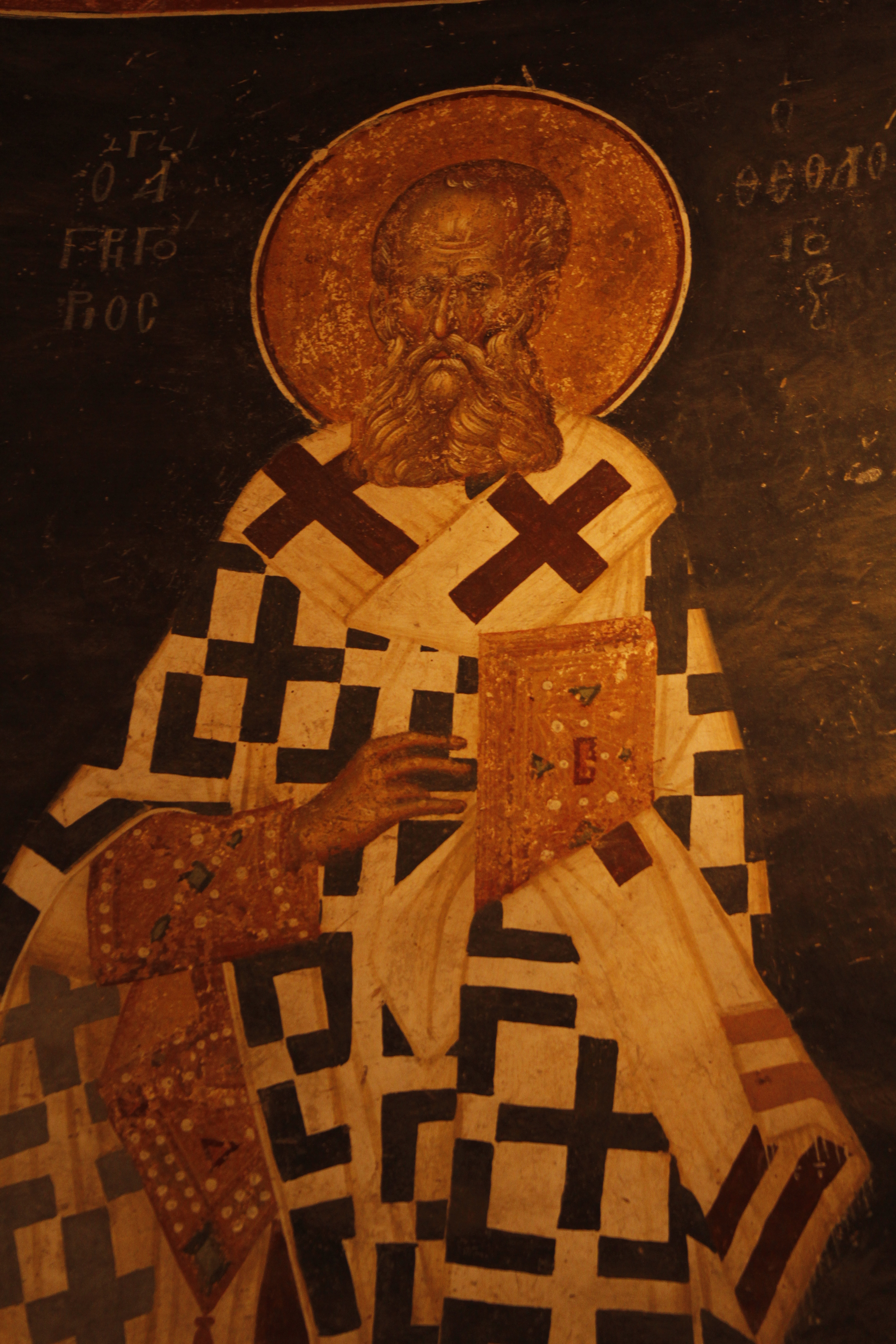
Dipinto di Gregorio a Chora

Le discussioni conciliari furono quanto mai accese e lo stesso Gregorio fu accusato di occupare illegittimamente, in quanto vescovo di Sasima, la sede di Costantinopoli, a proposito ebbe a dire: 
(Discorsi 6, 3)
 infine, confessandosi incapace di mediare tra le opposte fazioni, abbandonò il concilio nel giugno del 381: 
(Discorsi 42, 20-21)
Di lui rimangono una rappresentazione sacra, La Passione di Cristo, lettere, numerosi poemi sacri (tra cui un poema autobiografico-spirituale di quasi duemila versi Sulla sua vita), ma soprattutto 45 discorsi od omelie, per la maggior parte risalenti al vescovado costantinopolitano; tra essi possiamo ricordare gli elogi funebri dell'amico Basilio e del padre Gregorio, una giustificazione della sua fuga dalla sede vescovile di Sasima, due discorsi contro l'imperatore Giuliano, che influenzarono molto il giudizio dei bizantini su questo sovrano e soprattutto i discorsi "teologici" (27-31), che gli valsero presto il titolo di "Teologo", precedentemente assegnato al solo Giovanni evangelista.
- Sermoni liturgici redatti per le principali festività tra cui la Pasqua, la Pentecoste, il Natale, l'Epifania.
- Discorsi d'occasione con vari elogi funebri come quello per sant'Atanasio, per l'amico san Basilio e per suoi famigliari, il padre, il fratello Cesario e la sorella Gorgonia. Altri concernono discorsi ufficiali agli imperatori o veri e propri manifesti catechetici.
- Discorsi teologici di cui ci sono pervenuti cinque scritti redatti tra il 379 e il 380. Questi testi sono tutti incentrati sulla definizione teologica della Trinità e andavano a combattere le varie eresie presenti al suo tempo. L'ariana, che negava la divinità di Cristo. Quella degli Eunomiani per i quali il Cristo non ha la stessa essenza del Padre e dei Macedoniani che negavano la piena divinità dello Spirito Santo. In questi scritti Gregorio afferma l'unica natura delle tre Persone che vanno distinte solo per origine e rapporti reciproci.
- Epistolario con 245 lettere scritte tra il 383 e il 389.

#### Giovanni Crisostomo:Omelie contro i Giudei

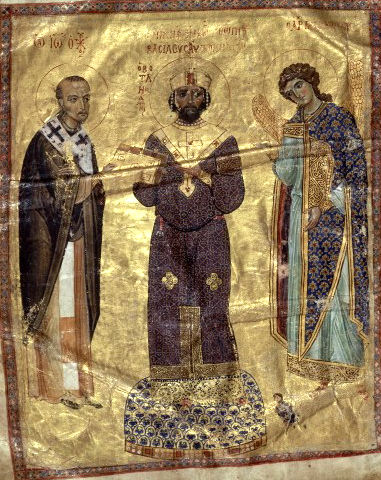
L'imperatore bizantino Niceforo III Botaniate con Giovanni Crisostomo e l'arcangelo Michele.

Nei primi due anni dopo la sua ordinazione sacerdotale Crisostomo scrisse anche otto omelie sui giudei e i "giudaizzanti" dal titolo Contro i Giudei. Dato che la seconda omelia è circa un terzo delle altre gli studiosi hanno sospettato che l'unico manoscritto a noi pervenuto fosse incompleto. Infatti nel 1999 Wendy Pradels scoprì a Lesbo un manoscritto con il testo completo.
Queste omelie di Crisostomo sono considerate da alcuni studiosi «la più orribile e violenta denuncia del giudaismo negli scritti di un teologo cristiano». La loro notorietà è legata al fatto che furono prese, pretestuosamente, dai nazisti in Germania nel tentativo di legittimare l'Olocausto e utilizzate in generale dagli antisemiti per giustificare la persecuzione degli ebrei, così come diffusero l'opinione che gli ebrei fossero collettivamente responsabili della morte di Gesù, mettendo a rischio di pogrom le minoritarie comunità ebraiche che vivevano nelle città cristiane.
Secondo Rodney Stark l'intento di Crisostomo è di separare nettamente cristianesimo e giudaismo mettendo i cristiani giudaizzanti di fronte alla necessità di una scelta radicale.
Nelle otto omelie, quindi, Crisostomo cerca di dimostrare di quali nefandezze fossero colpevoli i giudei, secondo il tipico metodo della polemica anti-giudaica e anti-ereticale, consistente nella diffamazione dell'avversario. Per esempio, Crisostomo sostiene che le sinagoghe sono «postriboli, caverne di ladri e tane di animali rapaci e sanguinari», i giudei sono infatti «animali che non servono per lavorare ma solo per il macello», anzi sono animali feroci: «mentre infatti le bestie danno la vita per salvare i loro piccoli, i giudei li massacrano con le proprie mani per onorare i demoni, nostri nemici, e ogni loro gesto traduce la loro bestialità» e i cristiani non devono avere «niente a che fare con quegli abominevoli giudei, gente rapace, bugiarda, ladra e omicida».

#### Cirillo di Alessandria

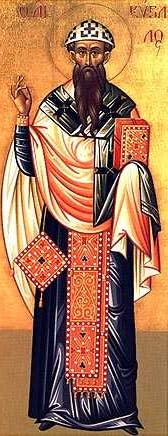
Cirillo di Alessandria

Come teologo, fu coinvolto nelle dispute cristologiche che infiammarono la sua epoca. Si oppose a Nestorio durante il concilio di Efeso del 431 (del quale fu la figura centrale). In tale ambito, per contrastare Nestorio (che negava la maternità divina di Maria), sviluppò una teoria dell'Incarnazione che gli valse il titolo di doctor Incarnationis e che è considerata ancora valida dai teologi cristiani contemporanei. Perseguitò i novaziani, gli ebrei ed i pagani, sino a quasi annientarne la presenza nella città. Alcuni storici lo indicano come il mandante dell'omicidio della scienziata e filosofa neoplatonica Ipazia.
Divenuto vescovo e patriarca di Alessandria nel 412, secondo lo storico Socrate Scolastico acquistò «molto più potere di quanto ne avesse avuto il suo predecessore» e il suo episcopato «andò oltre i limiti delle sue funzioni sacerdotali». Cirillo giunse a svolgere anche un ruolo dalla forte connotazione politica e sociale nell'Egitto greco-romano di quel tempo. Le sue azioni sembrano essersi ispirate al criterio della difesa dell'ortodossia cristiana a ogni costo: espulse gli ebrei dalla città; chiuse le chiese dei novaziani, confiscandone il vasellame sacro e spogliando il loro vescovo Teopempto di tutti i suoi possedimenti; entrò in grave conflitto con il prefetto imperiale Oreste.
Le sue opere sono raccolte in dieci volumi della Patrologia Graeca del Migne (PG 68-77). Sull'adorazione e il culto, 17 libri; Glaphyra, 13 libri; Commento al Vangelo di Giovanni, 12 libri di cui due perduti; Commenti a Isaia e ai dodici profeti minori. Contro gli ariani scrive il Thesaurus de sancta et consubstantiali Trinitate e il De sancta et consubstantiali Trinitate. Contro i nestoriani scrive Adversus Nestorii blasphemias contradictionum libri quinque, Apologeticus pro duodecim capitibus adversus orientales episcopos, Epístola ad Evoptium adversus impugnationem duodecim capitum a Theodoreto editam e la Explicatio duodecim capitum Ephesi pronuntiata; si conservano poi tre lettere a Nestorio, delle quali la seconda e la terza furono approvate nel concilio di Efeso del 431, nel concilio di Calcedonia del 451 e dal Concilio di Costantinopoli II del 553; sua è la lettera indirizzata a Giovanni di Antiochia, detta Simbolo efesino, approvata nel concilio di Calcedonia.
Degli ultimi anni sono i dieci libri conservatisi della Pro sancta christianorum religione adversus libros athei Juliani, contro l'imperatore romano Giuliano (360-363).

### Epoca latina antica (II - V secolo d.C.)

#### GliActa Martyrum(ca. 180 d.C.)
Una classificazione più attenta degli Atti dei Martiri riunisce gli Acta principali in tre categorie:

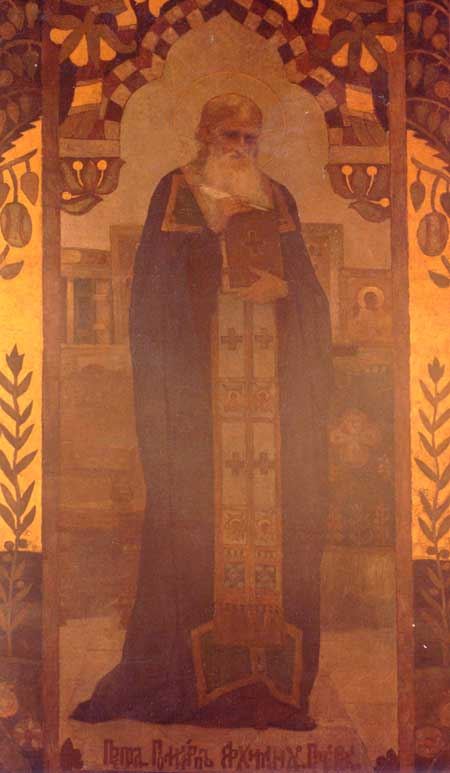
Ritratto ortodosso di San Policarpo di Smirne, vescovo e martire

1. Rapporti ufficiali degli interrogatori (in latino acta, gesta). Quelli più importanti, come l'Acta Proconsulis (san Cipriano, Ep. lxxvii), sono pochi di numero, e ci sono giunti soltanto in edizioni preparate allo scopo di edificare i fedeli. La Passio Cypriani ("passione di Cipriano") e gli Acta Martyrum Scillitanorum ("Atti dei martiri scillitani") sono tipici esempi di questa classe. Dei due, il primo è un lavoro composito costituito da tre documenti con un minimo di aggiunte editoriali consistente in alcune frasi di connessione. Il primo documento tratta del processo di Cipriano del 257, il secondo del suo arresto e processo del 258, il terzo del suo martirio.
2. Resoconti non ufficiali redatti da testimoni oculari o per lo meno da contemporanei che pongono per iscritto testimonianze di testimoni oculari. Tale è il Martyrium Polycarpi ("Martirio di san Policarpo"), in gran parte dovuto all'immaginazione dei testimoni oculari. Gli Acta Perpetuae et Felicitatis ("Atti di Perpetua e Felicita") sono forse i più belli e famosi di tutti gli Acta che si sono conservati, perché includono le note autografe di Perpetua e di Saturus e una relazione del martirio risalente a un testimone oculare. A questi poi bisogna aggiungere l'Epistola Ecclesiarum Viennensis et Lugdunensis ("Lettera delle chiese di Vienne e Lione"), che racconta la storia dei martiri di Lione, e anche altri Acta non ugualmente famosi.
3. Documenti più tardivi rispetto alla data del martirio, redatti in base agli Acta del primo o secondo tipo, e perciò soggetti a revisioni di vario genere. Quella che distingue questi Acta dalle classi precedenti sono gli aspetti letterari: il redattore non stava scrivendo qualcosa che doveva essere fedele alla tradizione orale o spiegare un monumento. Stava piuttosto redigendo un documento letterario a suo proprio gusto e secondo i suoi scopi.

La terza categoria è quella in cui rientrano il maggior numero di Acta. Anche se in base al contenuto si può discutere molto sull'appartenenza o meno a questa categoria, e anche se studi più approfonditi potrebbero far passare qualche Acta ad una categoria più alta, molti altri sono chiamati con il nome di Acta Martyrum, ma la loro storicità è minima o nulla. Sono romanzi, a volte costruiti attorno ad alcuni fatti veri che sono stati preservati dalla tradizione popolare o letteraria, altre volte lavori di pura immaginazione, senza nessun fatto vero.
Fra i romanzi storici possiamo citare la storia di Felicita e dei suoi sette figli, che nella sua forma presente sembra essere una variazione di 2 Mac 7, e ciononostante non ci possono essere dubbi sulla storicità dei fatti soggiacenti, uno dei quali è stato effettivamente confermato dalla scoperta da parte di Giovanni Battista de Rossi della tomba di Januarius, il figlio il più vecchio del racconto.
Secondo critici severi come M. Dufourcq e Hippolyte Delehaye, il Legendarium romano non può essere catalogato in una categoria più alta che questa; cosicché, a parte le tradizioni sui monumenti, la liturgia e la topografia, la maggior parte della testimonianza letteraria sui grandi martiri di Roma è nascosta in romanzi storici.

#### Passione di Perpetua e Felicita
Gli Atti di Perpetua e Felicita (latino: Acta Perpetuae et Felicitatis; composto nel 203 circa) sono un resoconto di testimoni oculari della morte di Perpetua e Felicita (oltre ai loro compagni Saturo, Revocato, Saturnino e Secondino), due donne cristiane messe a morte a Cartagine il 7 marzo 203; parte dei racconti sono opera di Tertulliano, ma alcuni capitoli sono i diari di Perpetua stessa. Di questi Atti si sono conservate due edizioni, una in latino e l'altra in greco.
Gli Atti, una delle pagine migliori dell'antica letteratura cristiana, sono composti da tre parti:
- i capitoli 3-10 sono tratti dai diari autografi di Perpetua;
- i capitoli 11 e 13 furono scritti da Saturo;
- restanti capitoli (1-2, 12, 14-21) furono composti da un terzo autore, testimone oculare dei fatti, che alcuni studiosi identificano con Tertulliano[27].

Questa opera ebbe un tale successo che due secoli dopo i fatti Agostino d'Ippona volle avvertire i propri lettori di non avere per gli Atti la stessa considerazione che avevano per le scritture.
L'edizione in lingua latina fu scoperta da Luca Olstenio e pubblicata da Pierre Poussines nel 1663. Nel 1890 Rendel Harris scoprì un altro resoconto scritto in greco, che pubblicò in collaborazione con Seth Gifford.

#### Minucio Felice
Quasi nulla è noto della vita di Minucio Felice. Il suo Octavius è simile all'Apologeticum di Tertulliano, e la datazione della vita di Felice dipende dal rapporto tra la sua opera e quella dello scrittore africano morto nel 230. Nelle citazioni degli autori antichi (Seneca, Varrone, Cicerone) viene considerato più preciso di Tertulliano e questo concorderebbe col suo essere anteriore ad esso, come afferma anche Lattanzio; Sofronio Eusebio Girolamo lo vuole invece posteriore a Tertulliano, sebbene si contraddica dicendolo posteriore a Tascio Cecilio Cipriano in una lettera e anteriore in un'opera. Per quanto riguarda gli estremi della sua esistenza, Felice menziona Marco Cornelio Frontone, morto nel 170; il trattato Quod idola dii non sint è basato sull'Octavius; dunque se quello è di Cipriano (morto nel 258), Minucio Felice non fu attivo oltre il 260, altrimenti il termine ante quem è Lattanzio, attorno al 300.
Anche la zona d'origine di Felice è sconosciuta. Lo si ritiene talvolta di origine africana, sia per la sua dipendenza da Tertulliano, sia per i riferimenti alla realtà africana: la prima ragione, però, non è indicativa, in quanto dovuta al fatto che all'epoca i principali autori di lingua latina erano africani, e dunque il loro era lo stile cui ispirarsi; la seconda, inoltre, potrebbe dipendere esclusivamente dal fatto che il personaggio pagano dell'Octavius, Cecilio Natale, era africano, come attestato da alcune iscrizioni. Cionondimeno, è significativo che entrambi i personaggi dell'Octavius abbiano nomi citati in iscrizioni africane, e che lo stesso valga per il nome Minucio Felice.
I personaggi dell'Octavius sono reali, tutti e tre avvocati. Il pagano, Cecilio Natale, era nativo di Cirta (dove l'omonimo registrato dalle iscrizioni aveva ricoperto cariche sacerdotali) e viveva a Roma, come Minucio, di cui seguiva l'attività forense; Ottavio, invece, è appena arrivato nella capitale all'epoca in cui è ambientata l'opera, e ha lasciato la propria famiglia nella provincia d'origine.

##### Octavius
L'Octavius è un dialogo che ha per protagonisti lo stesso scrittore, Cecilio e Ottavio e che si svolge sulla spiaggia di Ostia. Mentre i tre passeggiano sul litorale, Cecilio, di origine pagana, compie un atto di omaggio nei confronti della statua di Serapide. Da ciò nasce una discussione in cui Cecilio attacca la religione cristiana ed esalta la funzione civile della religione tradizionale, mentre Ottavio, cristiano, attacca i culti idolatrici pagani ed esalta la tendenza dei Cristiani alla carità e all'amore per il prossimo. Alla fine del dialogo Cecilio si dichiara vinto e si converte al Cristianesimo, mentre Minucio, che funge da arbitro, assegna ovviamente la vittoria ad Ottavio.

#### Tertulliano
Tertulliano nacque a Cartagine verso la metà del II secolo (intorno al 155) da genitori pagani (patre centurione proconsulari, figlio di un centurione proconsolare) e, dopo essere stato verosimilmente iniziato ai misteri di Mitra, compì gli studi di retorica e diritto nelle scuole tradizionali imparando il greco. Visse durante l'impero di Settimio Severo e Caracalla.

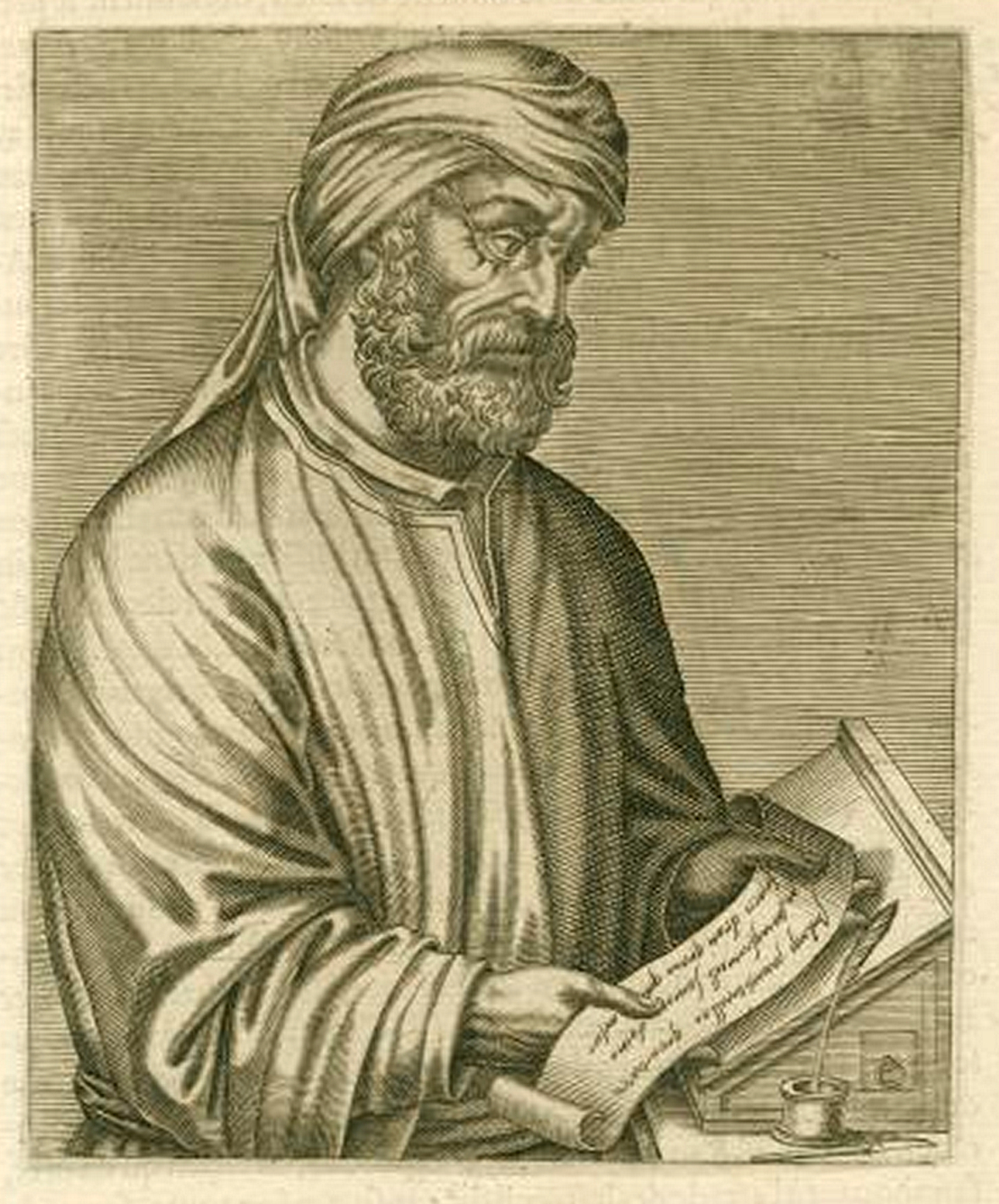
Tertulliano

Dopo aver esercitato la professione di avvocato dapprima in Africa e in seguito a Roma, ritornò nella città natale e probabilmente verso il 195, dopo una giovinezza dissipata, si convertì al cristianesimo, attratto forse dall'esempio dei martiri (Cfr. Apol. 50,15; Ad Scap. 5,4) Nel 197 scrisse la sua prima opera, Ad nationes ("Ai pagani").
È il primo teologo sistematico di lingua latina.
Importantissima risulta storicamente e dogmaticamente la sua opera De praescriptione haereticorum, in cui egli giunge alla conclusione fondamentale che è inutile disputare con gli eretici sulla base della Scrittura, poiché essi continueranno a loro volta a fare lo stesso. La regula fidei contiene l'interpretazione autorevole della Scrittura ed essa è trasmessa integralmente e fedelmente solo dove sussiste la successione apostolica, cioè dai vescovi legittimi, appartenenti all'unica Chiesa cattolica e ortodossa; il ruolo primaziale nella conservazione dell'autentico deposito della fede lo ha la sede vescovile di Roma.
Presi gli ordini sacerdotali, adottò posizioni religiose molto intransigenti e nel 213 aderì alla setta religiosa dei montanisti, nota proprio per la sua intransigenza e il suo fanatismo; anche nel periodo montanista, per Tertulliano la Chiesa è sempre "Madre".
Negli ultimi anni della sua vita abbandonò il gruppo per fondarne uno nuovo, quello dei Tertullianisti. Quest'ultima setta era ancora esistente all'epoca di Sant'Agostino, che riferisce di averla fatta rientrare nell'alveo dell'ortodossia. Le ultime notizie che si possiedono su Tertulliano risalgono al 220. La sua morte si data dopo il 230.
Sono pervenute trenta opere teologiche e polemiche contro i pagani, contro gli avversari religiosi e contro alcuni cristiani che non condividevano le sue tesi.
- Ad nationes (197): in difesa del Cristianesimo contro i pagani;
- Apologeticum (197): una impetuosa difesa in nome della libertà di coscienza, sia contro i delitti manifesti imputati ai cristiani, sia contro i cosiddetti crimina occulta, come incesti, infanticidi e altre depravazioni morali pagane;
- De testimonio animae (198/200);
- Adversus Iudaeos (prima del 207); opera di polemica dottrinale contro gli Ebrei;
- Ad martyras: esortazione ad un gruppo di cristiani incarcerati e condannati a morte;
- De spectaculis: opera in cui vengono considerati immorali gli spettacoli teatrali e circensi;
- De oratione;
- De patientia;
- De cultu feminarum;
- Ad uxorem;
- De praescriptione haereticorum: contro i cristiani che contaminano la fede con filosofie pagane e con interpretazioni troppo libere della Bibbia;
- Adversus Hermogenem;
- Adversus Marcionem;
- Adversus Praxean,
- De baptismo;
- De Paenitentia.

#### San Cipriano da Cartagine

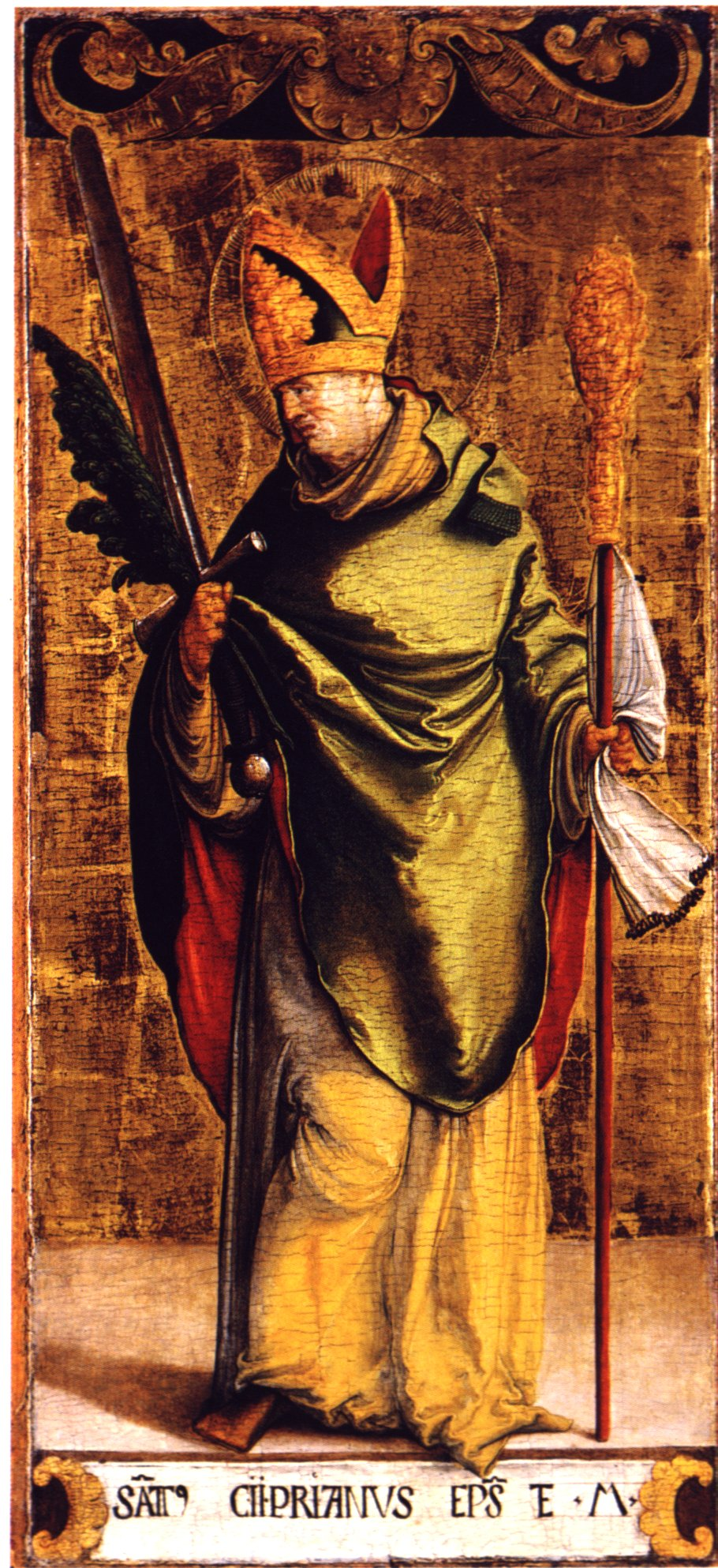
San Cipriano

Il poco che può essere desunto da san Cipriano sulla Trinità e sull'Incarnazione, in base agli standard successivi, era corretto. Sulla rigenerazione battesimale, sulla reale presenza di Cristo nell'Eucaristia e sul sacrificio della messa, la sua fede veniva confessata chiaramente e ripetutamente, particolarmente nell'Ep. LXIV sul battesimo infantile e nell'Ep. LXIII sul calice misto, scritta contro l'abitudine sacrilega di usare acqua senza vino per la messa. Sulla penitenza è chiaro, come in tutti gli antichi, che per coloro che furono separati dalla Chiesa dal peccato non ci potesse essere ritorno senza un'umile confessione (exomologesis apud sacerdotes), seguita dalla remissio facta per sacerdotes. Il ministro di questo sacramento era il sacerdos per eccellenza, il vescovo; ma i presbiteri potevano amministrarlo in conformità a quanto da lui stabilito e, in caso di necessità, i lapsi potevano essere riabilitati da un diacono. Non aggiungeva, come dovremmo fare oggi, che, in questo caso, non ci sarebbe sacramento; tali distinzioni teologiche non gli erano confacenti. Nella Chiesa occidentale del III secolo non c'era che un abbozzo di legge canonica. Secondo Cipriano, ogni vescovo rispondeva solamente a Dio delle sue azioni, anche se si sarebbe dovuto avvalere della consulenza del clero e del laicato in tutte le questioni importanti. Il vescovo di Cartagine aveva una posizione privilegiata come capo onorario di tutti i vescovi delle province dell'Africa Proconsolare, di Numidia e della Mauretania, che erano circa cento; ma non aveva una reale giurisdizione su di loro. Sembra, inoltre, che si riunissero ad ogni primavera a Cartagine, ma le loro decisioni conciliari non avevano forza di legge. Se un vescovo fosse caduto nell'apostasia, fosse diventato eretico o avesse commesso un peccato grave, poteva essere deposto dai suoi comprovinciali o dal papa stesso. Cipriano, probabilmente, riteneva che le questioni sull'eresia fossero sempre troppo evidenti per avere bisogno di molte discussioni. Pensava che, dove era interessata la disciplina interna, Roma non dovesse interferire e che l'uniformità non era desiderabile.
Nelle sue opere, Cipriano si rivolgeva ad un pubblico cristiano; il suo fervore aveva libero gioco, il suo stile era semplice, anche se impetuoso e a volte poetico, per non dire fiorito. Pur senza essere classico, il suo stile era corretto per la sua epoca e il ritmo con cui cadenzava le frasi era rigoroso e comune a tutte le sue opere migliori. Nel complesso, la bellezza del suo stile raramente fu eguagliata dai padri latini e fu sorpassata solo dall'energia e dallo spirito di San Girolamo.
San Cipriano fu il primo grande scrittore cristiano in latino, dato che Tertulliano cadde nell'eresia e il suo stile era aspro e complesso. Fino ai giorni di Girolamo e di Agostino, le opere di Cipriano non ebbero rivali in tutto l'occidente.
- La prima opera cristiana di Cipriano fu Ad Donatum, un monologo rivolto ad un amico, seduto sotto una pergola di vite. Qui narrava di come, fino a che la Grazia divina non lo aveva illuminato e rafforzato, gli era sembrato impossibile vincere il vizio; descriveva la decadenza della società romana, gli spettacoli gladiatorii, il teatro, i tribunali ingiusti, la vuotezza del successo politico; e forniva come unica soluzione la mite vita di studio e di preghiera del cristiano. All'inizio dell'opera dovrebbero essere, probabilmente, posizionate le poche parole di Donato a Cipriano, che Hartel classificò come lettera spuria. Lo stile di questo pamphlet è influenzato da quello di Ponzio. Non è brillante come quello di Tertulliano, ma riflette i preziosismi di Apuleio.
- Una seconda opera degli inizi fu il Testimonia ad Quirinum, in tre libri. L'opera è composta da brani Scritturali organizzati in capitoli per illustrare il superamento dell'Antico Testamento ed il relativo compimento in Cristo. Un terzo libro, aggiunto successivamente, contiene testi sull'etica cristiana. L'opera riveste un'importanza fondamentale per lo studio della storia delle vecchie versioni latine della Bibbia. Essa fornisce un testo africano strettamente correlato a quello del manoscritto di Bobbio noto come K (Torino). L'edizione del Hartel proviene da un manoscritto che contiene una versione modificata, ma la versione di Cipriano può essere ragionevolmente desunta dal manoscritto citato nelle note come L.
- Un altro libro di brani sul martirio fu Ad Fortunatum, il cui testo esiste solo in antichi manoscritti.
- Una spiegazione del Padre nostro (De Dominica oratione).
- Un'opera sulla semplicità degli abiti propria delle vergini consacrate (De habitu virginum).
- Un pamphlet intitolato "Della mortalità", composto in occasione della peste che colpì Cartagine nel 252, quando Cipriano organizzò un gruppo di persone e trovò molti fondi per la cura dei malati e la sepoltura dei morti.
- Un'altra opera intitolata "Dell'elemosina", in cui spiegava il suo carattere cristiano, la sua necessità ed il suo valore appagante, forse scritta, secondo Watson, in risposta alla calunnia che i suoi regali sontuosi erano tentativi di corruzione per portare le persone dalla sua parte.
- Soltanto una delle sue opere si caratterizza come pungente, quella intitolata Ad Demetrianum, con la quale rispondeva in maniera piuttosto stizzita all'accusa di un pagano che i cristiani avessero portato la peste sul mondo.
- Una breve opera intitolata "Della pazienza", scritta durante la polemica battesimale.
- Una breve opera intitolata "Della rivalità e dell'invidia", scritta durante la polemica battesimale.
- La corrispondenza di Cipriano consiste di 81 lettere, 62 delle quali sono sue e tre scritte a nome di concili. Da questa ampia raccolta si ottiene una chiara fotografia dei suoi tempi. La prima raccolta dei suoi scritti dovette essere fatta poco prima o subito dopo la sua morte, poiché era nota a Ponzio. Era composta da dieci trattati e da sette lettere sul martirio. A questi furono aggiunte, in Africa, una serie di lettere sulla questione battesimale e, a Roma, sembra, la corrispondenza con Cornelio, tranne l'Ep. XLVII. Altre lettere furono aggiunte successivamente, comprese le lettere a Cipriano o altre a lui collegate, le sue raccolte di testimonianze e molte altre opere spurie.

#### Arnobio

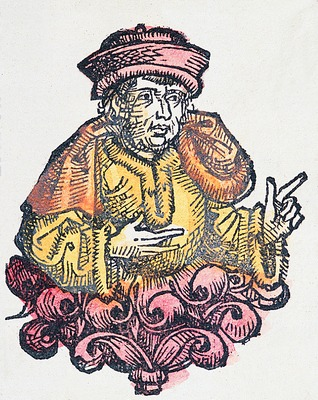
Arnobio

Le scarse notizie biografiche provengono da san Girolamo che, (Chronica ad annum; De viris illustribus, III, 79, 80; Lettera 58), afferma che Arnobio fu un retore pagano di Sicca Veneria, nell'Africa proconsolare, che avrebbe avuto per discepolo Lattanzio e avrebbe anche scritto contro la dottrina cristiana. Convertitosi alla fine del III secolo grazie a un sogno, chiese di ricevere il battesimo per poter far parte della comunità cristiana; allo scopo di superare i dubbi del suo vescovo sulla sincerità della conversione scrisse, dopo la fine del regno di Diocleziano (284 - 305) e prima dell'Editto di Milano (313), un'opera apologetica in sette libri, Adversus gentes, intitolata poi Adversus nationes, nel manoscritto più antico pervenutoci nel IX secolo.
Scritti per lettori ignari dei contenuti della fede cristiana, con lo stile del retore, letterario e ampolloso ma anche, quando occorre, ironico e realistico, i libri I e II espongono la divinità della figura di Cristo e della religione cristiana - che egli considera in accordo con le teorie dei migliori filosofi pagani, rilevando tendenze cristiane già in Platone - trattano una teoria dell'anima e ribattono le accuse dei pagani al cristianesimo di essere responsabile delle tragedie che colpiscono l'umanità; i libri III, IV e V attaccano la mitologia pagana, considerata contraddittoria e immorale, riportando preziose notizie su templi, riti e idoli; i libri VI e VII difendono i cristiani dalle accuse di empietà.
Scarsi sono i riferimenti al Nuovo Testamento e sembra sorprendente la mancanza di citazioni dall'Antico Testamento del quale non riconoscerebbe i presupposti al Nuovo; del resto, la sua concezione del Dio cristiano è del tutto estranea alla visione ebraica: deriva dall'epicureismo l'inaccessibilità indifferente fra esso, Deus summus, e tutte le altre creature, compresi gli altri dei, che per Arnobio esistono realmente ma sono subordinati al Deus princeps.
Una derivazione gnostico - platonica si nota nella sua concezione dell'anima, materiale e creata da un demiurgo (II, 36): l'uomo è un essere cieco che non conosce se stesso ma la convinzione dell'esistenza del divino è innata nell'anima, malgrado la sua materialità (I, 33) perché la rivelazione lo ha reso partecipe della sapienza divina, ed essa può pertanto raggiungere l'immortalità attraverso la grazia di Dio, mentre le anime dei dannati si dissolvono tra le fiamme dell'inferno (II, 32 e 61).

#### Cecilio Firmiano Lattanzio
Nato da famiglia pagana, fu allievo di Arnobio a Sicca Veneria. Per la propria fama di retore fu chiamato da Diocleziano, su consiglio di Arnobio, a Nicomedia, in Bitinia, capitale della parte orientale dell'Impero e residenza ufficiale dell'imperatore, come insegnante di retorica (290 circa).

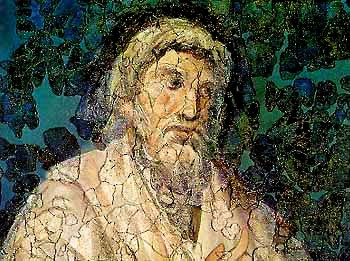
Pittura murale raffigurante Lattanzio

Fu costretto a lasciare il suo ufficio nel 303 a causa delle persecuzioni contro i cristiani, alla cui religione si era convertito. Lattanzio abbandonò quindi la Bitinia nel 306, per farvi ritorno cinque anni dopo, in seguito all'editto di tolleranza di Galerio. Nel 317 Costantino I lo chiamò a Treviri, in Gallia, come precettore del figlio Crispo. Probabilmente morì a Treviri qualche tempo dopo.
Per il suo stile elegante e il periodare articolato si guadagnò il soprannome di "Cicerone cristiano" da parte dei più importanti uomini del Rinascimento, come Angelo Poliziano e Giovanni Pico della Mirandola.

##### Opere di Lattanzio
Le opere pervenute sono:
- De opificio Dei (L'opera di Dio), sulla Provvidenza divina in rapporto all'uomo;
- De ira Dei (L'ira di Dio), contro la tesi dell'impassibilità di Dio;
- De mortibus persecutorum (Le morti dei persecutori), sulla morte violenta degli imperatori persecutori del Cristianesimo, da Nerone a Massimino Daia: pone le condizioni per la nascita di una storiografia cristiana;
- Divinarum institutionum Libri VII o Divinæ institutiones (Istituzioni divine), in sette libri, delle quali stese anche un'epitome (compendio): primo tentativo di sintesi dell'insegnamento cristiano, alla confutazione del paganesimo segue l'esposizione delle dottrine cristiane nel tentativo di delineare una continuità tra sapere antico e moderno.

Sono perdute le opere del periodo pagano e le lettere, è incerta l'attribuzione a Lattanzio del poemetto in ottantacinque distici De ave phœnice (L'uccello fenice), dove il mito della fenice è assimilato alla passione, morte e resurrezione di Cristo.

### De opificio Dei
In quest'opera, composta negli anni 303-304 d.C., Lattanzio polemizza con le tesi delle filosofie ellenistiche e soprattutto con quelle degli epicurei, sostenendo la grandezza della Provvidenza divina e l'intervento di Dio anche nella costituzione fisiologica dell'uomo, che è sufficiente già di per sé a mostrare la perfezione del disegno di Dio.

### De ira Dei
Questo scritto, affine ai due precedenti per tono e argomento, fu composto intorno al 313. In esso Lattanzio, contrapponendosi alla tesi degli stoici e degli epicurei, sostiene che è ammissibile la collera divina, come espressione di opposizione e rifiuto del male, e che Dio punisce l'uomo colpevole e peccatore dinanzi all'eterna giustizia divina, mirando attraverso ciò a ripristinare l'ordine compromesso dall'insorgere e dal prevalere del male.

### De mortibus persecutorum
Di attribuzione incerta, scritto probabilmente tra il 316 e il 321, affronta il problema delle persecuzioni da parte degli imperatori contro i Cristiani. Gli imperatori si sono rivelati malvagi e poco onorevoli anche per la storia di Roma, ma prima o poi tutti sono stati colpiti dalla punizione divina e hanno concluso in modo tragico od inglorioso la propria vita, costituendo per i posteri un monito chiaro ed esemplare.

### De Divinis institutionibus

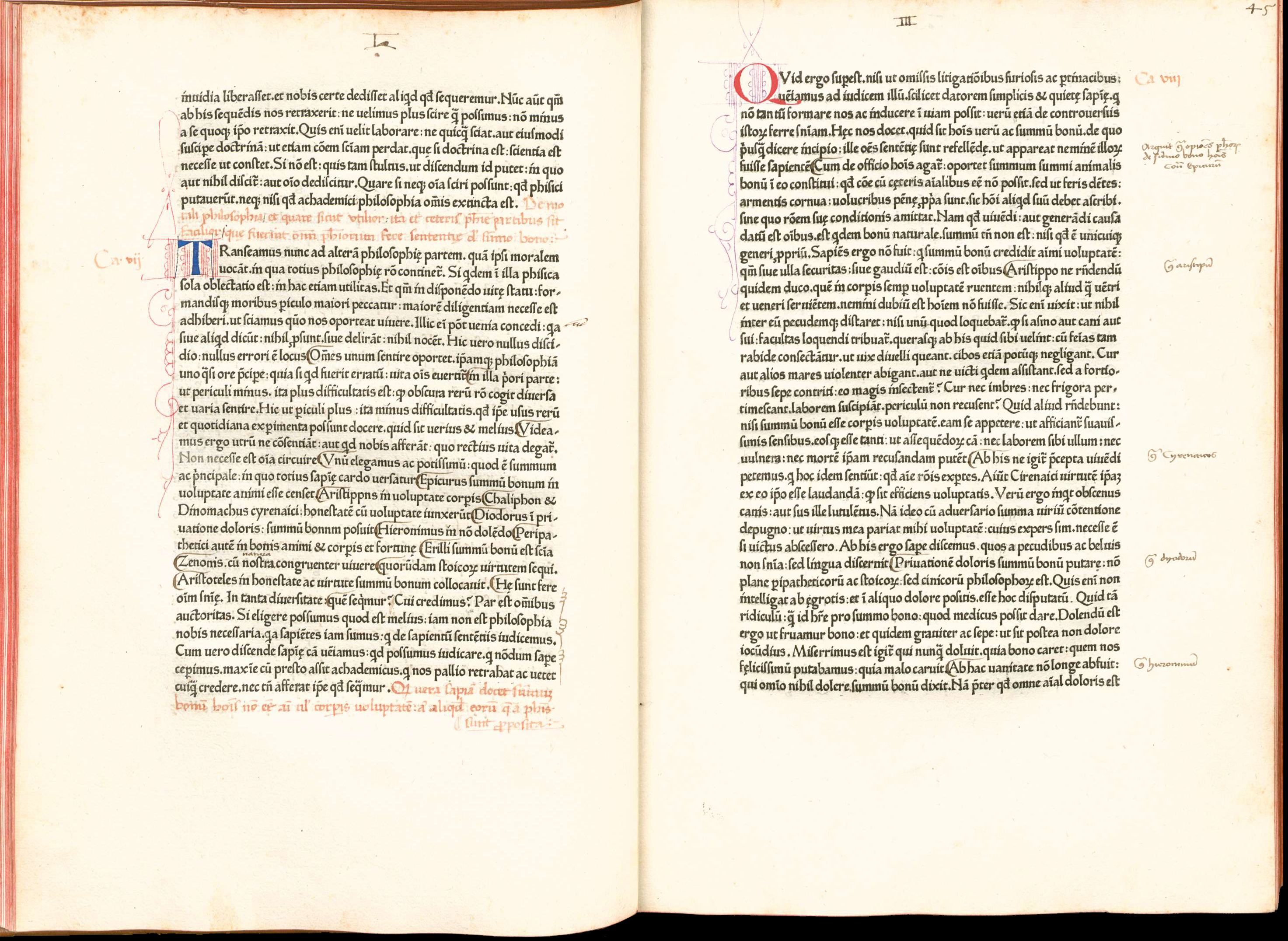
Il De divinis institutionibus adversus gentes, stampato a Subiaco nel 1465 da Conrad Schweynheym e Arnold Pannartz

Quest'opera, composta tra il 304 e il 313 in sette libri, da cui più tardi egli stesso ricavò un'epitome in un solo libro, polemizza con i pagani, confutando i fondamenti ed il culto della loro religione ed espone in maniera sistematica la dottrina cristiana. Al primo scopo Lattanzio dedica i primi tre libri del trattato (De falsa religione, De origine erroris, De falsa sapientia), all'altro suo intento i rimanenti quattro (De vera sapientia et religione, De justitia, De vero cultu, De vita beata). Lattanzio chiarisce esplicitamente la finalità dell'opera quando dice di scrivere:
Particolarmente apprezzabile è il suo tentativo di recuperare e inglobare i valori della cultura e della civiltà antica, le stesse speculazioni filosofiche, nella nuova verità cristiana.

#### Sant'Ilario di Poitiers

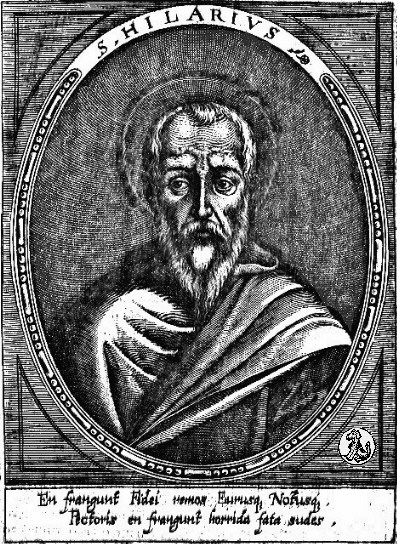
Sant'Ilario

Proveniente da una famiglia aristocratica gallo-romana, Ilario fu subito attratto dalla filosofia. Era sposato e padre di una bambina di nome Abra, quando i religiosi della sua comunità lo acclamarono vescovo di Poitiers nel 353. Prese sotto la sua protezione san Martino, futuro vescovo di Tours.
Ancora poco addentro ai problemi della fede, scoprì solo nel 354 il simbolo di Nicea. Fu presente al sinodo di Béziers nel 356 e al concilio di Seleucia in Isauria nel 359, dove ottenne l'unità tra i sostenitori del simbolo di Nicea e chi sosteneva che il Cristo era simile nella sostanza al Padre.
A causa della sua forte opposizione all'arianesimo, per la quale fu soprannominato "l'Atanasio dell'occidente", nel 356 venne mandato in esilio in Frigia dall'imperatore Costanzo II.
Nei cinque anni seguenti ebbe modo di approfondire il pensiero dei padri orientali, maturando dentro di sé i frutti che gli permisero di scrivere la sua opera più famosa Sulla Trinità (De Trinitate).
Di sant'Ilario restano degli scritti esegetici e teologici ed alcuni inni.
- De Trinitate dove difende la consustanzialità del "Figlio" con il "Padre", in opposizione all'idea ariana. Questa opera, basata su fonti greche, resta originale nel mondo latino.
- Hymni, ritrovati nel 1887, di argomento dottrinale.

Altre opere:
- Fragmenta historica;
- Contra Arianos vel Auxentium Mediolanensem;
- Contra Constantium Augustum;
- Adversus Valentem et Ursacium;
- Commentarius in Evangelium Matthaei;
- Tractatus super Psalmos (opera molto influenzata da Origene).
- De Synodis;
- De mysteriis.

Le sue opere vennero pubblicate da Erasmo da Rotterdam a Basilea nel 1523, 1526 e 1528.

#### Sant'Ambrogio di Milano

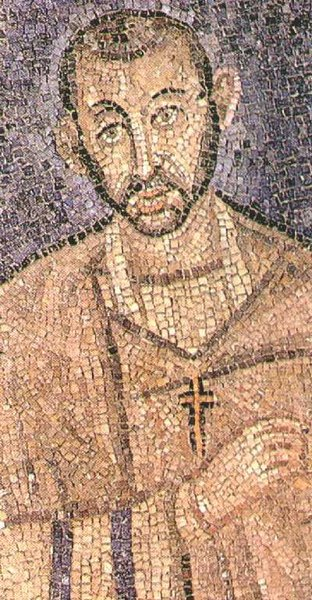
Sant'Ambrogio

Fu una delle personalità più importanti nella Chiesa del IV secolo. È venerato come santo da tutte le Chiese cristiane che prevedono il culto dei santi; in particolare, la Chiesa cattolica lo annovera tra i quattro massimi dottori della Chiesa d'Occidente, insieme a san Girolamo, sant'Agostino e san Gregorio I papa
Conosciuto anche come Ambrogio di Treviri, per il luogo di nascita, o più comunemente come Ambrogio di Milano, la città di cui assieme a san Carlo Borromeo e san Galdino è patrono e della quale fu vescovo dal 374 fino alla morte, nella quale è presente la basilica a lui dedicata che ne conserva le spoglie.

### Oratorie (esegetiche)
- Exameron
- De paradiso
- De Cain et Abel
- De Noe
- De Abraham
- De Isaac et anima
- De bono mortis
- De Iacob et vita beata
- De Ioseph
- De patriarchis
- De fuga saeculi
- De interpellatione Iob et David
- Apologia David
- De Helia et ieiunio
- De Tobia
- De Nabuthae historia
- Explanatio in XII Psalmos Davidicos
- Expositio in Psalmum CXVIII
- Expositio in Lucam
- De excessu fratris Satyri libri duo
- De obitu Valentiniani consolatio
- De obitu Theodosii oratio

### Morali (ascetiche)
- De virginibus o Ad Marcellinam sororem libri tres
- De viduis
- De perpetua virginitate Sanctae Mariae
- Adhortatio virginitatis o Exhortatio virginitatis
- De officiis ministrorum

### Dogmatiche (sistematiche)
- De fide ad Gratianum Augustum libri quinque
- De Spiritu Sancto ad Gratianum Augustum
- De incarnatione dominicae sacramento
- De paenitentia

### Catechetiche
- De sacramentis libri sex
- De mysteriis
- De sacramento regenerationis sive de philosophia
- Explanatio Symboli ad initiandos

### Epistolario
- Epistulae

### Innografia
- Hymni

### Altro
- Sermo contra Auxentium de basilicis tradendis
- Tituli

#### Sant'Agostino d'Ippona

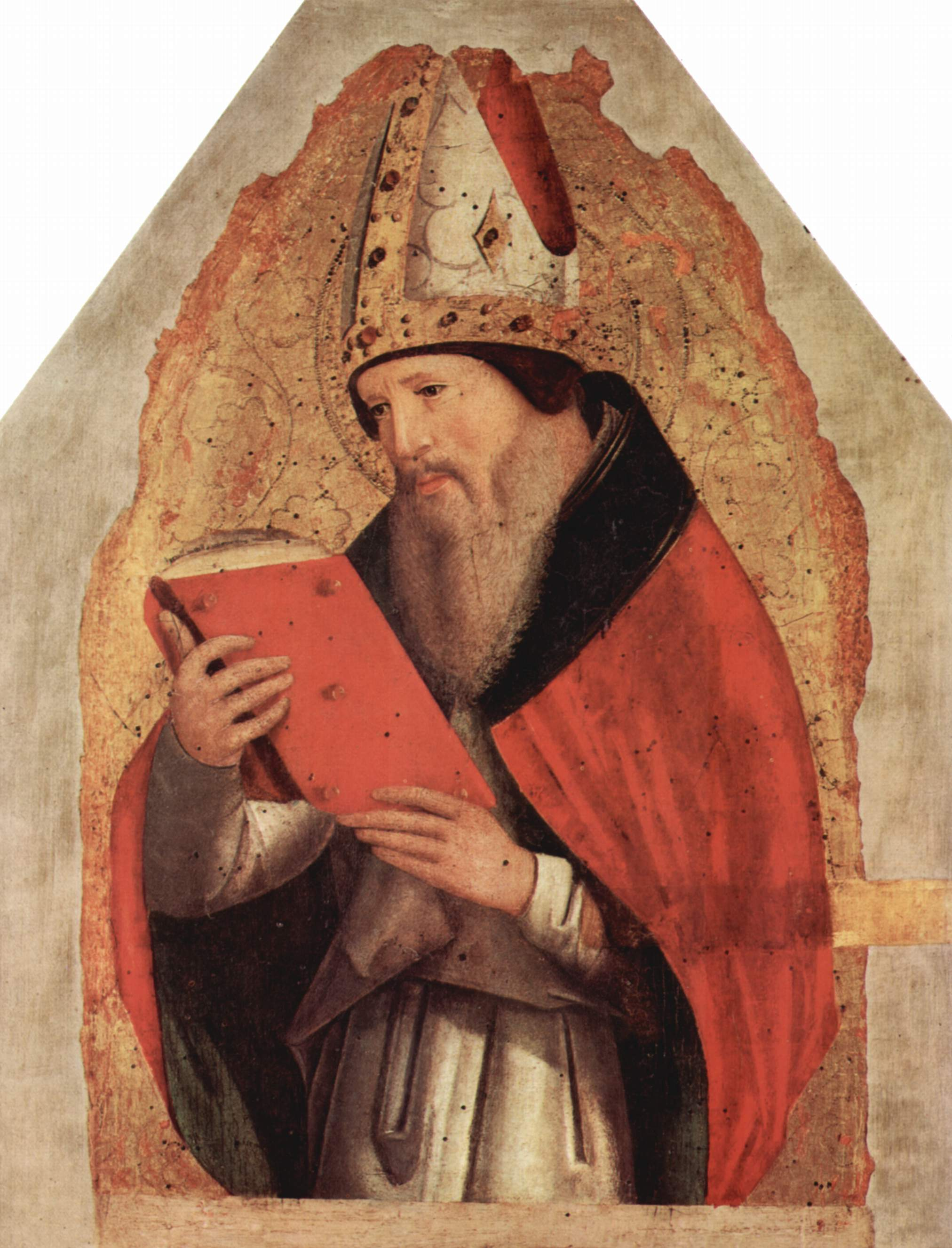
Agostino in un dipinto di Antonello da Messina

Conosciuto semplicemente come sant'Agostino è Padre, dottore e santo della Chiesa cattolica, detto anche Doctor Gratiae ("Dottore della Grazia"). Secondo Antonio Livi, filosofo, editore e saggista italiano di orientamento cattolico, è stato «il massimo pensatore cristiano del primo millennio e certamente anche uno dei più grandi geni dell'umanità in assoluto». Se le Confessioni sono la sua opera più celebre, si segnala per importanza, nella vastissima produzione agostiniana, La città di Dio.

##### Le Confessioni
(Incipit delle Confessioni)
L'opera è costituita da un continuo discorso che Agostino rivolge a Dio (libri 1-9), da cui il termine confessione, e inizia con una Invocatio Dei ("invocazione di Dio").
Successivamente (capitoli I-IX) l'autore incomincia con la narrazione, interrotta frequentemente da ampie e profonde riflessioni, della sua infanzia, vissuta a Tagaste, e degli anni dei suoi studi e poi di professione come retore nella città di Cartagine. Durante questo periodo Agostino vive una vita dissoluta e corrotta, fino a quando a 19 anni la lettura dell'Hortensius di Cicerone (opera andata perduta) lo indirizza sulla via della filosofia che lo porta all'adesione al Manicheismo. Il suo lavoro lo porta quindi a Roma e poi a Milano, dove avviene la sua conversione al Cristianesimo e viene battezzato dall'allora vescovo di Milano, Sant'Ambrogio. La narrazione autobiografica si conclude con il ritorno in Africa e la nomina a vescovo di Ippona, carica che ricopre a partire dal 395.
Negli ultimi 4 capitoli l'autore rivolge la sua attenzione ad una serie di considerazioni sull'essenza del tempo, sul suo ruolo nella vita dell'uomo, e sulla sua origine (risalente alla Creazione), effettuando un commento dei relativi passi della Genesi.
Nella sua opera Agostino svela quindi i tre significati del termine confessio:
- Il primo è quello di "confessio peccatorum" (confessione dei peccati), in cui un'anima umilmente riconosce i propri peccati; tale significato è sviluppato nella prima parte della narrazione, incentrata sulle dissolutezze e sugli errori degli anni precedenti alla conversione.
- Il secondo è quello di "laus dei" (lode a Dio), in cui un'anima loda la maestà e la misericordia di Dio; questo si verifica dopo la conversione.
- Il terzo è la "confessio fidei" (confessione di fede) in cui un'anima spiega sinceramente le ragioni della propria fede, come ad esempio viene fatto negli ultimi quattro capitoli.

##### La Città di Dio

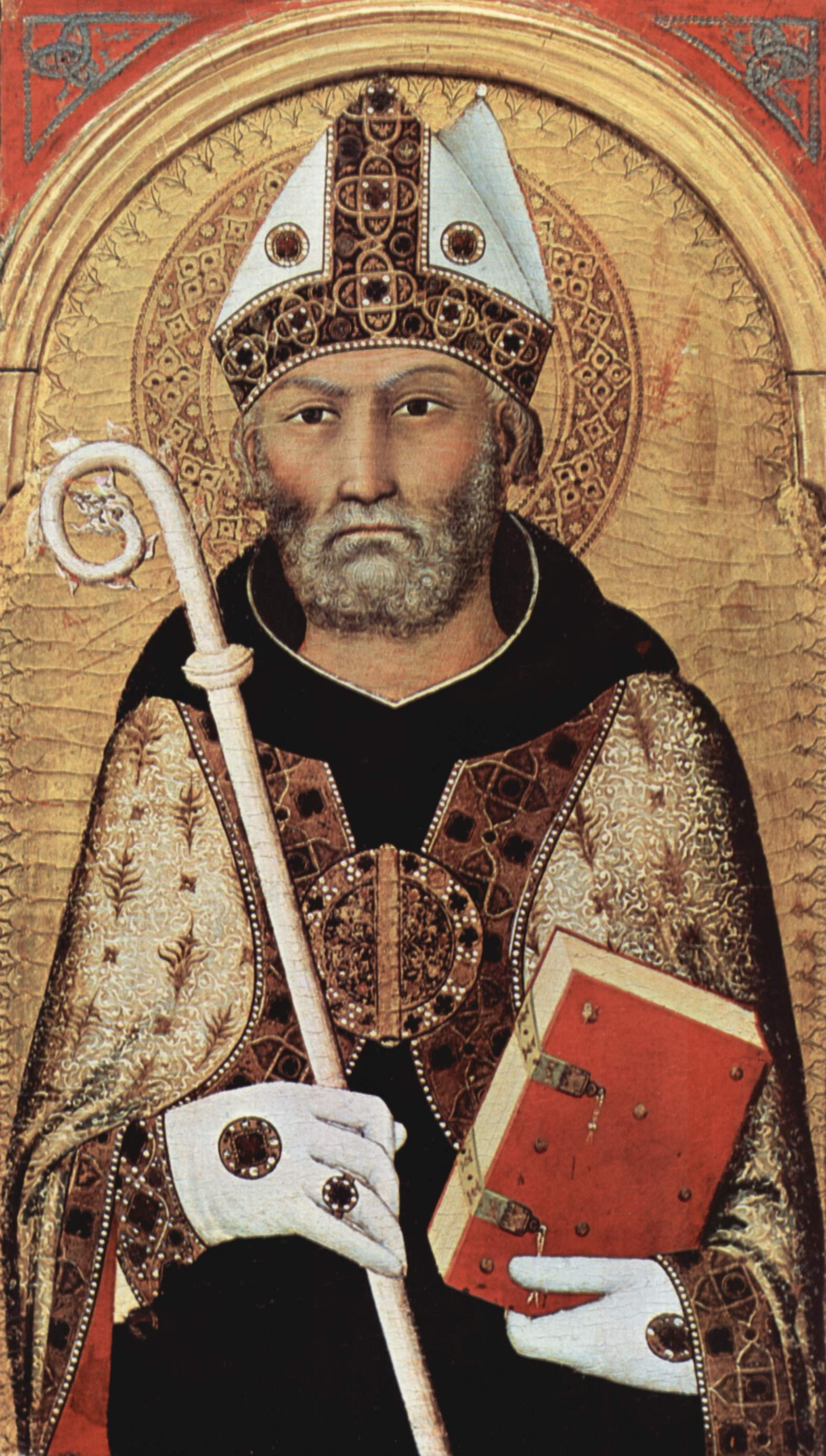
Agostino in un dipinto di Simone Martini

L'opera appare come il primo tentativo di costruire una visione organica della storia dal punto di vista cristiano, principalmente per controbattere alle accuse della società pagana contro i cristiani: Agostino afferma che la vita umana è dominata dall'alternativa fondamentale tra il vivere secondo la carne e il vivere secondo lo spirito, avendo quindi un'alternativa. Quest'ultima si svolge e divide in due città: la "Civitas Terrena", ossia la città della carne, la città terrena, la città del diavolo, fondata da Caino che è Babilonia e la "Civitas Dei", ossia la città dello spirito, la città celeste fondata da Abele. Importante notare anche la simbologia scritturistica in cui Caino è un contadino e in quanto tale strettamente legato alla terra, la deve far sua per avere da essa un guadagno; Abele invece è un pastore, sfrutta la terra ma non vi è legato in quanto passa sulla terra e non si stanzia, tende, per un certo verso, a una meta più ambita e fruttifera: il cielo.
(La città di Dio, XIV, 28)
Nessuna città prevale sull'altra. Nella storia, infatti, le due città sono mischiate e mai separate, come se ogni uomo vivesse contemporaneamente nell'una e nell'altra. Sta quindi a quest'ultimo la scelta di decidere da che parte schierarsi. L'uomo si trova al centro tra queste due città e solo il giudizio universale può separare definitivamente i beati dai peccatori.
Ognuno potrà capire a quale città appartiene solo interrogando se stesso.
Agostino, in corrispondenza dei sei giorni (Exameron) della creazione distingue sei periodi storici:
- Adamo - Noè;
- Noè - Abramo;
- Abramo - Davide;
- Davide - Cattività babilonese;
- Cattività babilonese - Cristo;
- Cristo - Ritorno di Cristo e fine del mondo (eschaton).

Questo schema viene poi affiancato da un'ulteriore suddivisione delle epoche storiche, stavolta tripartita: nella prima non lottano contro le tentazioni del mondo, in quanto senza leggi; nella seconda tentano di vincere i beni materiali, ma invano; nella terza riescono finalmente a lottare contro i beni mondani, uscendone poi vittoriosi.
In particolare, nel pre-epilogo de La città di Dio, XXII, 30, 5, Agostino scrive:
Ipse etiam numerus aetatum, veluti dierum, si secundum eos articulos temporis computetur, qui Scripturis videntur expressi, iste sabbatismus evidentius apparebit, quoniam septimus invenitur; ut prima aetas tamquam primus dies sit ab Adam usque ad diluvium, secunda inde usque ad Abraham, non aequalitate temporum, sed numero generationum; denas quippe habere reperiuntur. Hinc iam, sicut Matthaeus evangelista determinat, tres aetates usque ad Christi subsequuntur adventum, quae singulae denis et quaternis generationibus explicantur: ab Abraham usque ad David una, altera inde usque ad transmigrationem in Babyloniam, tertia inde usque ad Christi carnalem nativitatem. Fiunt itaque omnes quinque. Sexta nunc agitur nullo generationum numero metienda propter id quod dictum est: Non est vestrum scire tempora, quae Pater posuit in sua potestate. Post hanc tamquam in die septimo requiescet Deus, cum eumdem diem septimum, quod nos erimus, in se ipso Deo faciet requiescere. De istis porro aetatibus singulis nunc diligenter longum est disputare; haec tamen septima erit sabbatum nostrum, cuius finis non erit vespera, sed dominicus dies velut octavus aeternus, qui Christi resurrectione sacratus est, aeternam non solum spiritus, verum etiam corporis requiem praefigurans. Ibi vacabimus et videbimus, videbimus et amabimus, amabimus et laudabimus. Ecce quod erit in fine sine fine. Nam quis alius noster est finis nisi pervenire ad regnum, cuius nullus est finis?»
Se anche il numero delle epoche, confrontato ai giorni, si calcola secondo i periodi di tempo che sembrano espressi dalla sacra Scrittura, questo sabatismo acquisterebbe maggiore evidenza dal fatto che è al settimo posto. La prima epoca, in relazione al primo giorno, sarebbe da Adamo fino al diluvio, la seconda dal diluvio fino ad Abramo, non per parità di tempo ma per numero di generazioni, perché si riscontra che ne hanno dieci ciascuna. Da quel tempo, come delimita il Vangelo di Matteo, si susseguono fino alla venuta di Cristo tre epoche, che si svolgono con quattordici generazioni ciascuna: la prima da Abramo fino a Davide, la seconda da lui fino alla deportazione in Babilonia, la terza fino alla nascita di Cristo (Matteo 1, 17). Sono dunque in tutto cinque epoche. La sesta è in atto, da non misurarsi con il numero delle generazioni per quel che è stato detto: Non spetta a voi conoscere i tempi che il Padre ha riservato al suo potere (Atti degli Apostoli 1, 7). Dopo questa epoca, quasi fosse al settimo giorno, Dio riposerà quando farà riposare in se stesso, come Dio, il settimo giorno, che saremo noi. Sarebbe lungo a questo punto discutere accuratamente di ciascuna di queste epoche; tuttavia la settima sarà il nostro sabato, la cui fine non sarà un tramonto, ma il giorno del Signore, quasi ottavo dell'eternità, che è stato reso sacro dalla risurrezione di Cristo perché è allegoria profetica dell'eterno riposo non solo dello spirito ma anche del corpo. Lì riposeremo e vedremo, vedremo e ameremo, ameremo e loderemo. Ecco quel che si avrà senza fine alla fine. Infatti quale altro sarà il nostro fine, che giungere al regno che non avrà fine?»
Quindi in chiusura di testo l'Ipponate non solo attesta, e su base scritturale, una concezione del tempo non più ciclica come per i filosofi Greci bensì lineare e universale in cui si innesta la Provvidenza, ma allude anche a un octavus aeternus, "quasi ottavo dell'eternità", per indicare il riposo non tanto come shabbatico approdo del lavoro dei precedenti sei giorni della creazione, quanto come riposo eterno e dunque extratemporale, fine che "non sarà un tramonto".

##### Opere di Sant'Agostino
Agostino fu un autore molto prolifico, notevole per la varietà dei soggetti che produsse, come scritti autobiografici, filosofici, apologetici, dogmatici, polemici, morali, esegetici, raccolte di lettere, di sermoni e di opere in poesia (scritte in metrica non classica, bensì accentuativa, per facilitare la memorizzazione da parte delle persone incolte). Bardenhewer ne lodava la straordinaria varietà di espressione ed il dono di descrivere gli avvenimenti interiori, di dipingere i vari stati dell'anima e gli avvenimenti del mondo spirituale. In generale, il suo stile è nobile e casto; ma, diceva lo stesso autore, "nei suoi sermoni e negli altri scritti destinati al popolo, intenzionalmente, il tono scendeva ad un livello popolare".

### Autobiografia e corrispondenza
- Le Confessioni, scritte intorno al 400, sono la storia della sua maturazione religiosa. Il nocciolo del pensiero agostiniano presente nelle Confessioni sta nel concetto che l'uomo è incapace di orientarsi da solo: esclusivamente con l'illuminazione di Dio, a cui deve obbedire in ogni circostanza, l'uomo riuscirà a trovare l'orientamento nella sua vita. La parola "confessioni" viene intesa in senso biblico (confiteri), non come ammissione di colpa o racconto, ma come preghiera di un'anima che ammira l'azione di Dio nel proprio interno.
- Le Retractationes, o "Ritrattazioni" (composte verso la fine della sua vita, tra il 426 e il 428), sono una revisione, un riesame dei propri lavori ripercorsi in ordine cronologico, spiegando l'occasione della loro genesi e l'idea dominante di ognuno. Rappresentano una guida di inestimabile valore per comprendere l'evoluzione del pensiero di Agostino.
- Le Epistolae, o "Lettere", che nella raccolta benedettina ammontano a 270 (53 dei corrispondenti di Agostino), sono utili per la conoscenza della sua vita, della sua influenza e della sua dottrina.

### Scritti filosofici
Queste opere, in gran parte composte nella villa di Cassiciacum, dalla conversione al battesimo (388-387), continuano l'autobiografia di Agostino iniziando il lettore alle ricerche e alle esitazioni platoniche della sua mente. Sono saggi letterari, la cui semplicità rappresenta il culmine dell'arte e dell'eleganza. In nessun'altra opera lo stile di Agostino è così castigato e la sua lingua così pura. La loro forma dialogica dimostra che erano di ispirazione platonica e ciceroniana. Le principali sono:
- Contra Academicos o "Contro gli Accademici", l'opera filosofica più importante;
- De Beatâ Vitâ o "La Vita Beata";
- De Ordine o "L'Ordine";
- Soliloquia o "Soliloqui", in due libri;
- De Immortalitate animae o "L'immortalità dell'Anima";
- De Magistro o "Il Maestro", un dialogo tra Agostino e suo figlio Adeodato;
- De Musica o "La Musica", in sei libri.

### Scritti apologetici
Le sue opere apologetiche rendono Agostino il grande teorico della fede, e delle sue relazioni con la ragione. «Lui è il primo dei Padri» - affermava Adolf von Harnack (Dogmengeschichte, III 97) - «che sentì il bisogno di costringere la sua fede a ragionare».
- La città di Dio (De civitate Dei contra Paganos, "La città di Dio contro i Pagani"), in 22 libri, fu iniziato nel 413 e terminato nel 426; esso rappresentava la risposta di Agostino ai pagani che attribuivano la caduta di Roma (410) all'abolizione del Paganesimo. Considerando il problema della Provvidenza applicato all'Impero romano, egli allargò l'orizzonte e creò la prima filosofia della storia, abbracciando con uno sguardo i destini del mondo raggruppati intorno alla religione cristiana. La città di Dio è considerata il più importante lavoro del vescovo di Ippona. Mentre le Confessioni sono teologia vissuta nell'anima e rappresentano la storia dell'azione di Dio sugli individui, La città di Dio è teologia incastonata nella storia dell'umanità che spiega l'azione di Dio nel mondo; l'opera costituisce una vera e propria apologia del Cristianesimo messo a confronto con la civiltà pagana, oltre a fornire riflessioni sulla "grandezza e l'immortalità dell'anima". In essa Agostino cerca di dimostrare che la decadenza della cosiddetta città degli uomini (contrapposta a quella di Dio e da lui identificata proprio con l'Impero romano d'Occidente) non poteva essere imputata in alcun modo alla religione cristiana, essendo il frutto di un processo storico teleologicamente preordinato da Dio.
- De vera religione o "La vera religione" fu composto a Tagaste tra il 389 ed il 391;
- De utilitate credendi o "L'utilità di credere", del 391;
- De fide rerum quae non videntur o "La fede nelle cose che non si vedono", del 400;
- Lettera 120 a Consenzio.

### Controversie

#### Contro i Manichei
- De moribus Ecclesiae catholicae et de moribus Manichaeorum o " I costumi della Chiesa e i costumi dei Manichei", scritto a Roma nel 368;
- "De duabus animabus contra Manichaeos" o "Le due anime contro i Manichei", scritto prima del 392;
- Acta seu disputatio contra Fortunatum manichaeum o "Atti della disputa contro il manicheo Fortunato", del 392;
- Contra Felicem manichaeum o "Contro il manicheo Felice", del 404
- De libero arbitrio o "Il libero arbitrio", opera importante per la trattazione dell'origine del male;
- Contra Adimantum manichaei discipulum o "Contro Adimanto, discepolo manicheo";
- Contra epistolam Manichaei quam vocant Fundamenti o "Contro la lettera di Mani che chiamano della Fondazione";
- Contra Faustum manichaeum o "Contro il manicheo Fausto";
- Contra Secundinum manichaeum o "Contro il manicheo Secondino";
- De Genesi contra Manichaeos o "La Genesi contro i Manichei";
- De natura boni contra Manichaeos o "La natura del bene contro i Manichei";

#### Contro i Donatisti
- Psalmus contra partem Donati o "Salmo contro la fazione di Donato", scritto intorno al 395, è semplicemente un canto ritmato per uso popolare, il più antico esempio del genere;
- Contra epistolam Parmeniani o "Contro la lettera di Parmeniano", scritto nel 400;
- De baptismo contra Donatistas o "Il battesimo contro i Donatisti", scritto intorno al 400, una delle opere più importanti scritte durante questa controversia;
- Contra litteras Petiliani o "Contro le lettere di Petiliano";
- Contra Cresconium grammaticum Donatistam o "Contro il grammatico donatista Cresconio";
- Breviculus collationis cum Donatistas o "Sommario della conferenza coi Donatisti";
- Contra Gaudentium Donatistarum episcopum o "Contro Gaudenzio vescovo dei Donatisti";
- De gestis cum Emerito Donatistarum episcopo o "Gli atti del confronto con Emerito vescovo dei Donatisti";
- Epistola ad Catholicos contra Donatistas o "Lettera ai Cattolici contro i Donatisti";
- Post collationem ad Donatistas o "Ai Donatisti dopo la conferenza".
- De unico baptismo contra Petilianum o "Il battesimo unico contro Petiliano";
- Un buon numero di epistolae sull'argomento.

#### Contro i Pelagiani
- De peccatorum meritis et remissione et de baptismo parvolorum o "Il castigo e il perdono dei peccati e il battesimo dei piccoli", scritto nel 412, tratta del merito e del perdono[Nota 7];
- De Spiritu et litterâ o "Lo Spirito e la lettera", scritto nel 412;
- De perfectione iustitiae hominis o "La perfezione della giustizia dell'uomo", scritto nel 415 ed importante per la comprensione del pensiero pelagiano;
- De gestis Pelagii o "Le gesta di Pelagio", scritto nel 417, narra la storia del Concilio di Diospolis, di cui riproduce gli atti;
- De gratia Christi et de peccato originale contra Pelagium o "La grazia di Cristo ed il peccato originale contro Pelagio", scritto nel 418;
- De nuptiis et concupiscentiâ o "Le nozze e la concupiscenza", scritto nel 419;
- Contra duas epistolas Pelagianorum o "Contro due lettere dei Pelagiani";
- De natura et gratia contra Pelagium o "La natura e la grazia contro Pelagio";
- Contra Iulianum haeresis pelagianae o "Contro Giuliano dell'eresia pelagiana", ultimo della serie, interrotta dalla morte del santo.

#### Contro i Semipelagiani
- De correptione et gratiaâ o "La correzione e la grazia", scritto nel 427;
- De praedestinatione sanctorum o "La predestinazione dei santi", scritto nel 428;
- De dono perseverantiae o "Il dono della perseveranza", scritto nel 429.

#### Contro gli Ariani
- Contra sermonem Arianorum o "Contro il sermone degli Ariani", del 418;
- Collatio cum Maximino Arianorum episcopo o "Conferenza con Massimino vescovo degli Ariani";
- Contra Maximinum haereticum episcopum Arianorum o "Contro Massimino vescovo eretico degli Ariani".

#### Altre eresie
- De haeresibus o "Le eresie";
- Contra Priscillanistas et Origenistas o "Contro i Priscillanisti e gli Origenisti".

### Scritti esegetici
I più notevoli dei suoi lavori biblici illustrano o una teoria dell'esegesi (generalmente approvata) che si diletta nel trovare interpretazioni mistiche ed allegoriche, o lo stile della predicazione che si fonda su quei punti di vista. La sua produzione strettamente esegetica è ben lontana, tuttavia, dall'eguagliare il valore scientifico di quella di Girolamo: la sua conoscenza delle lingue bibliche era insufficiente. Comprendeva il greco con qualche difficoltà e, per quanto riguarda l'ebraico, tutto ciò che si può desumere dagli studi di Schanz e Rottmanner è che aveva familiarità con il punico, una lingua simile all'ebraico. Inoltre, le due grandi qualità del suo genio, la prodigiosa sottigliezza e l'ardente sensibilità, lo portarono a destreggiarsi tra interpretazioni che a volte erano più ingegnose che realistiche. Tra le sue opere vanno ricordate:
- De doctrina christiana o "La dottrina cristiana", iniziato nel 397 e terminato nel 426, fu il primo vero trattato esegetico della storia, poiché Girolamo scrisse piuttosto come controversialista; esso si occupa della predicazione, dell'interpretazione della Bibbia e dei rapporti fra retorica classica e retorica cristiana.
- De Genesi ad litteram o "La Genesi alla lettera", composto tra il 401 ed il 415;
- Enarrationes in Psalmos o "Commenti ai Salmi", un capolavoro di eloquenza popolare;
- De sermone Domini in monte o "Il discorso del Signore sulla montagna", scritto durante il suo ministero sacerdotale;
- De consensu evangelistarum o "Il consenso degli evangelisti", scritto nel 400;
- In evangelium Ioannis o "Nel vangelo di Giovanni", scritto nel 416 e, generalmente, considerato una delle opere migliori di Agostino;
- Expositio Epistolae ad Galatos o "Esposizione della Lettera ai Galati";
- Annotationes in Iob o "Annotazioni in Giobbe";
- De Genesi ad litteram imperfectus o "La Genesi alla lettera incompiuta";
- Epistolae ad Romanos inchoata expositio o "Inizio dell'esposizione della Lettera ai Romani";
- Expositio quarundam propositionum ex Epistola ad Romanos o "Esposizione di alcune frasi dalla Lettera ai Romani";
- In Epistolam Ioannis ad Parthos o "Nella Lettera di Giovanni ai Parti";
- Locutiones in Heptateuchum o "Locuzioni nell'Ettateuco".

#### San Gerolamo

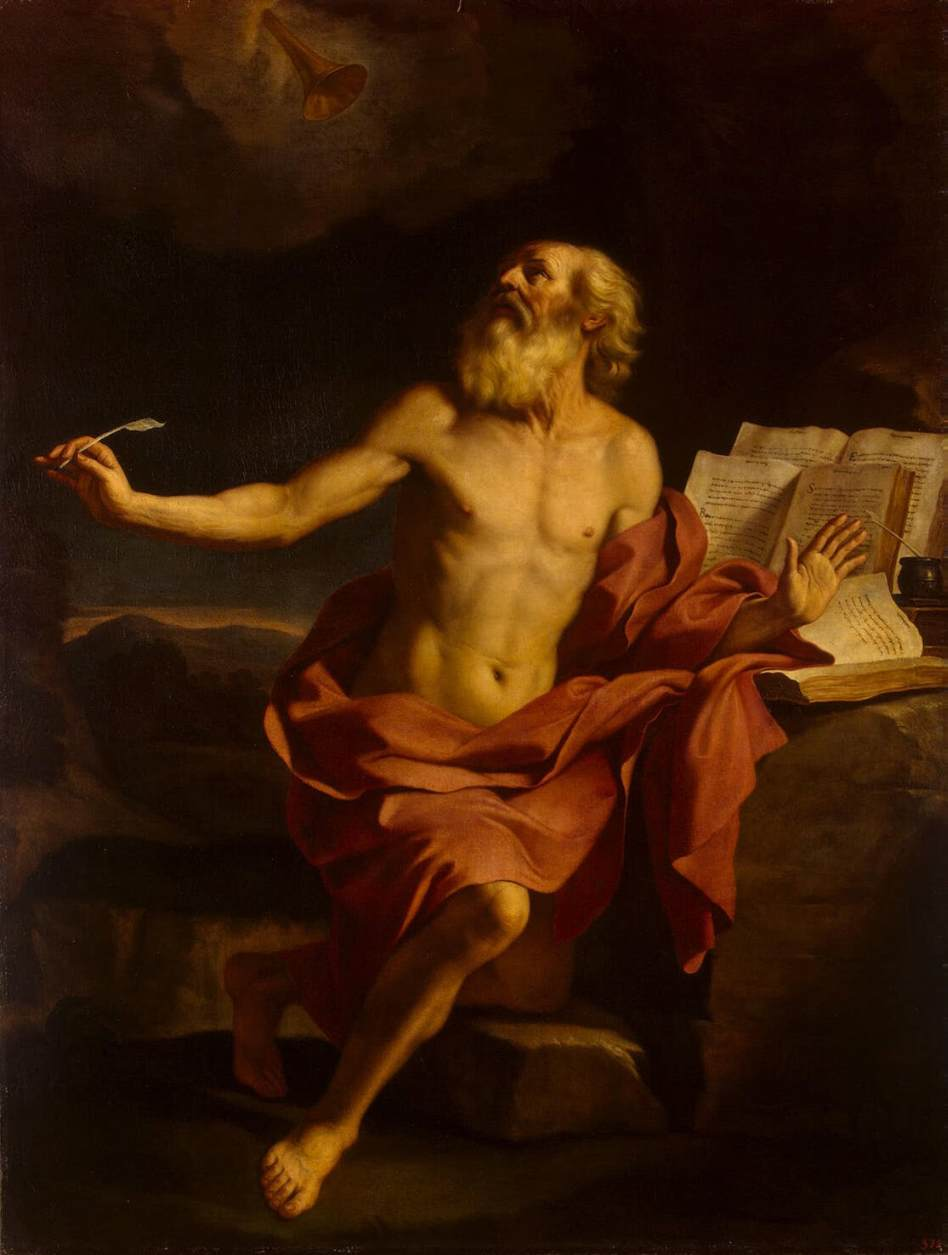
San Gerolamo dipinto dal Guercino

Nato a Stridone in Illiria, studiò a Roma e fu allievo di Gaio Mario Vittorino e di Elio Donato. Si dedicò anche agli studi di retorica, terminati i quali si trasferì a Treviri, dove era ben nota l'anacoresi egiziana, insegnata per qualche anno da Sant'Atanasio durante il suo esilio. Si trasferì poi ad Aquileia, dove entrò a far parte di una cerchia di asceti riunitisi in comunità sotto il patronato dell'arcivescovo Valeriano, ma, deluso dalle inimicizie che erano sorte fra gli asceti, partì per l'Oriente. Ritiratosi nel deserto della Calcide, vi rimase un paio di anni (375 - 376) vivendo una dura vita di anacoreta.
Fu questo periodo ad ispirare i numerosi pittori che lo rappresenteranno come San Girolamo penitente ed è a questo periodo che risale l'episodio leggendario del leone che, afflitto da una spina penetratagli in una zampa, gli sarebbe poi stato accanto, grato poiché Girolamo gliel'avrebbe tolta; così come la tradizione secondo la quale Girolamo era uso far penitenza colpendosi ripetutamente con un sasso.
Deluso anche qui dalle diatribe fra gli eremiti, divisi dalla dottrina ariana, tornò ad Antiochia, da dove era passato prima di venire in Calcide, e vi rimase fino al 378, frequentando le lezioni di Apollinare di Laodicea e divenendo presbitero, ordinato dal vescovo Paolino di Lucca. Si recò quindi a Costantinopoli, dove poté perfezionare lo studio del greco sotto la guida di Gregorio Nazianzeno (uno dei Padri cappadoci). Risalgono a questo periodo le letture dei testi di Origene e di Eusebio.
Allorché Gregorio Nazianzeno lasciò Costantinopoli, Girolamo tornò a Roma, nel 382, dove fu segretario di papa Damaso I, divenendone il più probabile successore. Qui si formò un gruppo di vergini e di vedove, capeggiate da una certa nobile Marcella e dalla ricca vedova Paola, cui si accompagnavano le figlie Eustochio e Blesilla, che vollero dedicarsi ad una vita ascetica fatta di preghiera, meditazione, astinenza e penitenza e delle quali Girolamo divenne padre spirituale.

Il rigore morale di Girolamo, però, che era decisamente favorevole all'introduzione del celibato ecclesiastico e all'eradicazione del fenomeno delle cosiddette agapete, non era ben visto da buona parte del clero, fortemente schierato su posizioni giovinianiste. In una lettera ad Eustochio, Girolamo si esprime contro le agapete nei seguenti termini: 
(dalla Lettera a Eustochio, Sofronio Eusebio Girolamo)

Ordo seu regula

Alla morte di papa Damaso I, la curia romana contrastò con grande determinazione ed efficacia l'elezione di Girolamo, anche attribuendogli una forte responsabilità nella morte della sua discepola Blesilla. Questa era una nobile ventenne romana, appartenente alla gens Cornelia, che era rimasta vedova ancor fanciulla e che aveva seguito la madre Paola e la sorella Eustochio nel gruppo di dame che avevano deciso di seguire la vita monastica con le rigide regole di Girolamo, morendo ben presto, probabilmente a causa dei troppi digiuni. Data la singolarità dell'evento e la grande popolarità della famiglia di Blesilla, il caso sollevò un grande clamore. Gli avversari di Girolamo affermarono che le mortificazioni corporali teorizzate erano semplicemente degli atti di fanatismo, i cui perniciosi effetti avevano portato alla prematura morte di Blesilla. Caduta la sua candidatura, sul finire del 384, fu eletto papa il diacono Siricio.
Girolamo, seguito dal fratello Paoliniano, dal prete Vincenzo e da alcuni monaci a lui fedeli, s'imbarcò da Ostia nell'agosto del 385, seguito poco dopo anche dalle discepole Paola, Eustochio ed altre appartenenti alla comunità delle ascete romane, e tornò in Oriente, dove continuò la sua battaglia in favore del celibato clericale. Grazie anche ai fondi della ricca vedova Paola, Girolamo fondò a Betlemme un monastero maschile, dove andò a vivere, e uno femminile. Dal 385 alla morte visse nel monastero da lui fondato. Qui visse dedicandosi alla traduzione biblica, alla redazione di alcune opere ed all'insegnamento ai giovani. Anche questo periodo ha ispirato numeroso pittori, che lo ritrarranno come scrittore nella sua cella monastica, ispirato dallo Spirito Santo ed accompagnato dal fido leone. Nel 404 morì la sua discepola Paola, che verrà poi venerata come santa, ed alla quale egli dedicò post mortem l'Epitaphium sanctae Paulae.
Morì nel 420, proprio nell'anno in cui il celibato, dopo essere stato lungamente disatteso, venne imposto al clero da una legge dell'imperatore Onorio.

### LaVulgata
La Vulgata, prima traduzione completa in lingua latina della Bibbia, rappresenta lo sforzo più impegnativo affrontato da Girolamo. Nel 382, su incarico di papa Damaso I, affrontò il compito di rivedere la traduzione dei Vangeli e successivamente, nel 390, passò all'antico testamento in ebraico, concludendo l'opera dopo ben 23 anni.
Il testo di Girolamo è stato la base per molte delle successive traduzioni della Bibbia, fino al XX secolo, quando per l'antico testamento si è cominciato ad utilizzare direttamente il testo masoretico ebraico e la Septuaginta, mentre per il Nuovo Testamento si sono utilizzati direttamente i testi greci. La Vulgata è ancora oggi il testo liturgico della messa in latino.

#### L'opera di traduttore

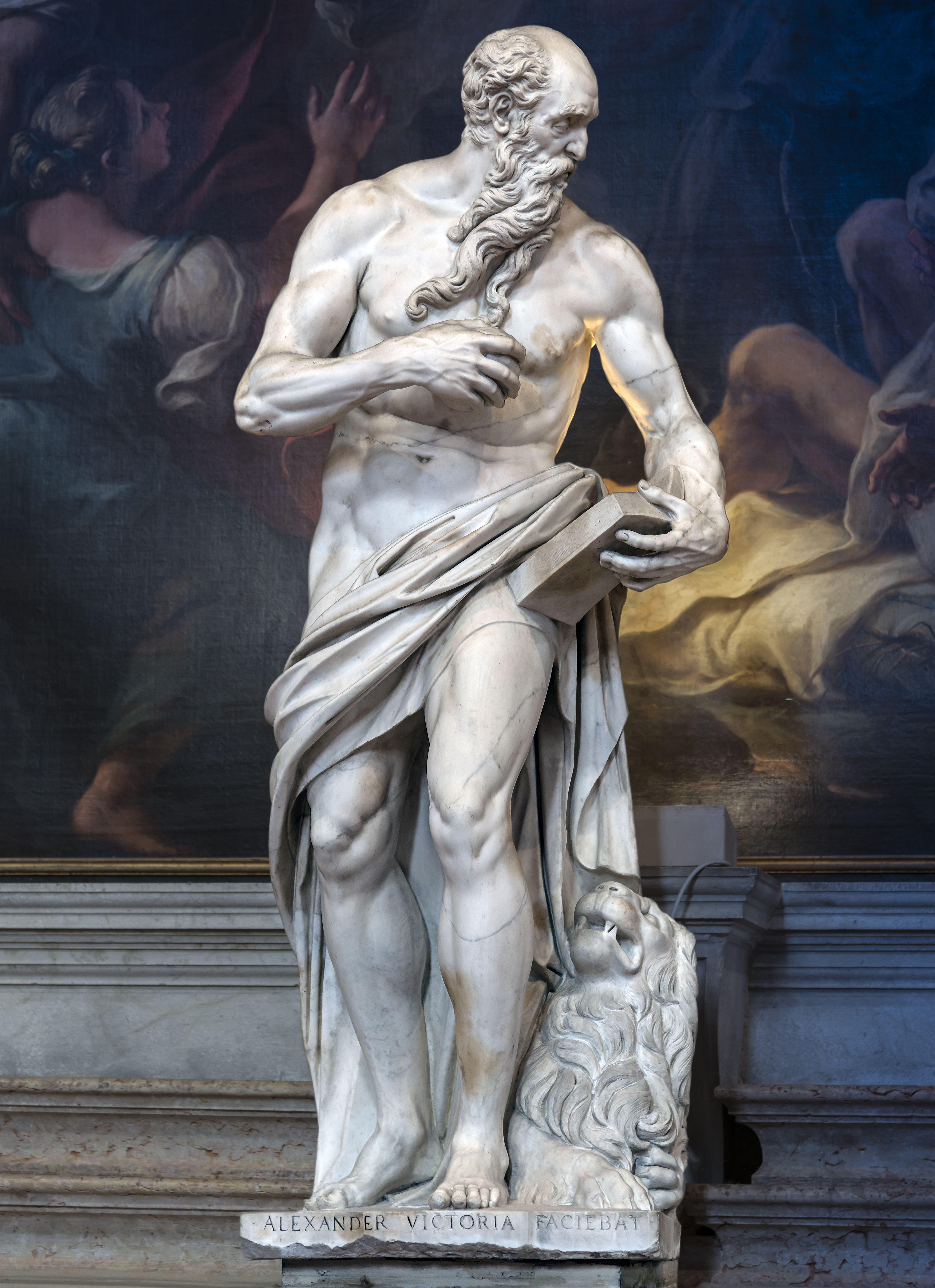
San Girolamo di Alessandro Vittoria Basilica di Santa Maria Gloriosa dei Frari

Girolamo fu un celebre studioso del latino in un'epoca in cui questo implicava una perfetta conoscenza del greco. Fu battezzato all'età di venticinque anni e divenne sacerdote a trentotto anni. Quando cominciò la sua opera di traduzione non aveva grandi conoscenze dell'ebraico, perciò si trasferì a Betlemme per perfezionarne lo studio.

Girolamo utilizzò un concetto moderno di traduzione che attirò le accuse da parte dei suoi contemporanei; in una lettera indirizzata a Pammachio, genero della nobildonna romana Paola, scrisse: 
(Epistulae 57, 5, trad. di R. Palla)

### Adversus Iovinianum
Nel trattato Adversus Iovinianum, scritto nel 393 in due libri, l'autore esalta la verginità e l'ascetismo, spesso derivando le sue argomentazioni da autori classici come Teofrasto, Seneca, Porfirio.
Tra gli altri argomenti, Girolamo difende strenuamente l'astinenza dalla carne:
(Adversus Jovinanum, I, 30)
Nello specifico, all'interno del trattato, la parte relativa all'alimentazione corrisponde alla terza sezione [PL 23,303-326]. In essa Gerolamo per controbattere alla tesi di Gioviniano, secondo la quale “l'astinenza non è migliore dell'assunzione riconoscente del cibo”, ribadisce l'importanza del digiuno non solo nella tradizione della Chiesa ma anche nella storia della filosofia

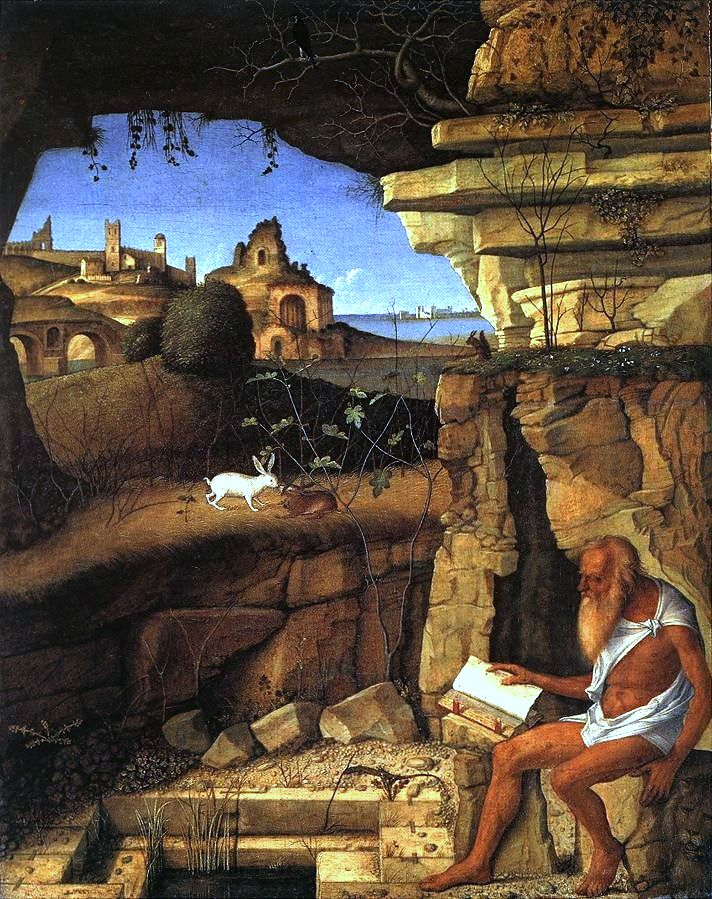
San Girolamo in campagna a leggere, di Giovanni Bellini

### De viris illustribus
Il De Viris Illustribus, scritto nel 392, intendeva emulare le "Vite" svetoniane dimostrando come la nuova letteratura cristiana fosse in grado di porsi sullo stesso piano delle opere classiche. Sono presentate le biografie di 135 autori in prevalenza cristiani (ortodossi ed eterodossi), ma anche ebrei e pagani, che però hanno avuto a che fare con il cristianesimo, con uno scopo dichiaratamente apologetico:
(Prologo, 14)
Le biografie hanno inizio da Pietro apostolo e terminano allo stesso Girolamo ma, mentre nelle successive Girolamo elabora conoscenze personali, le prime 78 sono frutto di conoscenze di seconda mano non sempre completamente affidabili, tra cui Eusebio di Cesarea.
L'opera venne talora indicata da Girolamo stesso col titolo De scriptoribus ecclesiasticis.

### Chronicon
L'opera è una traduzione latina del Chronicon di Eusebio di Cesarea, composta nel IV secolo e perduta nella sua originale versione greca. Ultimata nel 381, il Chronicon tratta dei periodi storici e mitici della Storia universale a partire dalla nascita di Abramo fino all'anno 325. I protagonisti sono sia figure mitologiche come Minosse, il re Edipo e Priamo, che esseri realmente esistiti, come il Gran Re Serse I di Persia, Giulio Cesare e Dario III di Persia.

### Altercatio Luciferiani et Orthodoxi
L'opera, composta nel 378 circa, rappresenta un dialogo tra Lucifero di Cagliari, un antiariano, e un ortodosso anonimo.

### Adversus Helvidium
L'opera scritta nel 383 Gerolamo inveisce contro Elvidio il quale dichiarava che la Vergine Maria dopo aver generato Gesù avesse partorito altri figli. Nella seconda parte del testo Gerolamo esalta con lodi la verginità della Madonna.

#### Paolo Orosio:Storie contro i Pagani

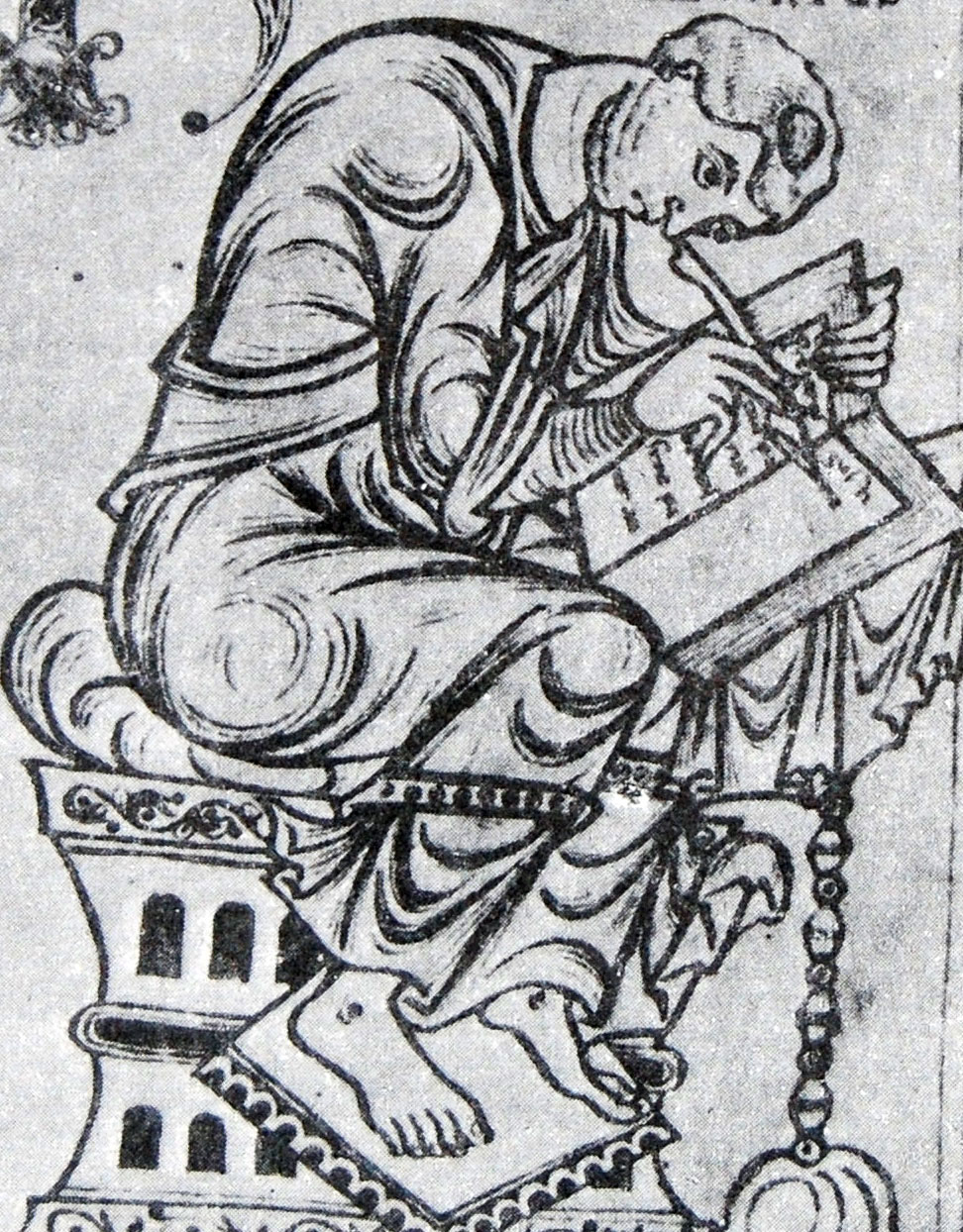
Paolo Orosio

Orosio ritornò in Africa e, spinto da Agostino, scrisse la prima storia universale cristiana: gli Historiarum adversus paganos libri septem (Patrologia Latina, XXXI, 663 - 1174 o Orosii opera, ed. Zangemeister, in "Corpus script. eccl. lat.", V, Vienna, 1882), pensati come un complemento a La città di Dio (De civitate Dei) del maestro, in particolare al terzo libro, nel quale Agostino dimostra che l'Impero romano soffriva di varie calamità tanto prima quanto dopo l'affermarsi del Cristianesimo come religione di Stato, contro la tesi pagana secondo la quale l'aver abbandonato gli dei romani era stata la causa delle calamità.
Agostino voleva che ciò fosse dimostrato in un'opera sé stante analizzando per intero la storia di tutte le popolazioni dell'antichità, e con l'idea fondamentale che Dio determina i destini delle nazioni. In base alla sua teoria, due imperi principalmente avevano governato il mondo: Babilonia a est e Roma a ovest. Roma aveva ricevuto l'eredità di Babilonia tramite gli imperi Macedone e poi Cartaginese. Così sostiene che ci furono quattro grandi imperi nella storia: un'idea ampiamente accettata nel Medioevo. Il primo libro descrive brevemente il mondo e ne traccia la storia dal Diluvio alla fondazione di Roma; il secondo fornisce la storia di Roma fino al sacco della città a opera dei Galli, della Persia fino a Ciro II e della Grecia fino alla battaglia di Cunassa; il terzo si occupa principalmente dell'impero macedone sotto Alessandro Magno ed i suoi successori, così come la storia romana contemporanea; il quarto porta la storia di Roma fino alla distruzione di Cartagine; gli ultimi tre libri trattano solo la storia romana, dalla distruzione di Cartagine fino ai giorni dell'autore. Il lavoro, ultimato nel 418, mostra i segni di una certa fretta. Oltre alle Sacre Scritture e alla Cronica di Eusebio di Cesarea rivista da Girolamo, utilizzò come fonti Livio, Eutropio, Cesare, Svetonio, Floro e Giustino. Conformemente allo scopo apologetico, sono descritte tutte le calamità sofferte dalle varie popolazioni.
Sebbene superficiale e frammentario, il lavoro è apprezzabile perché contiene informazioni contemporanee sul periodo dopo il 378.
Fu ampiamente utilizzato durante il Medioevo come compendio. L'opera è tramandata da quasi 200 manoscritti. È arrivata fino ai giorni nostri una traduzione anglosassone delle Historiae adversus paganos di Alfredo il Grande, nota anche come Orosio anglosassone (ed. H. Sweet, Londra, 1843); Bono Giamboni ne diede una traduzione in italiano (ed. Tassi, Firenze 1849; edd. parziali in Cesare Segre, Volgarizzamenti del Due e del Trecento, Torino 1953 e in Cesare Segre, La prosa del Duecento, Milano-Napoli 1959); dalla traduzione di Bono Giamboni deriva una traduzione aragonese ancora inedita.

#### Severino Boezio:De consolatione philosphiae

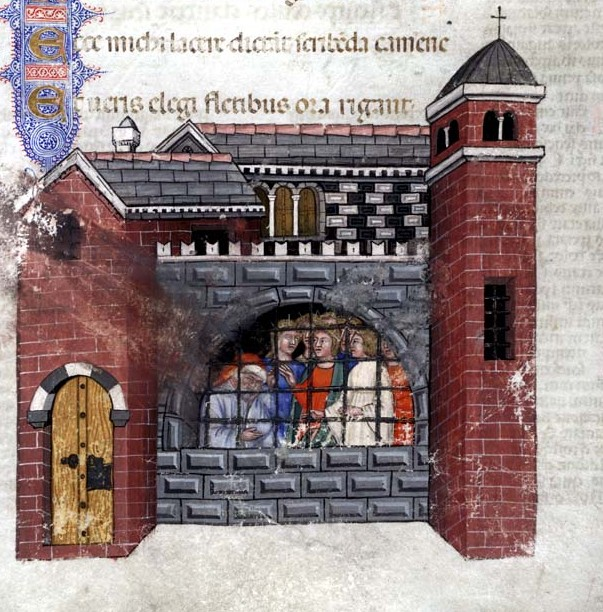
Boezio in prigione, miniatura, 1385.

Scritta durante la carcerazione, i cinque libri della De consolatione philosophiae si presentano come un dialogo nel quale la Filosofia, personificata da «una donna di aspetto oltremodo venerabile nel volto, con gli occhi sfavillanti e acuti più della normale capacità umana; di colorito vivo e d'inesausto vigore, benché tanto avanti con gli anni da non credere che potesse appartenere alla nostra epoca», dimostra che l'afflizione patita da Boezio per la sventura che lo ha colpito non ha in realtà bisogno di alcuna consolazione, rientrando nell'ordine naturale delle cose, governate dalla Provvidenza divina.
Si può dividere l'opera in due parti, una costituita dai primi due libri e l'altra dagli ultimi tre. È una distinzione che corrisponde a quanto raccomandato dallo stoico Crisippo nella cura delle afflizioni: quando l'intensità della passione è al culmine, prima di ricorrere ai rimedi più efficaci, occorre attendere che essa si attenui. Così infatti si esprime la Filosofia (I, VI, 21): «siccome non è ancora il momento per rimedi più energici, e la natura della mente è tale che, respingendo le vere opinioni, subito si riempie di errori, dai quali nasce la caligine delle perturbazioni che confonde l'intelletto, io cercherò di attenuare a poco a poco questa oscurità in modo che, rimosse le tenebre delle passioni ingannevoli, tu possa conoscere lo splendore della luce vera».
Una medicina leggera, «qualcosa di dolce e di piacevole che, penetrato al tuo interno, apra la strada a rimedi più efficaci», è la comprensione della natura della fortuna, esposta nel II libro utilizzando temi della filosofia stoica ed epicurea. La fortuna (II, I, 10 e segg.) «era sempre la stessa, quando ti lusingava e t'illudeva con le attrattive di una felicità menzognera […] se l'apprezzi, adeguati ai suoi comportamenti, senza lamentarti. Se aborrisci la sua perfidia, disprezzala […] ti ha lasciato colei dalla quale nessuno può essere sicuro di non essere abbandonato […] ti sforzi di trattenere la ruota della fortuna, che gira vorticosamente? Ma, stoltissimo fra tutti i mortali, se si fermasse, non sarebbe più lei». Del resto, quello che la fortuna ci dà, saremo noi stessi a doverlo abbandonare in quell'ultimo giorno della nostra vita che (II, III, 12) «è pur sempre la morte della fortuna, anche della fortuna che dura. Che importanza credi allora che abbia, se sia tu a lasciarla morendo, o se sia lei a lasciarti, fuggendo?».
Se dunque ci rende infelice tanto il suo abbandono durante la nostra vita, quanto il fatto che, morendo, dobbiamo abbandonare i doni che quella ci ha elargito in vita, allora la nostra felicità non può consistere in quei doni effimeri, in cose mortali, e neppure nella gloria, nel potere e nella fama, ma deve essere dentro noi stessi. Si tratta allora di conoscere «l'aspetto della felicità vera», dal momento che ciascuno (III, II, 1) «per vie diverse, cerca pur sempre di giungere a un unico fine, che è quello della felicità. Tale fine consiste nel bene: ognuno, una volta che l'abbia ottenuto, non può più desiderare altro». Dimostrato che (III, IX, 2) «con le ricchezze non si ottiene l'autosufficienza, non la potenza con i regni, non con le cariche il rispetto, non con la gloria la fama, né la gioia con i piaceri», tutti beni imperfetti, occorre determinare la forma del bene perfetto, «questa perfezione della felicità».
Ora, il bene perfetto, il «Sommo Bene», è Dio, dal momento che, secondo Boezio, sviluppando una concezione neoplatonica (III, X, 8) «la ragione dimostra che Dio è buono in modo da poterci convincere che in lui vi è anche il bene perfetto. Se infatti non fosse tale, non potrebbe essere l'origine di ogni cosa; vi sarebbe altro, migliore di lui, in possesso del bene perfetto, a lui precedente e più prezioso; è chiaro che le cose perfette precedono quelle imperfette. Pertanto, per non procedere all'infinito col ragionamento, dobbiamo ammettere che il sommo Dio sia del tutto pieno del bene sommo e perfetto; ma s'era stabilito che il bene perfetto sia la vera felicità: dunque la vera felicità è posta nel sommo Dio».
Nel IV libro (I, 3) Boezio pone il problema di come «pur esistendo il buon reggitore delle cose, i mali esistano comunque e siano impuniti […] e non solo la virtù non venga premiata ma sia persino calpestata dai malvagi e punita al posto degli scellerati». La risposta, secondo lo schema platonico, della Filosofia, è che tutti, buoni e malvagi, tendono al bene; i buoni lo raggiungono, i malvagi non riescono a raggiungerlo per loro propria incapacità, mancanza di volontà, debolezza. Perché infatti i malvagi (IV, II, 31 - 32) «abbandonata la virtù, ricercano i vizi? Per ignoranza di ciò che è bene? Ma cosa c'è di più debole della cecità dell'ignoranza? Oppure sanno cosa cercare ma il piacere li allontana dalle retta via? Anche in questo caso si dimostrano deboli, a causa dell'intemperanza che impedisce loro di opporsi al male? oppure abbandonano il bene consapevolmente e si volgono al vizio? Ma anche così cessano di essere potenti e cessano persino di essere del tutto». Infatti il bene è l'essere e chi non raggiunge il bene è privo necessariamente dell'essere: dell'uomo ha solo la parvenza: «tu potresti chiamare cadavere un uomo morto, ma non semplicemente uomo; così, i viziosi sono malvagi ma nego che essi siano in senso assoluto».
Nel quinto e ultimo libro Boezio tratta il problema della prescienza e provvidenza divina e del libero arbitrio. Definito il caso (I, I, 18) «un evento inaspettato prodotto da cause che convergono in cose fatte per uno scopo determinato», per Boezio il concorrere e confluire di quelle cause è «il prodotto di quell'ordine che, procedendo per inevitabile connessione, discende dalla provvidenza disponendo le cose in luoghi e in tempi determinati». Il caso, dunque, non esiste in sé stesso, ma è l'evento di cui gli uomini non riescono a stabilire le cause che lo hanno determinato. È compatibile allora il libero arbitrio dell'uomo con la presenza della prescienza divina e a cosa dovrebbe servire pregare che qualcosa avvenga o meno, se già tutto è stabilito? La risposta della Filosofia è che la previdenza di Dio non dà necessità agli eventi umani: essi restano la conseguenza della libera volontà dell'uomo anche se sono previsti da Dio.
Ma questo stesso problema, così posto dall'uomo, non è nemmeno corretto. Dio è infatti eterno, nel senso che non è soggetto al tempo; per lui non esiste il passato e il futuro, ma un eterno presente; il mondo, invece, anche se non avesse avuto nascita, sarebbe perpetuo, ossia soggetto al mutamento e dunque soggetto al tempo; nel mondo esiste pertanto un passato e un futuro. La conoscenza che Dio ha delle cose non è a rigore un "vedere prima", una previdenza, ma una provvidenza, un vedere nell'eterno presente tanto gli eventi necessari, come sono quelli regolati dalle leggi fisiche, che gli eventi determinati dalla libera volontà dell'uomo.

### Sant'Isidoro di Siviglia
Discendente da una famiglia di antico lignaggio, risalente addirittura all'età romana, perse presto i genitori Severiano e Turtura e fu cresciuto dal fratello Leandro, che più tardi, intorno all'anno 600, avrebbe avvicendato sul soglio dell'arcidiocesi. Anche Leandro fu fatto santo, come gli altri due fratelli San Fulgenzio, vescovo di Écija, e Santa Fiorenza, badessa di forse 40 conventi: quattro fratelli tutti canonizzati.

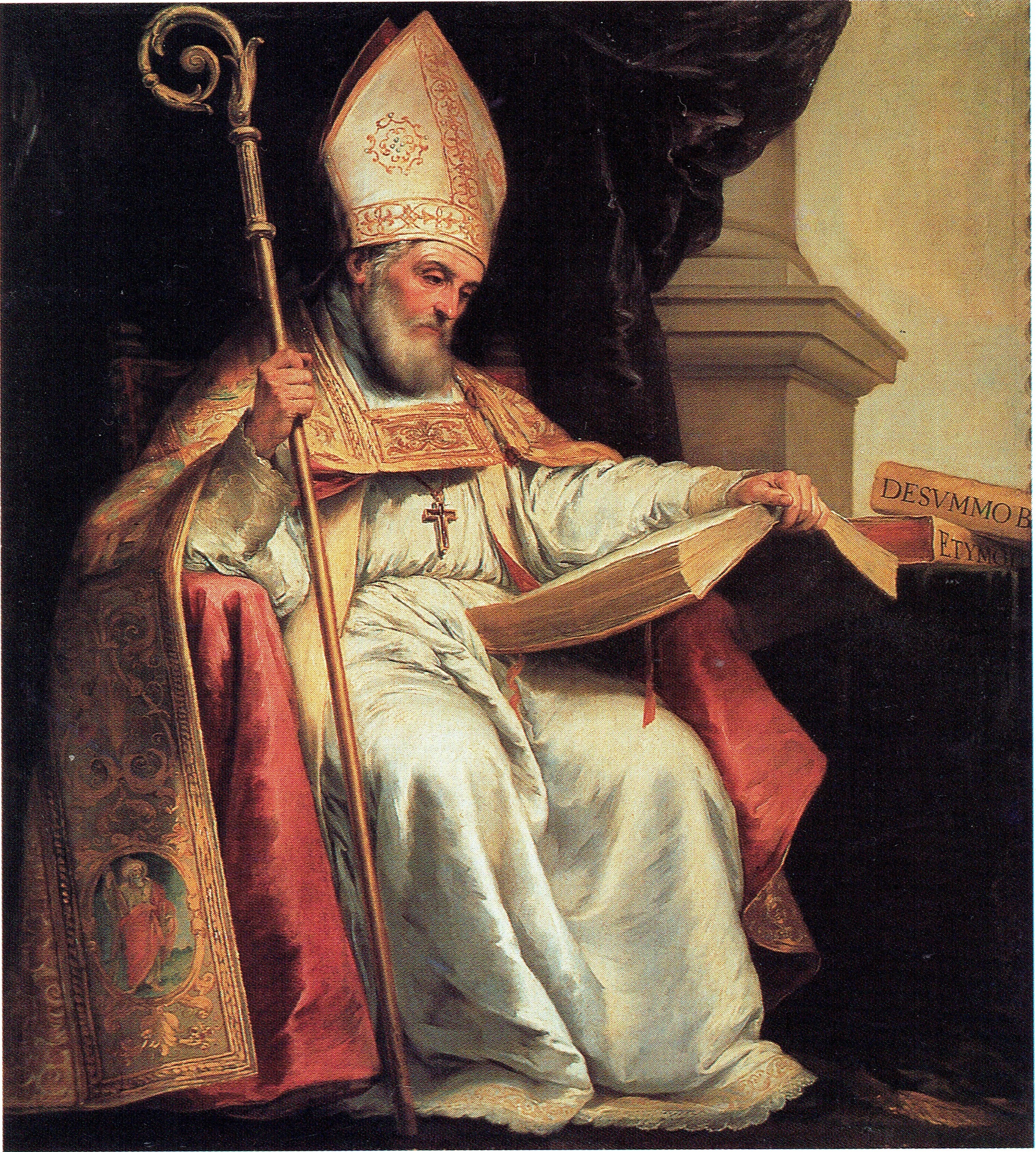
Sant'Isidoro

Proprio nel corso del vescovato di Isidoro, la Spagna visigotica (da lui convertita) riconobbe in questa figura una paternità di rinascita culturale, e di conservazione dei saperi del passato, che vennero da lui racchiusi in compendi ed antologie; riuscì a riunire quindi, tutto lo scibile del tempo, in linea con le possibilità dell'epoca, preservandolo da una possibile dissoluzione indotta dalla disgregazione socio-politica dell'Occidente.
Questa enorme opera di salvaguardia del patrimonio culturale del passato, però, viene descritta quale carenza o limitazione del pensiero nella sua originalità di autore.
Riunì, inoltre, diversi concili provinciali tra cui si ricorda in particolare quello del 633, ossia il quarto Concilio nazionale di Toledo, durante il quale si occupò di uniformare a discapito dei priscillanisti, le formule liturgiche della regione spagnola.
Fu denominato doctor egregius.
La cappella Torre del Oro fu per un periodo dedicata a Isidoro.
Isidoro è menzionato anche nella Divina Commedia.
Le sue opere furono elencate da San Braulio di Saragozza e Ildefonso di Toledo. Ma la sua opera principale resta l'Etymologiarum sive Originum libri XX, che egli mandò, non ancora emendata, a S. Braulio, cui si deve la divisione in 20 libri. Le Etymologiae sono una grande enciclopedia in cui la materia è ordinata secondo i vocaboli a partire dalla loro etimologia (che può essere secundum naturam o secundum propositum); la materia dell'opera (da alcuni intitolata Origines) è così suddivisa: 
- lib. I: grammatica;
- II: retorica e dialettica;
- III: aritmetica, geometria, musica, astronomia[Nota 10];
- IV: medicina;
- V: le leggi e la storia (storia universale, sunto del Chronicon Carionis[47]);
- VI: libri e uffici ecclesiastici;
- VII: teologia;
- VIII: la Chiesa e le sètte;
- IX: le lingue, i popoli, i regni, le parentele, ecc.;
- X: indice di parole rare;

- XI: l'uomo e i mostri;
- XII: gli animali;
- XIII: il mondo e le sue parti;
- XIV: la terra e le sue parti;
- XV: edifici, campi e strade;
- XVI: pietre e metalli;
- XVII: agricoltura;
- XVIII: la guerra e i giochi;

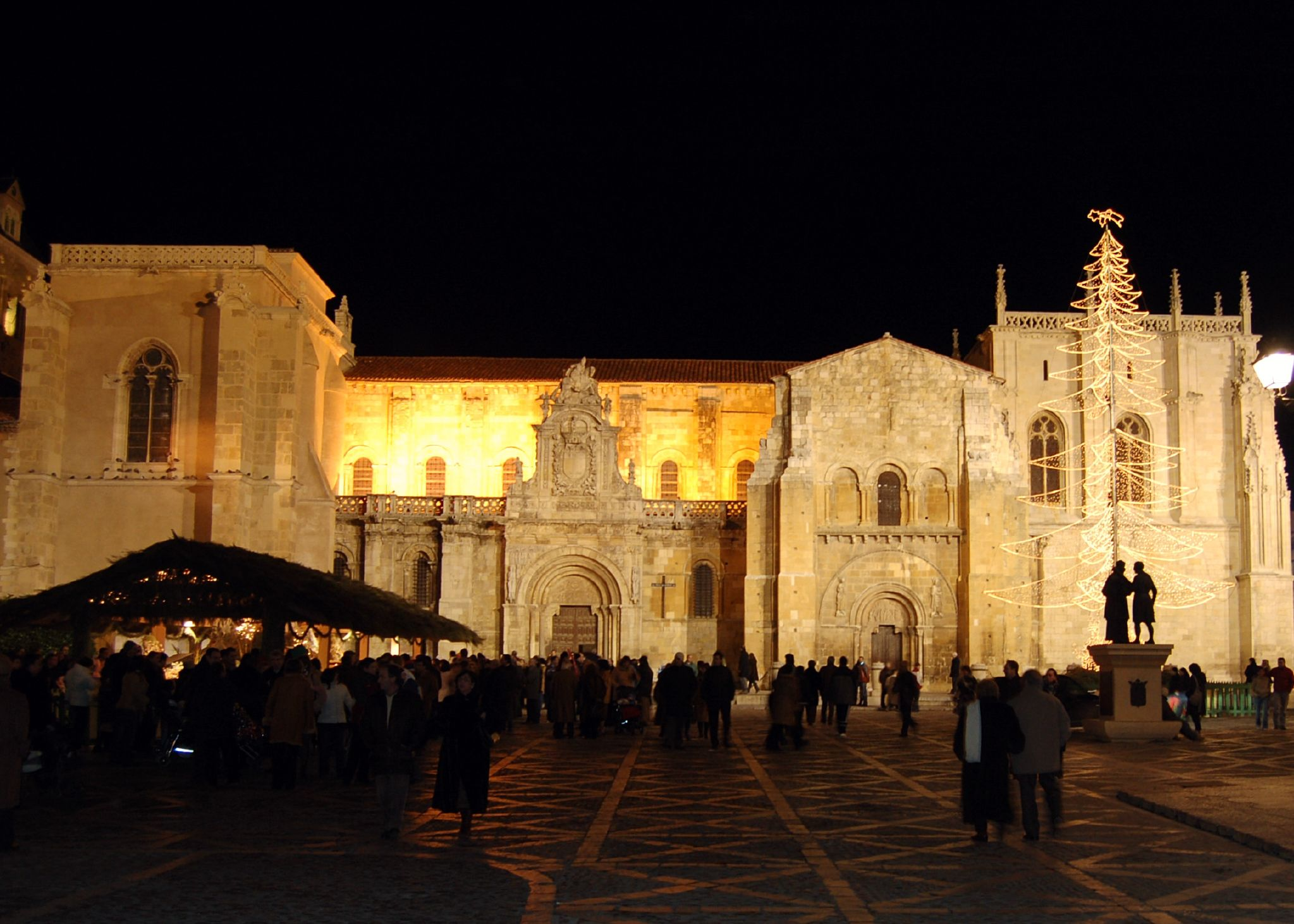
La Basilica di Sant'Isidoro a Léon, dove sono conservate le spoglie mortali del santo

- XIX: navi, costruzioni, costumi e
- XX: legni, utensili, ecc.

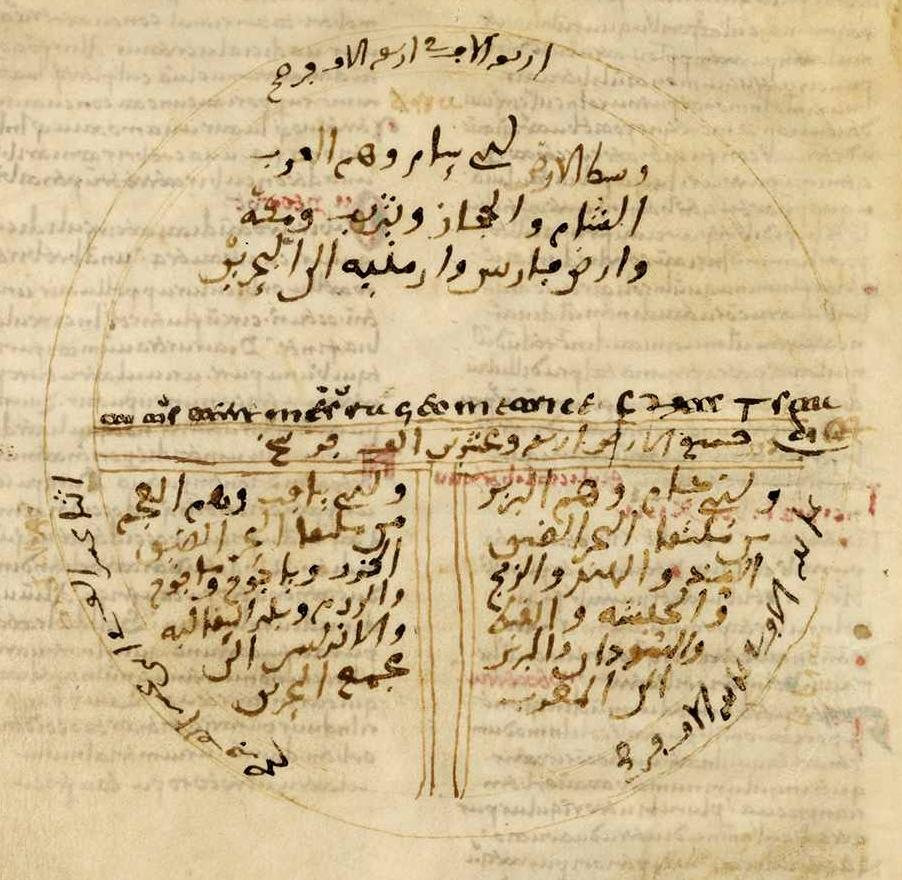
Copia in arabo del IX secolo delle Etymologiae nello schema T-O che costituisce un'antica diffusa rappresentazione grafica del mondo conosciuto (sopra la linea orizzontale della T l'Asia, a sinistra della linea verticale l'Europa Japhetica, a destra l'Africa camitica)

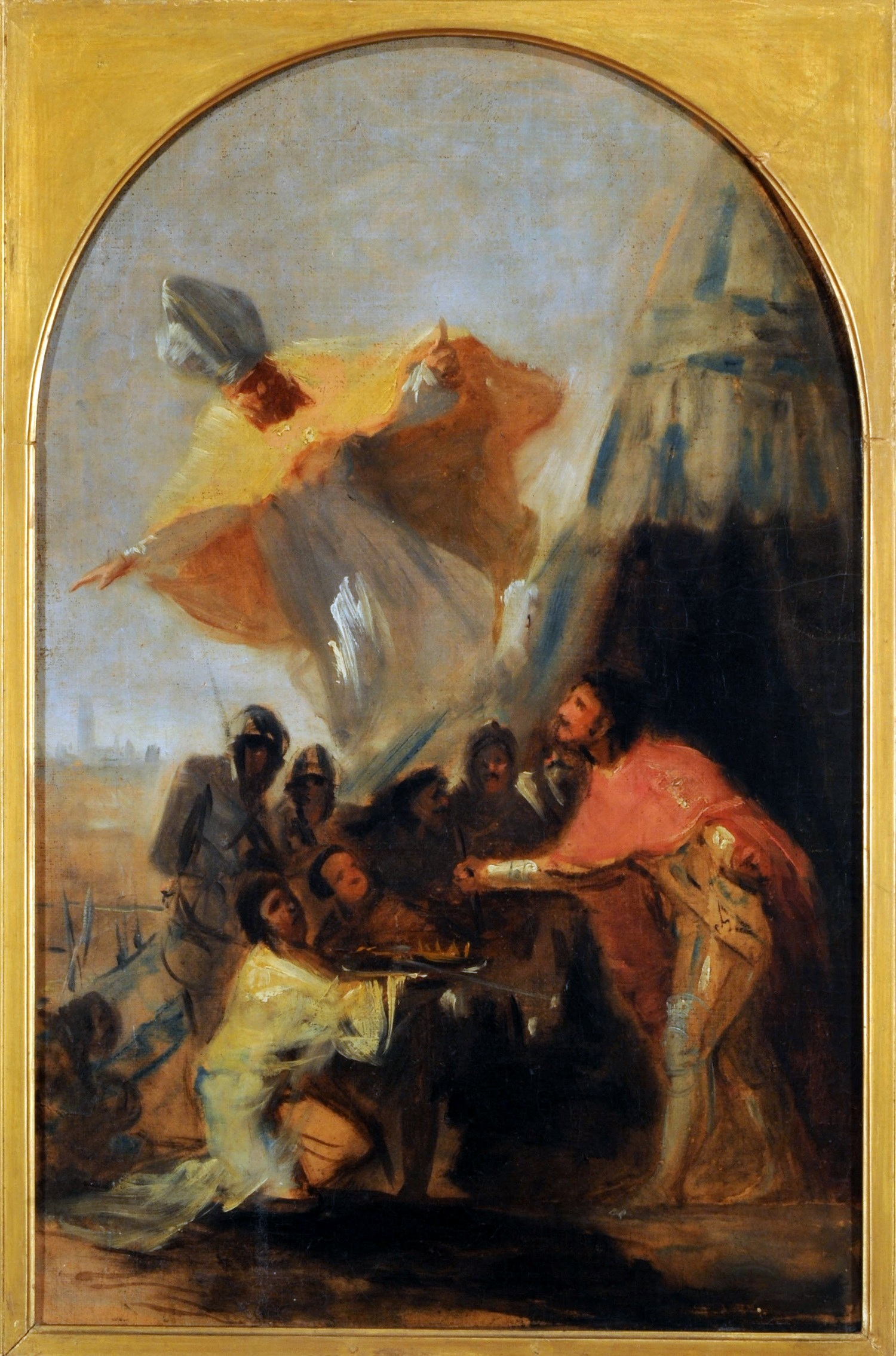
Francisco Goya, Apparizione di Sant'Isidoro al re Fernando III Il Santo, dinanzi alle mura di Siviglia, 1798~1800

Gli storici e i critici non sono ancora riusciti a ricostruire nella sua complessità il corpus delle fonti cui Isidoro attinse: scrittori classici e della tarda romanità, autori ecclesiastici, precedenti florilegi e lessici, ecc. Altre opere: Differentiae, sulle differentiae verborum (lib. I) e differentiae rerum (II); Allegoriae, spiegazioni "spirituali" di espressioni e nomi biblici; De ortu et obitu Patrum qui in Scriptura laudibus efferuntur, brevi biografie di personaggi biblici; In libros Veteris et Novi Testamenti prooemia; De Veteri et Novo Testamento quaestiones; Liber numerorum qui in sanctis scripturis occurrunt; Mysticorum expositiones sacramentorum seu quaestiones in Vetus Testamentum; De fide catholica ac Veteri et Novo Testamento contra Iudaeos; Sententiarum libri tres (o De summo bono), manuale di dottrina e di pratica cristiana ispirato soprattutto a Sant'Agostino e San Gregorio Magno; De ecclesiasticis officiis, utilissimo per le descrizioni delle funzioni ecclesiastiche nella Chiesa gotica del VII secolo, dove il confronto con i passaggi sul rito mozarabico, chiarisce che l'Antifona e il Responsorio li riferisce specificamente alle funzioni di quel rito cristiano; Synonyma, de lamentatione animae peccatricis, guida spirituale, una delle opere più interessanti di Isidoro; De ordine creaturarum; De natura rerum; Chronicon, sulle sei età del mondo, dalla creazione fino al 612 (654 dell'era spagnola); Historiae dei Goti (Visigoti) con appendici sui Vandali e sugli Svevi, fonte molto utile per la storia di Spagna; De viris illustribus; Regula monachorum; alcune Epistolae.

### Letteratura latina cristiana nel Basso Medioevo (XI - XV secolo)

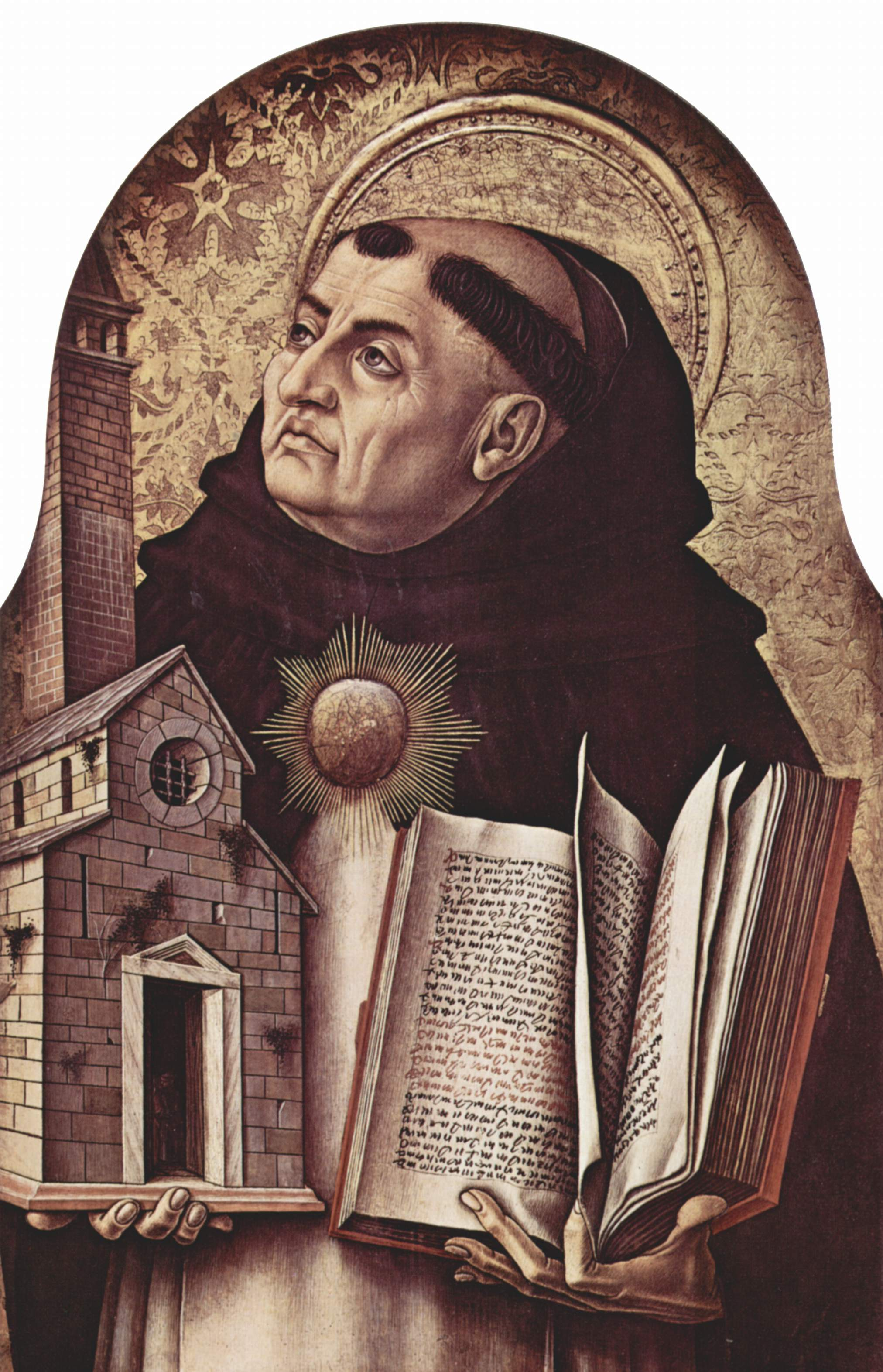
Tommaso d'Aquino dipinto da Carlo Crivelli.

Il processo di diminuzione dell'uso della lingua latina in letteratura si fa ancora più pesante nell'ultima fase: generalmente tutta la produzione volgare è in continuo aumento, in particolare nella poesia dove ha ormai dominio quasi totale. La cultura subisce un nuovo percorso di laicizzazione, le cui forze non sono però in contrasto con la chiesa; il clero perde il suo ruolo di depositario della cultura, mentre al contrario i nuovi ordini religiosi di San Francesco e San Domenico raggrupperanno alcune tra le menti più fulgide. Tutta la letteratura dei due secoli precedenti viene riesaminata e valutata con un invidiabile spirito critico, si raccolgono tutti gli elementi di valore e si cerca di catalogare ogni produzione culturale in summae, itineraria, specula, dicta e opiniones, etc.. Il XII secolo si presenta come uno dei più grandiosi nella storia della cultura medievale, basilare per la comprensione della futura storia europea. Nella prosa la produzione filosofico-teologica la fa da padrone, anche alla luce dell'acquisizione delle opere di Aristotele: sullo Stagirita si muovono le differenti interpretazioni, tomiste, averroistiche, platonico-agostiniane e scientifico-sperimentali. Le maggiori opere in tale genere sono l'Itinerarium mentis in Deum di Bonaventura da Bagnoregio e soprattutto la Summa theologiae di Tommaso d'Aquino, mentre nel campo dell'esegesi si aggiungono ai due Alberto Magno e Gioacchino da Fiore; da quest'ultimo scaturisce un filone di letteratura spirituale mistica, legato soprattutto all'Ordine francescano, cui appartengono Ubertino da Casale e Angela da Foligno. La produzione laica si dipana sulle arti del trivio, oltre che sulla medicina, il diritto e la storiografia: tra i nomi da citare vi sono Accursio, Pietro d'Abano, Cecco d'Ascoli, Leonardo Fibonacci, Giovanni Villani, Vincenzo di Beauvais e Salimbene de Adam. Chiudono lo scenario della prosa latina medievale le opere di Dante Alighieri, il De vulgari eloquentia e il De Monarchia. Nella poesia religiosa spiccano ancora San Tommaso e Jacopone da Todi; una certa forza ha anche la poesia storica, mentre attorno ad esse trionfa la poesia in volgare. In alcuni centri e scuole permane il desiderio di studiare la letteratura classica, il quale spingerà poi la storia europea verso l'Umanesimo.

## Autori cristiani nel Medioevo Tardo

### La restaurazione della natura umana
Riguardo al suo pensiero teologico e filosofico, Bernardo esprime sul piano morale un orientamento ispirato, apparentemente, al pessimismo: 

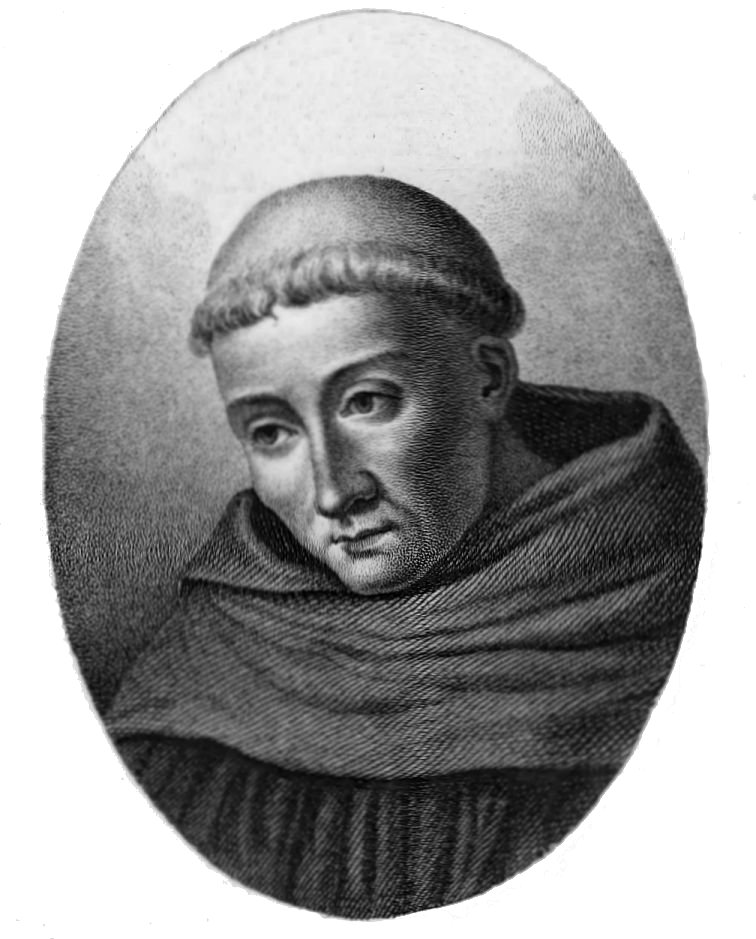
Bernardo di Chiaravalle

San Bernardo, dunque, combatte alcune tesi del suo tempo, come la teoria secondo la quale i discendenti di Adamo ed Eva non abbiano in sé un «peccato originale» sin dalla nascita, ma solo un «malum poenae», un «male di pena». Bernardo dice anche: 

Ciò, evidentemente non è una giustificazione al peccato stesso, ma una spiegazione della miseria umana che nei nostri peccati si rivela, ma che è originata dal peccato originale che in ciascuno è impresso come un marchio. Dunque, la questione fondamentale è restaurare la natura umana, per riportare l'uomo al suo stato di «figlio di Dio», e dunque «essere eterno» nella beatitudine del Padre. Poiché ognuno porta in sé il peccato originale, però, nessuno può restaurare la propria natura da solo, ma può farlo solamente attraverso la «mediazione» di Cristo, che è «Sotèr» (Σωτὴρ, cioè «Salvatore»), proprio in quanto per noi è morto, espiando al nostro posto quel peccato originale che nessun altro poteva espiare, essendone sottoposto. Nella sua opera De gradibus humilitatis et superbiae, tuttavia, dice che, per avere la «mediazione» di Cristo, l'uomo deve superare l'«io di carne», deve limitare e poi annullare la superbia e l'amore di sé, attraverso l'umiltà. Contro di sé, dunque, deve porre l'amore di Dio, poiché solo col Suo amore si ottiene anche la Sua vera intelligenza, e solo con esso 

### I quattro gradi dell'amore
Nel De diligendo Deo, San Bernardo continua la spiegazione di come si possa raggiungere l'amore di Dio, attraverso la via dell'umiltà. La sua dottrina cristiana dell'amore è originale, indipendente dunque da ogni influenza platonica e neoplatonica. Secondo Bernardo esistono quattro gradi sostanziali dell'amore, che presenta come un itinerario, che dal sé esce, cerca Dio, ed infine torna al sé, ma solo per Dio. I gradi sono:

1) L'amore di se stessi per sé: 

2) L'amore di Dio per sé: 

3) L'amore di Dio per Dio: 

4) L'amore di sé per Dio: 
(San Bernardo di Chiaravalle, De diligendo Deo, cap. XV)
Nel De diligendo Deo, dunque, San Bernardo presenta l'amore come una forza finalizzata alla più alta e totale fusione in Dio col Suo Spirito, che, oltre ad essere sorgente d'ogni amore, ne è anche «foce», in quanto il peccato non sta nell'«odiare», ma nel disperdere l'amore di Dio verso il sé (la carne), non offrendolo così a Dio stesso, Amore d'amore.

### Mariologia di San Bernardo
Il 24 maggio 1953 papa Pio XII scrisse la sua venticinquesima enciclica, dal titolo Doctor Mellifluus, dedicata a San Bernardo di Chiaravalle.
«Il dottore mellifluo ultimo dei padri, ma non certo inferiore ai primi, si segnalò per tali doti di mente e di animo, cui Dio aggiunse abbondanza di doni celesti, da apparire dominatore sovrano nelle molteplici e troppo spesso turbolente vicende della sua epoca, per santità, saggezza e somma prudenza, consiglio nell'agire.» Questo è l'incipit dell'enciclica, i cui punti chiave sono il ruolo del papato e la mariologia.
Nei suoi tempi confusi, San Bernardo pregava per l'intercessione di Maria, alla stessa maniera, sostiene il Papa, è necessario nei tempi moderni tornare a pregare Maria per la pace e la libertà della Chiesa e delle nazioni.
Nell'enciclica sono riportati tre temi centrali della mariologia di San Bernardo: come egli spiega la verginità di Maria (la "Stella del Mare"), come pregare la Vergine e come confidare in Maria come mediatrice.
- «È detta Stella del mare e la denominazione ben si addice alla Vergine Madre. Ella con la massima convenienza è paragonata ad una stella; perché come la stella sprigiona il suo raggio senza corrompersi, così la Vergine partorisce il Figlio senza lesione della propria integrità.»
- «Se insorgono i venti delle tentazioni, se incappi negli scogli delle tribolazioni, guarda la stella, invoca Maria. Se sei sballottato dalle onde della superbia, della detrazione, dell'invidia: guarda la stella, invoca Maria.»
- «Se tu la segui, non puoi deviare; se tu la preghi, non puoi disperare; se tu pensi a lei, non puoi sbagliare. Se ella ti sorregge, non cadi; se ella ti protegge, non hai da temere; se ella ti guida, non ti stanchi; se ella ti è propizia, giungerai alla meta.»

### La lotta contro gli infedeli
Questa opera fu composta tra il 1128, anno del concilio di Troyes ed il 1136, anno della morte di Ugo di Payns, Maestro dell'Ordine dei Templari, cui fu dedicata l'opera, come exhortatorius sermo ad Milites Templi, riprendendo l'espressione del Santo nel Prologo dell'opera.
Esso nacque in risposta alle pressioni che vennero fatte dallo stesso Ugo di Payns, affinché venisse chiarito il ruolo del miles Christi e la sua sostanziale differenza con gli appartenenti saecularis militia, come la definisce San Bernardo, che serba parole dure nei suoi confronti: «Tra voi null'altro provoca le guerre se non un irragionevole atto di collera, desiderio d'una gloria vana, bramosia di qualche bene terreno. E certamente per tali motivi non è senza pericolo uccidere o morire» (D.L., II, 3).
San Bernardo indica la figura del Cavaliere del Tempio, come un monaco-guerriero, che fa uso di due spade: una, da impiegarsi nella lotta contro il Male, una lotta prettamente interna alla persona e spirituale, e l'altra da porre in difesa degli ultimi ed oppressi, che erano i pellegrini sottoposti alle angherie dei saraceni, i quali ne attaccavano spesso i convogli. 
Il tema del malicidio in San Bernardo non è da trattarsi come sterminio dell'infedele, anzi, lo stesso Santo nel corso dell'opera dice: «Vi è tuttavia chi uccide un uomo non per desiderio di vendetta né per brama di vittoria ma solo per salvare la propria vita. Ma neppure questa affermerò essere una buona vittoria: dei due mali il minore è morire nel corpo che nell'anima» (D.L., I, 2). E ancora: «Certo non si dovrebbero uccidere neppure gli infedeli se in qualche altro modo si potesse impedire la loro eccessiva molestia e l'oppressione di fedeli. Ma nella situazione attuale è meglio che essi vengano uccisi piuttosto che lasciare la verga dei peccatori sospesa sulla sorte dei giusti e affinché i giusti non spingano le loro azioni fino all'iniquità» (D.L., III, 4).
Tutto il sermone procede per distinzioni ed indica la via che poi seguirà l'Ordine dei Templari, adempiendo alla propria Regola. Un ordine di monaci-guerrieri, che deve prima recte scire, poi recte agere, in concordia con Cristo Re, per il quale il Cavaliere vince: «Affermo dunque che il Cavaliere di Cristo con sicurezza dà la morte ma con sicurezza ancora maggiore cade. Morendo vince per sé stesso, dando la morte vince per Cristo.» (D.L., 3).
Opere di Bernardo:
- De consideratione libri quinque ad Eugenium III (Cinque libri sulla considerazione a Eugenio III)
- De diligendo Deo (Dio dev'essere amato)
- De gradibus humilitatis et superbiae (I gradi dell'umiltà e della superbia)
- De Gratia et libero arbitrio (La Grazia e il libero arbitrio)
- De laude novae militiae ad Milites Templi (La lode della nuova milizia ai Soldati del Tempio)
- De laudibus Virginis Matris (Le lodi della Vergine Madre)
- Contemplazione della Passione secondo le ore canoniche
- Expositio in Canticum Canticorum (Commento al Cantico dei Cantici)
- Meditazione sopra il pianto di Nostra Donna
- Sermones (Sermoni)
- Sermones de tempore (Sermoni sul tempo)
- Sermones super Cantica Canticorum (Sermoni sul Cantico dei Cantici)
- Epistola De cura rei familiaris (Epistola sul buon governo della famiglia; attr.)
- Sermo de miseria humana (Sermone sulla miseria umana)
- Tractatus de interiori domo seu de conscientia aedificanda (Trattato sulla casa interiore o la coscienza che dev'essere edificata)
- Varia et brevia documenta pie seu religiose vivendi (Vari e brevi documenti del vivere piamente o religiosamente)
- Visione contemplativa

### Santa Ildegarda di Bingen
Nacque, ultima di dieci fratelli, a Bermersheim vor der Höhe, vicino ad Alzey, nell'Assia Renana, nell'estate del 1098, un anno prima che i crociati conquistassero Gerusalemme.

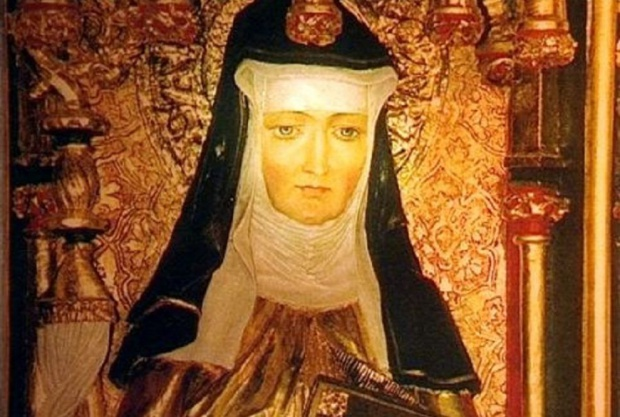
Ildegarda di Bingen

Le visioni di Ildegarda sarebbero iniziate in tenera età e avrebbero contrassegnato un po' tutta la sua esistenza. All'età di otto anni, a causa della sua cagionevole salute, era stata messa nel convento di Disibodenberg dai nobili genitori, Ildeberto e Matilda di Vendersheim, dove fu educata da Jutta di Sponheim, giovane aristocratica ritiratasi in monastero. Prese i voti tra il 1112 e il 1115 dalle mani del vescovo Ottone di Bamberga.
Ildegarda studiò sui testi dell'enciclopedismo medievale di Dionigi l'Areopagita e Agostino. Iniziò a parlare – e a scrivere –delle sue visioni (che definiva «visioni non del cuore o della mente, ma dell'anima») solo intorno al 1136 quando aveva ormai quasi quarant'anni.
Trasferitasi nel monastero di Rupertsberg, da lei stessa fondato nel 1150 le cui rovine furono rimosse nel 1857 per lasciare posto a una ferrovia, si dice facesse vestire sfarzosamente le consorelle, adornandole con gioielli, per salutare con canti le festività domenicali. Nella sua visione religiosa della creazione, l'uomo rappresentava la divinità di Dio, mentre la donna idealmente personificava l'umanità di Gesù. Nel 1165 fonderà un altro monastero, tuttora esistente e floridissimo centro religioso-culturale, dal lato opposto del Reno ad Eibingen. Il monastero è visitabile e nella Chiesa si possono ammirare gli affreschi che ritraggono i momenti più salienti della vita di Ildegarda e i segni straordinari che accompagnarono il momento del suo trapasso avvenuto il 17 settembre 1179.
Nell'arco di una dozzina di anni, tra la fine del 1159 e il 1170, compì quattro viaggi pastorali predicando nelle cattedrali di Colonia, Treviri, Liegi, Magonza, Metz e Würzburg.
Opere
La cosiddetta "trilogia profetica" di Ildegarda è costituita da:
- Scivias, terminato nel 1151 (ed. Hildegardis Scivias, A. Führkötter - A. Carlevaris, CCCM, XLIII; XLIIIA, Turnhout, 1978).
- Liber vitae meritorum, iniziato nel 1158 (ed. Sanctae Hildegardis Opera, J.B. Pitra, Monte Cassino, 1882).
- Liber divinorum operum, terminato nel 1174 (ed. Liber divinorum operum simplicis hominis, in Patrologia Latina, vol. 197).

Gli scritti naturalistici di Hildegard sono riuniti nel
- Liber subtilitatum diversarum naturarum creaturarum, che nella tradizione manoscritta fu poi smembrato in due parti:

a) Physica o Liber simplicis medicinae (edd. C. Daremberg e F. A. Reuss, in Patrologia Latina, vol. 197, che rappresenta il testo del manoscritto parigino; il «Frammento berlinese» è stato edito da H. Schipperges, «Sudhoffs Archiv» 40 (1956), 41-77).
b) Causae et curae o Liber compositae medicinae (Causae et curae, ed. P. Kaiser, Leipzig, 1903).
Le altre opere sono:
- Ordo virtutum (1152), la prima sacra rappresentazione del Medioevo (ed. Peter Dronke, Poetic Individualities in the Middle Ages, Oxford, 1970).
- Symphonia harmoniae celestium revelationum, databile al (1151-1158) (ed. Hildegard von Bingen: Lieder, edd. P. Barth, M.-I. Ritscher e J. Schmidt-Gorg, Salzburg, 1969), che contiene le liriche musicate da Ildegarda;
- Epistolae: ed. in Patrologia Latina, vol. 197; altre lettere in J. B. Pitra, Sanctae Hildegardis Opera, Monte Cassino, 1882; le lettere del manoscritto di Stoccarda sono state edite da F. Haug in «Revue Bénédictine» 43 (1931), 59-71; altre lettere dal manoscritto B sono state edite da Peter Dronke in Women Writers of the Middle Ages, Cambridge, 1984, 256-64.
- Vita Sancti Disibodi
- Vita Sancti Reperti
- Expositio Evangeliorum
- Explanatio Simboli S. Athanasii
- Explanatio Regulae Sancti Benedicti
- Lingua Ignota, Litterae ignotae: J. B. Pitra, Sanctae Hildegardis Opera, Monte Cassino, 1882 e in Patrologia Latina, vol. 197.

L'opera omnia di Ildegarda, nell'edizione della Patrologia Latina del Migne, è consultabile online, con indici analitici.

### Opera omniadi Sant'Alberto Magno

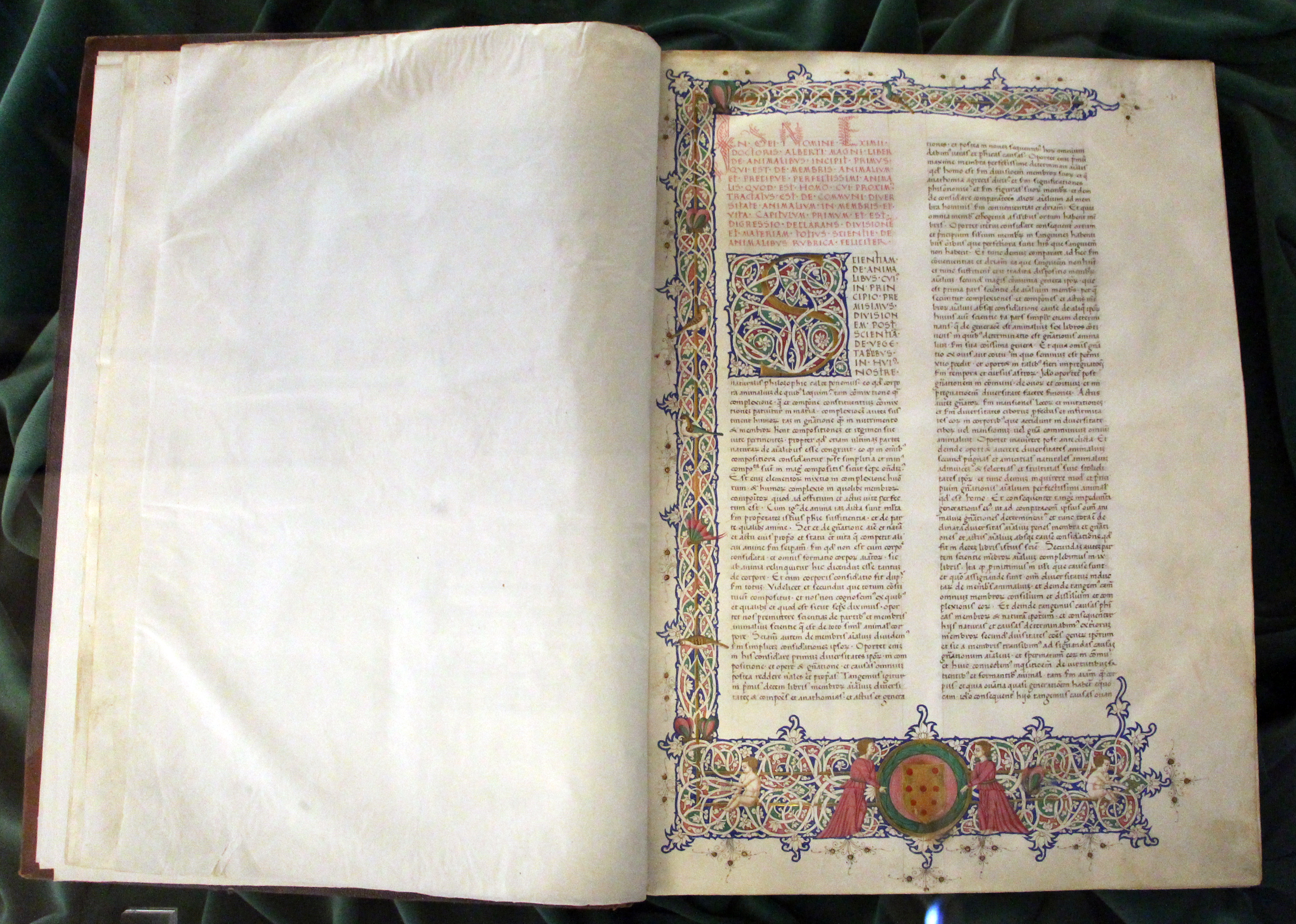
De animalibus (1450-1500 ca., cod. fiesolano 67, Biblioteca Medicea Laurenziana)

Sono state pubblicate due edizioni dell'Opera Omnia di Alberto, la prima a Lione nel 1651 a cura di Padre Pietro Jammy, O.P., l'altra a Parigi (Louis Vivès) nel 1890-99, sotto la direzione dell'Abate Auguste Borgnet dell'Arcidiocesi di Reims.
Una nuova edizione critica (Editio Coloniensis) è in corso di pubblicazione a cura dell'Albertus-Magnus-Institut; sono previsti 41 volumi, di cui 29 sono già stati pubblicati.
La cronologia delle opere fu stilata da Paul von Loë nella sua Analecta Bollandiana (De Vita et scriptis B. Alb. Mag., XIX, XX e XXI). La sequenza logica, invece, fu estrapolata da Padre Mandonnet, O.P., nel Dictionnaire de théologie catholique. L'elenco che segue indica gli argomenti dei vari trattati, i numeri si riferiscono ai volumi dell'edizione Borgnet.
- Logica:
  - Vol. 1:
  - Super Porphyrium De V universalibus
  - De praedicamentis
  - De sex principiis
  - Peri hermeneias
  - Analytica priora
  - Vol. 2:
  - Analytica posteriora
  - Topica
  - De sophisticis elenchis
- Scienze fisiche:
  - Physicorum (3);
  - De Coelo et Mundo ("Il cielo e il mondo") (4);
  - De Generatione et Corruptione ("La generazione e la corruzione") (4);
  - Meteororum (4);
  - De Mineralibus ("I minerali") (5);
  - De Natura locorum (9);
  - De passionibus aeris (9).
- Biologia:
  - De vegetabilibus et plantis ("I vegetali e le piante") (10);
  - De animalibus ("Gli animali") (11-12);
  - De motibus animalium ("I moti degli animali") (9);
  - De nutrimento et nutribili ("Il nutrimento e il nutribile") (5);
  - De aetate ("L'età") (9);
  - De morte et vita ("La morte e la vita") (9);
  - De spiritu et respiratione ("Lo spirito e la respirazione") (9).
- Psicologia:
  - De Anima ("L'anima") (5);
  - De sensu et sensato ("Il senso e il sensato") (5);
  - De Memoria, et reminiscentia (5);
  - De somno et vigilia (5);
  - De natura et origine animae (5);
  - De intellectu et intelligibili ("L'intelletto e l'intelligibile") (5);
  - De unitate intellectus contra Averroistas ("L'unità dell'intelletto contro gli Averroisti") (9).
- Philosophia pauperum ("Filosofia dei poveri") (21):
  - Morale e Politica:
    - Ethicorum (7);
    - Politicorum (8).

  - Metafisica:
    - Metaphysicorum ("Metafisica") (6);
    - De causis et processu universitatis (10).

  - Teologia:
    - Commentario su Dionigi l'Areopagita (14);
    - Commentario alle Sentenze di Pietro Lombardo (25-30);
    - Summa Theologiae (31-33);
    - Summa de creaturis (34-35);
    - De sacramento Eucharistiae ("Il sacramento dell'Eucaristia") (38);
    - Super evangelium missus est (37).

  - Esegesi:
    - Commentari sui Salmi e sui Profeti (15-19);
    - Commentari sui Vangeli (20-24);
    - Sull'Apocalisse (38).

  - Sermoni:
    - De quindecim problematibus ("Su quindici problemi"), edito dal Mandonnet nel suo Siger de Brabant (Friburgo, 1899).

Opere dubbi e spurie:
I volumi 13, 15, 16, 17, 36 e 37 dell'edizione Borgnet contengono solo opere non autentiche.
- De apprehensione (5);
- Speculum astronomiae ("Specchio di astronomia") (5);
- De alchimia (38);
- Scriptum super arborem Aristotelis (38);
- Paradisus animae (37);
- Liber de Adhaerendo Deo ("Il dover accostarsi a Dio") (37);
- De Laudibus Beatae Virginis (36);
- Biblia Mariana (37);
- Compendium theologicae veritatis ("Compendio della verità teologica");
- De causis et proprietatibus elementorum ("Le cause e le proprietà degli elementi");
- De erroribus philosophorum ("Gli errori dei filosofi");
- De fato ("Il fato");
- De lapidibus ("Le pietre");
- De praedicabilibus ("Le cose lodevoli");
- De praedicamentis ("Le categorie");
- In categorias Aristotelis ("Nelle categorie di Aristotele");
- Super geometriam Euclidis ("Sulla geometria di Euclide").

### Sant'Anselmo d'Aosta

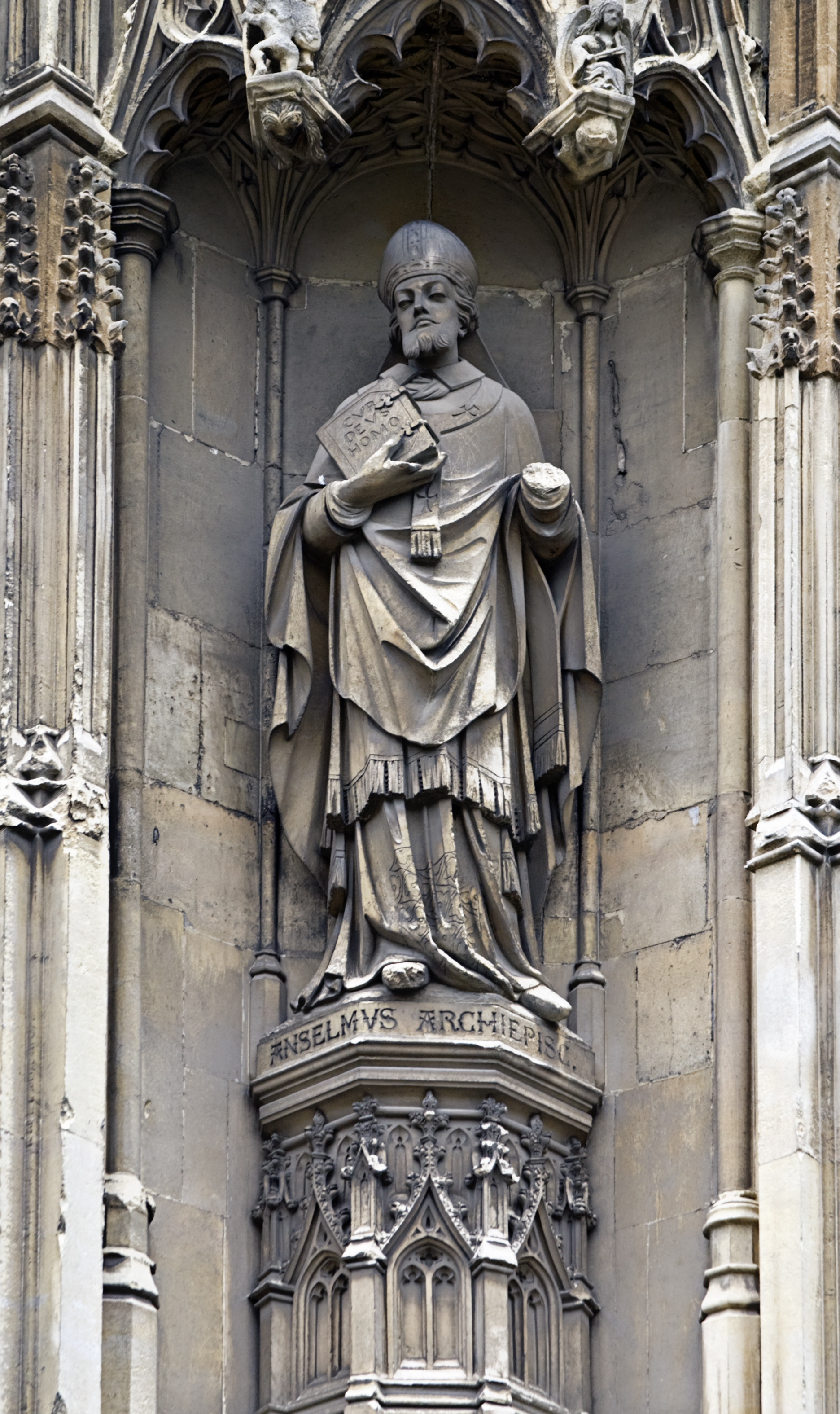
Sant'Anselmo in una statua della Cattedrale di Canterbury

Nato da una nobile famiglia di Aosta, se ne allontanò poco più che ventenne per seguire la vocazione religiosa; divenne monaco nell'abbazia di Notre-Dame du Bec e, grazie alle sue qualità di uomo di fede e fine intellettuale ne divenne presto priore, e quindi abate. Si rivelò un abile amministratore e, avendo intrattenuto alcune relazioni con il regno d'Inghilterra, all'età di 60 anni ricevette l'importante carica di arcivescovo di Canterbury. Negli anni successivi, dapprima sotto il regno di Guglielmo II, quindi di Enrico I, ricoprì un ruolo rilevante nella lotta per le investiture che vedeva contrapposti i sovrani d'Inghilterra e il papato. Grazie al suo lavoro politico e diplomatico, svolto in accordo con il programma riformista gregoriano e finalizzato a garantire alla Chiesa l'autonomia dal potere politico, la questione si risolse infine con un compromesso piuttosto vantaggioso per i religiosi.
La riflessione filosofica e teologica di Anselmo, caratterizzata dal primario ruolo riconosciuto alla ragione nell'approfondimento e nella comprensione dei dati di fede, si articolò su diversi problemi: dimostrazioni a priori e a posteriori dell'esistenza di Dio, indagini sui suoi attributi, analisi di questioni di dialettica e di logica sulla verità e sulla conoscibilità di Dio, studio di problemi dottrinali come quello circa la Trinità o quelli legati al libero arbitrio, al peccato originale, alla grazia e in generale al male.
Anselmo venne canonizzato nel 1163 e proclamato dottore della Chiesa nel 1720 da papa Clemente XI (1649–1721).

#### Opere
- Monologion (1076)
- Proslogion (1077-1078)
- De grammatico (1080-1085)
- De veritate (1080-1085)
- De libertate arbitrii (1080-1085)
- De casu diaboli (1080-1090)
- Epistola de incarnatione Verbi (1092-1094)
- Cur Deus homo (1094-1098)
- De conceptu virginali et de peccato originali (1099-1100)
- Meditatio de humana redemptione (1099-1100)
- De processione Spiritus Sancti (1100-1102)
- Epistola de sacrificio azymi et fermentati (dopo il 1103)
- Epistola de sacramentis Ecclesiae (dopo il 1103)
- De concordia praescientiae et praedestinationis et gratiae Dei cum libero arbitrio (1107-1108)
- De potestate et impotentia, possibilitate et impossibilitate, necessitate et libertate (incompiuto)
- Orationes sive meditationes
- Epistolae

### Cantico delle Creaturedi San Francesco d'Assisi

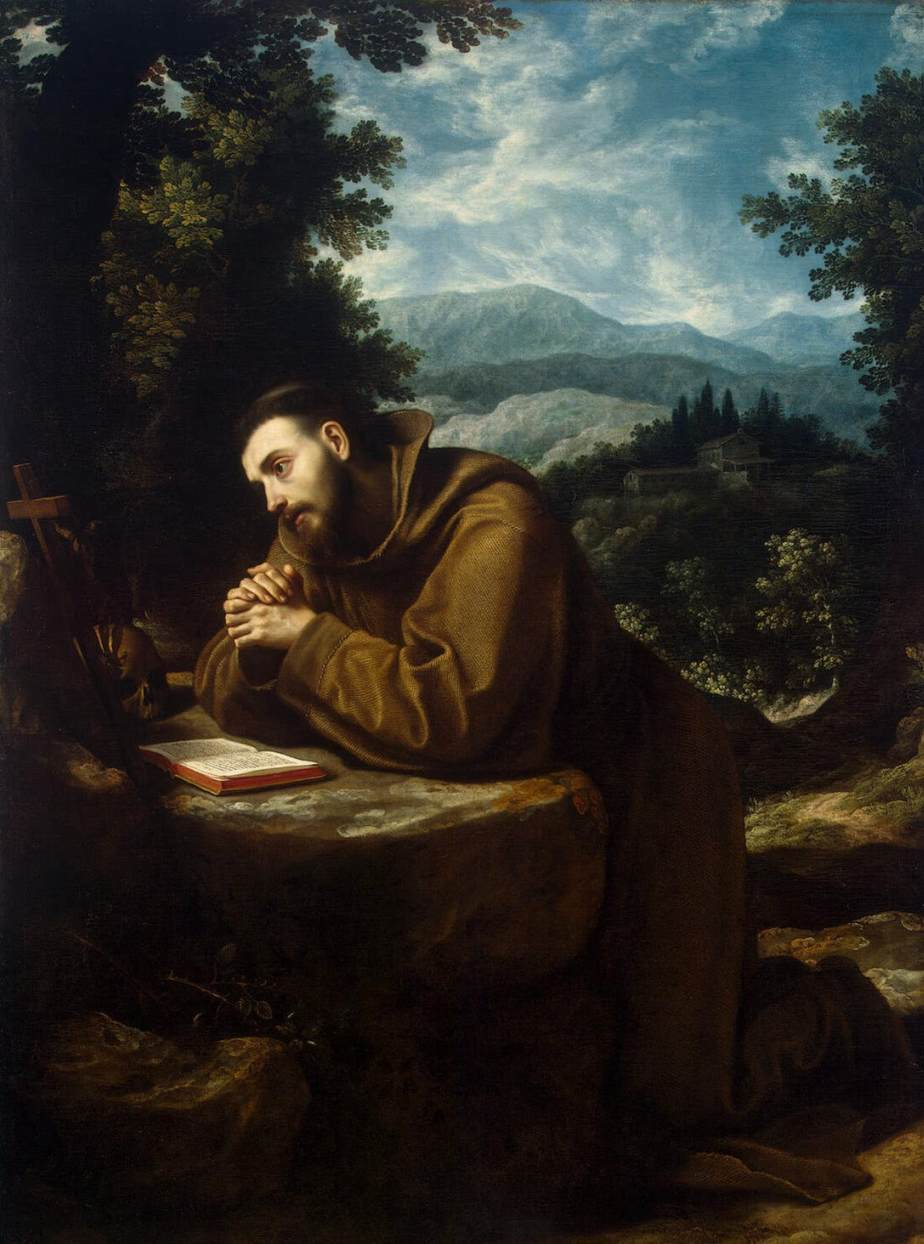
San Francesco

Il Cantico è una lode a Dio che si snoda con intensità e vigore attraverso le sue opere, divenendo così anche un inno alla vita; è una preghiera permeata da una visione positiva della natura, poiché nel creato è riflessa l'immagine del Creatore: da ciò deriva il senso di fratellanza fra l'uomo e tutto il creato, che molto si distanzia dal contemptus mundi, dal distacco e disprezzo per il mondo terreno, segnato dal peccato e dalla sofferenza, tipico di altre tendenze religiose medioevali (come quella instaurata da Jacopone da Todi). La creazione diventa così un grandioso mezzo di lode al Creatore.
Composto in volgare umbro del XIII secolo (folta la presenza di -u finale - plurale di terza persona in -ano "konfano" - l'epitesi di ène - la congiunzione ka - il verbo "mentovare"), con influssi toscani e francesi, e latinismi. Alcuni latinismi sono puramente grafici, causa di ricorrenti errori di lettura, come ad esempio la dentale doppia ct (tucte, fructi = tutte, frutti) e il grafema cti di sanctissime (=santissime). La critica ha discusso a lungo, senza precise conclusioni, il valore da attribuire alla preposizione "per": il suo uso è infatti centrale nella definizione della natura "laudatoria" del componimento. Numerose le interpretazioni che ne sono state date: 1) valore causale; 2) strumentale; 3) agente; 4) mediale; 5) di stato in luogo; 6) circostanziale.
Il Cantico ha la forma di prosa ritmica assonanzata. Il testo era fornito di accompagnamento musicale, composto dallo stesso Francesco, oggi perduto. La semplicità del sentimento espresso è rispecchiata da una sintassi semplice, nella quale i termini sono spesso coordinati per polisindeto (esempio: "et per aere et nubilo et sereno et onne tempo", verso 13) e gli aggettivi sono numerosi. I versetti sono raggruppati in piccoli blocchi facilmente riconoscibili, differenziati dal punto di vista tematico. L'omogeneità di tali blocchi è assicurata da calcolati artifici formali, che la critica moderna ha riabilitato come raffinati e attenti, non ingenui come si pensava in epoca romantica.

### San Tommaso d'Aquino e laSumma Theologiae

Summa Theologiae di Tommaso d'Aquino

Tommaso rappresenta uno dei principali pilastri teologici e filosofici della Chiesa cattolica: egli è anche il punto di raccordo fra la cristianità e la filosofia classica, che ha i suoi fondamenti e maestri in Socrate, Platone e Aristotele, e poi passati attraverso il periodo ellenistico, specialmente in autori come Plotino. Fu allievo di sant'Alberto Magno, che lo difese quando i compagni lo chiamavano "il bue muto" dicendo: «Ah! Voi lo chiamate il bue muto! Io vi dico, quando questo bue muggirà, i suoi muggiti si udranno da un'estremità all'altra della terra!».
La Summa Theologiae è la più famosa delle opere di Tommaso d'Aquino. Fu scritta negli anni 1265–1274, negli ultimi anni di vita dell'autore; la terza e ultima parte rimase incompiuta.
È il trattato più famoso della teologia medioevale e la sua influenza sulla filosofia e sulla teologia posteriore, soprattutto nel cattolicesimo, è incalcolabile.
Concepita come un manuale per lo studio della teologia più che come opera apologetica di polemica contro i non cattolici, nella struttura dei suoi articoli è una esemplificazione tipica dello stile intellettuale della scolastica. Deriva da un'opera anteriore, la Summa Contra Gentiles, che era di contenuto più apologetico.
Tommaso la scrive tenendo presenti le fonti propriamente religiose, cioè la Bibbia e i dogmi della chiesa cattolica, ma anche le opere di alcuni autori dell'antichità: Aristotele è l'autorità massima in campo filosofico, e Agostino di Ippona in campo teologico. Sono citati frequentemente anche Pietro Lombardo, teologo e autore del manuale usato all'epoca, gli scritti del secolo V del Pseudo-Dionigi l'Areopagita, Avicenna e Mosè Maimonide, studioso giudeo non molto anteriore a Tommaso, del quale egli ammirava l'applicazione del metodo investigativo.

### Bonaventura da Bagnoregio e il suo pensiero

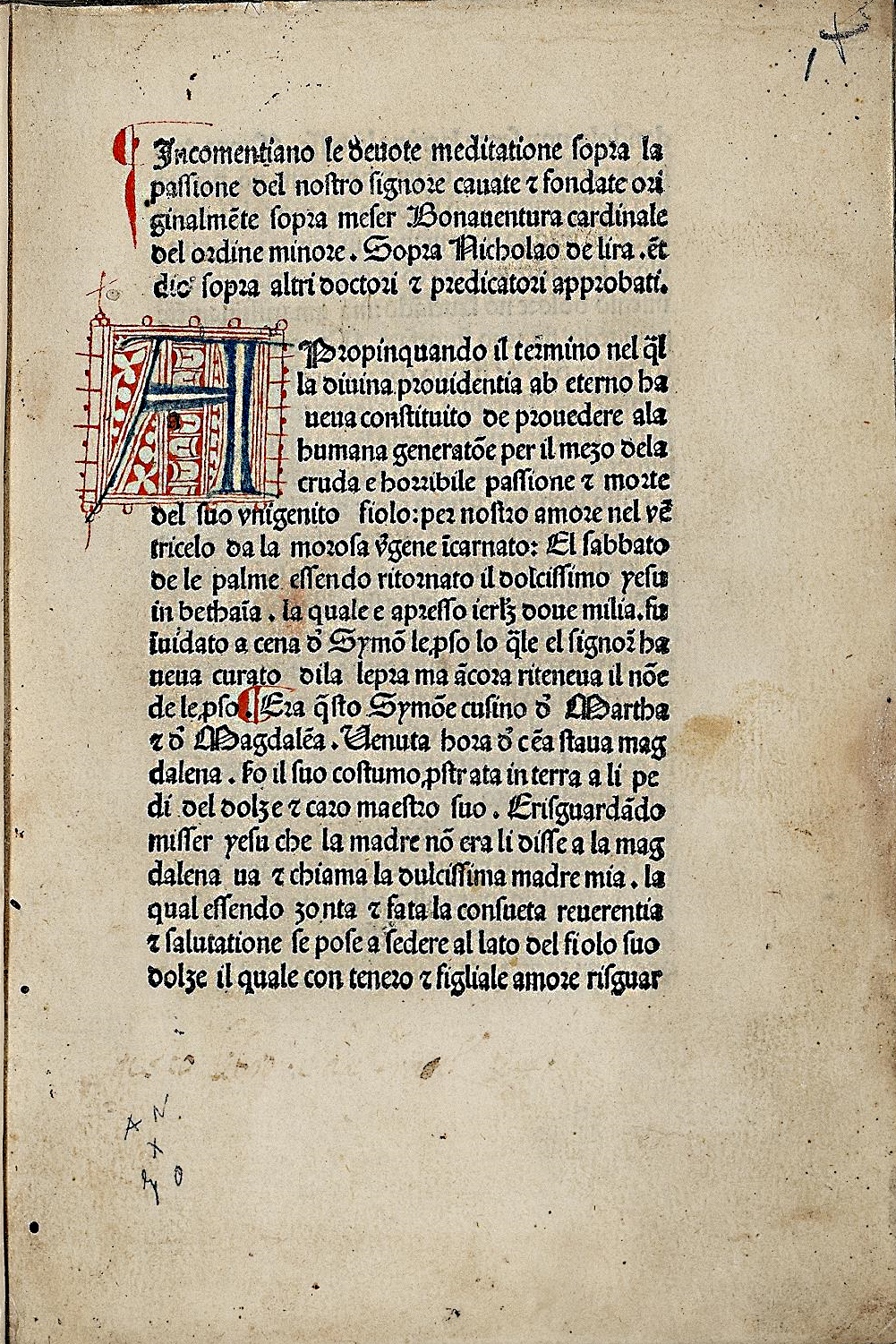
Frontespizio delle Meditationes

Bonaventura è considerato uno dei pensatori maggiori della tradizione francescana, che anche grazie a lui si avviò a diventare una vera e propria scuola di pensiero, sia dal punto di vista teologico che da quello filosofico. Difese e ripropose la tradizione patristica, in particolare il pensiero e l'impostazione di sant'Agostino. Egli combatté apertamente l'aristotelismo, anche se ne acquisì alcuni concetti, fondamentali per il suo pensiero. Inoltre valorizzò alcune tesi della filosofia arabo-ebraica, in particolare quelle di Avicenna e di Avicebron, ispirate al neoplatonismo. Nelle sue opere ricorre continuamente l'idea del primato della sapienza, come alternativa ad una razionalità filosofica isolata dalle altre facoltà dell'uomo. Egli sostiene, infatti, che: 
Secondo Bonaventura è il Cristo la via a tutte le scienze, sia per la filosofia che per la teologia.
Il progetto di Bonaventura è una riduzione (reductio artium) non nel senso di un depotenziamento delle arti liberali, bensì della loro unificazione sotto la luce della verità rivelata, la sola che possa orientarle verso l'obiettivo perfetto a cui tende imperfettamente ogni conoscenza, il vero in sé che è Dio. La distinzione delle nove arti in tre categorie, naturali (fisica, matematica, meccanica), razionali (logica, retorica, grammatica) e morali (politica, monastica, economica) riflette la distinzione di res, signa ed actiones la cui verticalità non è altro che cammino iniziatico per gradi di perfezione verso l'unione mistica. La parzialità delle arti è per Bonaventura non altro che il rifrangersi della luce con la quale Dio illumina il mondo: prima del peccato originale Adamo sapeva leggere indirettamente Dio nel Liber Naturae (nel creato), ma la caduta è stata anche perdita di questa capacità.
Per aiutare l'uomo nel recupero della contemplazione della somma verità, Dio ha inviato all'uomo il Liber Scripturae, conoscenza supplementare che unifica ed orienta la conoscenza umana, che altrimenti smarrirebbe se stessa nell'autoreferenzialità.
Attraverso l'illuminazione della rivelazione, l'intelletto agente è capace di comprendere il riflesso divino delle verità terrene inviate dall'intelletto passivo, quali pallidi riflessi delle verità eterne che Dio perfettamente pensa mediante il Verbo.
Ciò rappresenta l'accesso al terzo libro, Liber Vitae, leggibile solo per sintesi collaborativa tra fede e ragione: la perfetta verità, assoluta ed eterna in Dio, non è un dato acquisito, ma una forza la cui dinamica si attua storicamente nella reggenza delle verità con le quali Dio mantiene l'ordine del creato. Lo svelamento di quest'ordine è la lettura del terzo libro che per segni di dignità sempre maggior avvicina l'uomo alla fonte di ogni verità.
La primitas divina o "primalità di Dio" è il sostegno a tutto l'impianto teologico di Bonaventura. Nella sua prima opera, il Breviloquium, egli definisce i caratteri della teologia affermando che, poiché il suo oggetto è Dio, essa ha il compito di dimostrare che la verità della sacra scrittura è da Dio, su Dio, secondo Dio ed ha come fine Dio. L'unita del suo oggetto determina come unitaria ed ordinata la teologia perché la sua struttura corrisponde ai caratteri del suo oggetto. Nella sua opera più famosa, l'Itinerarium mentis in Deum ("L'itinerario della mente verso Dio"), Bonaventura spiega che il criterio di valore e la misura della verità si acquisiscono dalla fede, e non dalla ragione (come sostenevano gli averroisti).
Da ciò fa conseguire che la filosofia serve a dare aiuto alla ricerca umana di Dio, e può farlo, come diceva sant'Agostino, solo riportando l'uomo alla propria dimensione interiore (cioè l'anima), e, attraverso questa, ricondurlo infine a Dio. Secondo Bonaventura, dunque, il «viaggio» spirituale verso Dio è frutto di una illuminazione divina, che proviene dalla «ragione suprema» di Dio stesso.
Per giungere a Dio, quindi, l'uomo deve passare attraverso tre gradi, che, tuttavia, devono essere preceduti dall'intensa ed umile preghiera, poiché: 
La "scala" dei 3 gradi dell'ascesa a Dio è simili alla "scala" dei 4 gradi dell'amore di Bernardo di Chiaravalle, anche se non uguale; tali gradi sono:
1) Il grado esteriore: 

2) Il grado interiore: 

3) Il grado eterno: 

Inoltre, afferma Bonaventura, in corrispondenza a tali gradi l'anima ha anche tre diverse direzioni: 
(San Bonaventura da Bagnoregio, Itinerarium mentis in Deum)
Dunque, per Bonaventura, l'unica conoscenza possibile è quella contemplativa, cioè la via dell'illuminazione, che porta a cogliere le essenze eterne, e ad alcuni permette persino di accostarsi a Dio misticamente. L'illuminazione guida anche l'azione umana, in quanto solo essa determina la sinderesi, cioè la disposizione pratica al bene.
Opere di Bonaventura
- Breviloquium (Breviloquio)
- Collationes de decem praeceptis (Raccolte su dieci precetti)
- Collationes de septem donis Spiritus Sanctis (Raccolte sui sette doni dello Spirito Santo)
- Collationes in Hexaemeron (Raccolte nei Sei Giorni della Creazione)
- Commentaria in quattuor libros sententiarum Magistri Petri Lombardi (Commentari in quattro libri delle sentenze del maestro Pietro Lombardo)
- De mysterio Trinitatis (Il mistero della Trinità; questione disputata)
- De perfectione vitae ad sorores (La perfezione della vita alle sorelle)
- De reductione artium ad theologiam (La riduzione della arti alla teologia)
- De Regno Dei descripto in parabolis evangelicis (Il Regno di Dio descritto nelle parabole evangeliche)
- De scientia Christi et mysterio Trinitatis (La conoscenza di Cristo ed il mistero della Trinità)
- De sex alis Seraphin (Le sei ali dei Serafini)
- De triplici via (La triplice via)
- Itinerarium mentis in Deum (Itinerario della mente verso Dio)
- Legenda majior Sancti Francisci (La leggenda maggiore di San Francesco)
- Legenda minor Sancti Francisci (La leggenda minore di San Francesco)
- Lignum vitae (L'Albero della vita)
- Officium de passione Domini (L'Ufficio della passione del Signore)
- Quaestiones de perfectione evangelica (Questioni sopra la perfezione evangelica)
- Soliloquium (Soliloquio)
- Summa theologiae (Complesso di teologia)
- Vitis mystica (La vite mistica)

### LaLegenda Aureadi Jacopo da Varagine

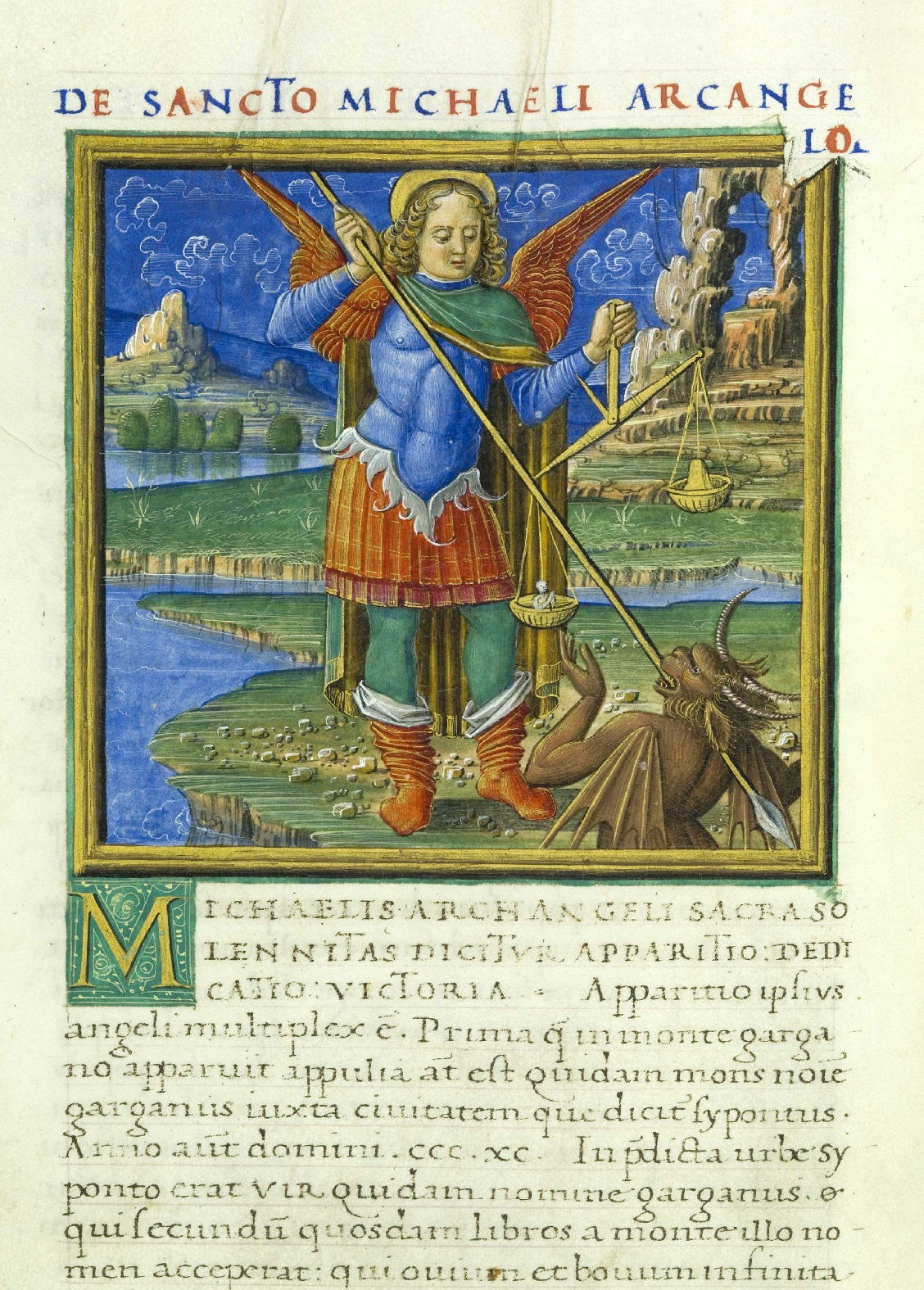
Miniatura dell'arcangelo Michele nella Legenda Aurea

L'opera ebbe un'ampia diffusione e un cospicuo seguito fino al XVII secolo. Sopravvivono circa 1400 codici manoscritti dell'opera, a testimonianza della sua enorme diffusione nel Medioevo, inferiore solo alla Bibbia, e della sua grande influenza culturale. La Legenda Aurea fu presto tradotta in volgare. Per il Medioevo ci sono rimaste dieci edizioni in italiano, diciotto in alto-tedesco, sette in basso tedesco, diciassette in francese, quattro in inglese, tre in ceco, dieci in olandese.
Altrettanto ampio fu il successo delle versioni a stampa, con quarantanove versioni fra il 1470 e il 1500, ventotto fra il 1500 e il 1530 e tredici fra il 1531 e il 1560.
Solo nel secolo successivo, con gli studi storiografici dei padri bollandisti, l'intero genere dei leggendari medievali fu screditato e con essi anche la Legenda Aurea venne dimenticata.
L'edizione critica più recente della Legenda Aurea è quella pubblicata nel 1998 (riedita nel 2007 con traduzione italiana e commento dei singoli capitoli) per le cure di Giovanni Paolo Maggioni.
In precedenza si utilizzava il testo stabilito da Graesse (Lipsia 1846).
L'opera appartiene al genere della agiografia. L'autore raccolse, in un santorale organizzato secondo l'anno liturgico, circa centocinquanta vite di santi. Privilegiò i santi antichi, ma senza trascurare la sua epoca. Le vite di santi sono intercalate con una trentina di capitoli dedicati alle principali feste cristologiche, mariane e liturgiche, più alcuni racconti legati alla Leggenda della Vera Croce.
L'originalità dell'opera consiste, secondo Jacques Le Goff, nella capacità di intrecciare il tempo liturgico (ciclo annuale) con quello lineare della successione dei santi (tempo santorale, in quanto i santi stessi diventano marcatori del tempo), e infine col tempo escatologico, nel quale l'umanità si dirige verso il Giudizio Universale. In sintesi, "il nostro domenicano vuole mostrare come solo il cristianesimo ha saputo strutturare e sacralizzare il tempo della vita umana per condurre l'umanità alla salvezza".
Le fonti utilizzate furono principalmente i leggendari dei domenicani Giovanni da Mailly e Bartolomeo da Trento. Il metodo seguito fu quello dell'abbreviatio.

### LaDivina Commediadi Dante Alighieri

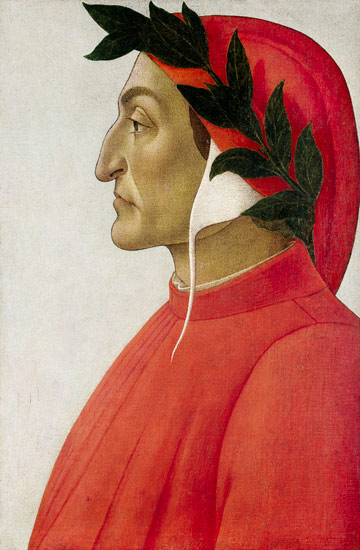
Ritratto di Alighieri di Sandro Botticelli

La Comedìa, conosciuta soprattutto come Commedia o Divina Commedia è un poema di Dante Alighieri, scritto in terzine incatenate di versi endecasillabi, in lingua volgare fiorentina. Composta secondo i critici tra il 1304 e il 1321, anni del suo esilio in Lunigiana e Romagna. La Commedia è l'opera più celebre di Dante, nonché una delle più importanti testimonianze della civiltà medievale; conosciuta e studiata in tutto il mondo, è ritenuta una delle più grandi opere della letteratura di tutti i tempi.
Il poema è diviso in tre parti, chiamate cantiche (Inferno, Purgatorio e Paradiso), ognuna delle quali composta da 33 canti (tranne l'Inferno, che contiene un ulteriore canto proemiale). Il poeta narra di un viaggio immaginario, ovvero di un Itinerarium Mentis in Deum, attraverso i tre regni ultraterreni che lo condurrà fino alla visione della Trinità. La sua rappresentazione immaginaria e allegorica dell'oltretomba cristiano è un culmine della visione medievale del mondo sviluppatasi nella Chiesa cattolica.
L'opera ebbe subito uno straordinario successo, e contribuì in maniera determinante al processo di consolidamento del dialetto toscano come lingua italiana. Il testo, del quale non si possiede l'autografo, fu infatti copiato sin dai primissimi anni della sua diffusione, e fino all'avvento della stampa, in un ampio numero di manoscritti.
Parallelamente si diffuse la pratica della chiosa e del commento al testo (si calcolano circa 60 commenti e tra le 100.000 e le 200.000 pagine), dando vita a una tradizione di letture e di studi danteschi mai interrotta; si parla così di secolare commento. La vastità delle testimonianze manoscritte della Commedia ha comportato una oggettiva difficoltà nella definizione del testo critico. Oggi si dispone di un'edizione di riferimento realizzata da Giorgio Petrocchi. Più di recente due diverse edizioni critiche sono state curate da Antonio Lanza e Federico Sanguineti.
La Commedia, pur proseguendo molti dei modi caratteristici della letteratura e dello stile medievali (ispirazione religiosa, fine morale, linguaggio e stile basati sulla percezione visiva e immediata delle cose), è profondamente innovativa, poiché, come è stato rilevato in particolare negli studi di Erich Auerbach, tende a una rappresentazione ampia e drammatica della realtà. È una delle letture obbligate del sistema scolastico italiano.

### ITrionfidi Francesco Petrarca
Nel Triumphus Cupidinis (il Trionfo d'Amore) si narra di come, in un giorno di primavera, il poeta si addormentò a Valchiusa e vi fece un sogno dove la personificazione dell'Amore passava su un carro trionfale, seguito da una schiera di seguaci che sono i vinti dall'amore; entrando nella schiera il poeta vi riconosce numerosi personaggi illustri, storici, letterari, mitologici, biblici oltre a poeti antichi, medievali e trovatori. Nel corteo parla con diversi personaggi e alla fine approda a Cipro, isola dove nacque Venere.
Il secondo trionfo è il Triumphus Pudicitie (Trionfo della Pudicizia): la protagonista è Laura, che sottrae al carro di Amore molte illustri donne antiche e medievali, come Didone; questo secondo corteo si scioglie a Roma, nel Tempio della Pudicizia Patrizia.
Nel Triumphus Mortis (Trionfo della Morte) il poeta rievoca eroi e popoli scomparsi e ricorda, in uno dei passi più significativi del poema, la morte idealizzata di Laura.
Alla Morte tuttavia succede la Fama: nel Triumphus Fame vengono infatti descritti una folla di uomini illustri, re, poeti, oratori, filosofi, capitani, e altri. È opportuno notare come per Petrarca il filosofo maggiore sia Platone, a differenza di Dante, che prediligeva Aristotele.
Nel Triumphus Temporis (Trionfo del Tempo) il poeta riflette su sé stesso e compone una nuova toccante elegia sulla fugacità delle cose e dei giorni che passano.
A chiudere la successione vi è un ultimo trionfo, il Triumphus Eternitatis (Trionfo dell'Eternità): Petrarca trova sostegno in Dio, che trionfa su tutto e su tutti, annientando anche il Tempo e la Morte. Il poeta qui immagina Laura in paradiso ed esprime la speranza di raggiungerla.

## La letteratura cristiana nel Barocco e nel Settecento

### Gerusalemme liberatadi Torquato Tasso
La Gerusalemme liberata vera e propria, completata dall'autore nel 1575, fu pubblicata a Venezia senza l'autorizzazione del poeta nell'estate del 1580 da Celio Malespini con il titolo di Goffredo, presso l'editore Cavalcalupo. L'edizione presentava molti errori e soltanto quattordici canti.
L'anno successivo l'opera fu pubblicata integralmente da Angelo Ingegneri prima a Parma e poi a Casalmaggiore. Pochi mesi dopo, il 24 giugno 1581, usciva a Ferrara la prima edizione autorizzata dal Tasso, per i tipi di Baldini e a cura di Febo Bonnà.
In seguito ad altre edizioni e alla liberazione dalla prigionia di Sant'Anna, il poeta rimise mano all'opera e la riscrisse espungendo gran parte delle scene amorose, accentuando il tono religioso e epico della trama, eliminando alcuni episodi e cambiando infine anche il titolo in Gerusalemme conquistata, opera che, data la notevole revisione, viene generalmente considerata separatamente.
La prima edizione illustrata della Gerusalemme liberata fu stampata a Genova nel 1590. Il volume comprende venti incisioni con scene del poema, in parte di Agostino Carracci e in parte di Giacomo Franco, tratte da disegni di Bernardo Castello. Agostino Carracci incise, sempre su disegno del Castello, anche il frontespizio del libro, dove compare un ritratto del Tasso.

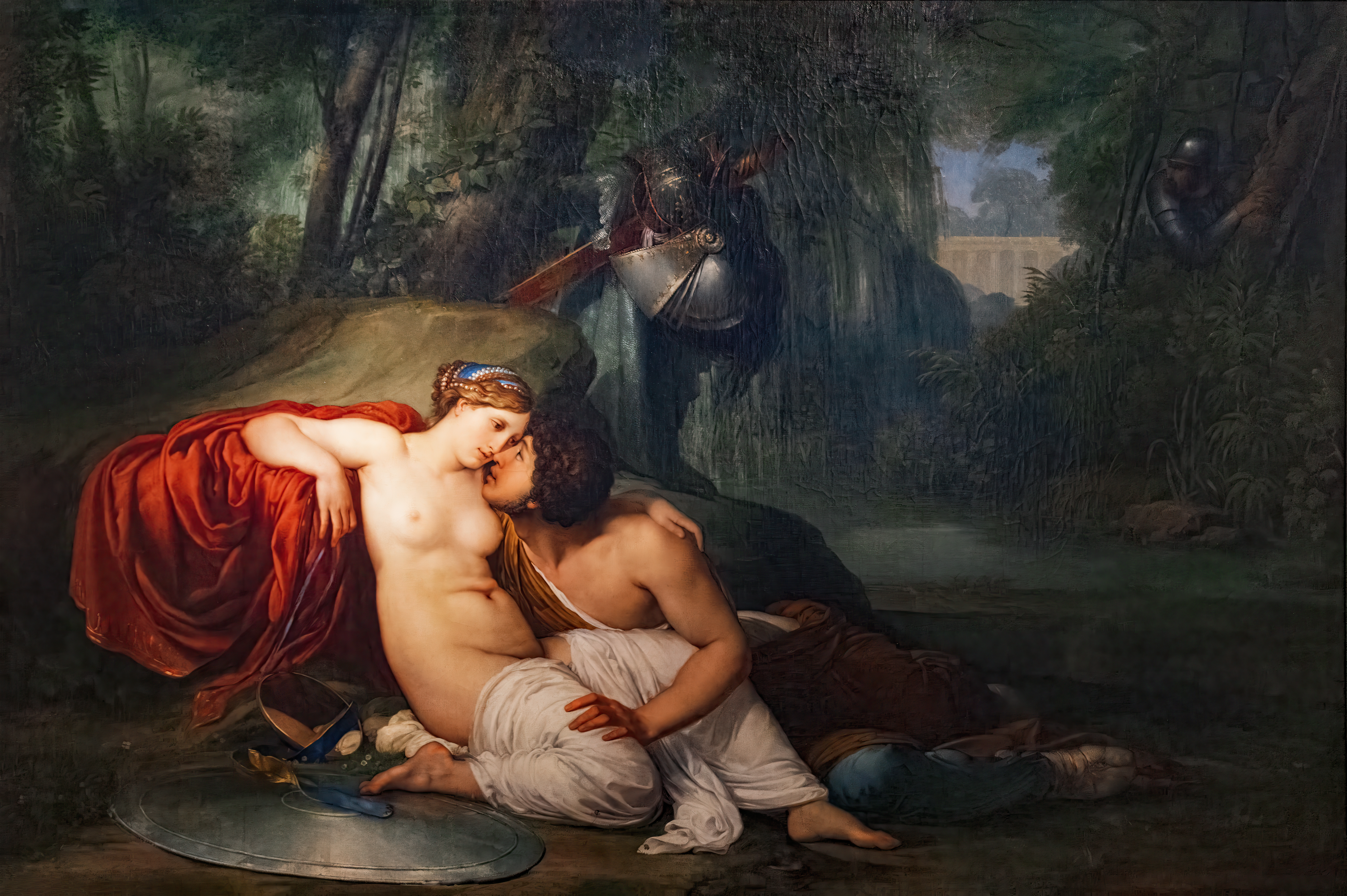
Rinaldo e Armida (1812), olio su tela di Francesco Hayez (Venezia, Gallerie dell'Accademia).

L'idea di scrivere un'opera sulla prima crociata è mossa da due obiettivi di fondo: raccontare la lotta tra pagani e cristiani, di nuovo attuale nella sua epoca, e raccontarla nel solco della tradizione epica-cavalleresca.
Sceglie la prima crociata in quanto è un tema non così ignoto al tempo da lasciar pensare che fosse inventata, ma anche adatto all'elaborazione fantastica.
Il tema centrale è epico-religioso. Tasso cercherà di intrecciarlo con temi più leggeri, senza però sminuire l'intento serio ed educativo dell'opera. Nel poema si intrecciano due mondi, l'idillico e l'eroico.
Goffredo di Buglione è il personaggio principale che raduna i cavalieri cristiani e li guida alla liberazione di Gerusalemme.
Il centro dell'opera è l'assedio di Gerusalemme difesa da valorosi cavalieri.
Da un lato i principali cavalieri cristiani tra cui Tancredi e Rinaldo dall'altro il Re Aladino, Argante, Solimano e Clorinda.
Una serie di vicende si intrecciano nell'opera e ci sarà sempre il dualismo tra Bene e Male, e sebbene ci sia anche qui la magia, l'intervento sovrumano è dato da Cielo ed Inferno, angeli e demòni, intrecciate con suggestioni erotico-sensuali.
Il poema ha una struttura lineare, con grandi storie d'amore, spesso tragiche o peccaminose; come se il tema dell'amore sensuale, sebbene contrapposto a quello eroico, fosse necessario e complementare ad esso.
Si ripropone quindi quel dissidio irrisolto tra tensione religiosa e amore terreno al quale la poesia da Petrarca in poi si era ampiamente ispirata.
Tasso si pone come obiettivo quello di allontanarsi dal Furioso di Ariosto, per rispettare i precetti letterari stabiliti dalla traduzione della Poetica compiuta da Alessandro de' Pazzi nel 1536. In primo luogo respinge il meraviglioso fiabesco del romanzo cavalleresco a favore del meraviglioso cristiano: gli interventi soprannaturali di Dio, degli angeli e anche delle creature infernali, che appaiono verosimili al lettore in quanto fanno parte delle verità di fede. In secondo luogo, respinge anche la costruzione formale ariostesca, la quale è caratterizzata dalla molteplicità delle azioni che si intrecciano tra di loro, che comprometterebbe l'unità di azione stabilita dai precetti aristotelici. Egli, tuttavia, riconosce che la varietà è necessaria per il diletto. Per conciliare questa antitesi afferma che il poema deve essere vario, ossia rappresentare più situazioni (battaglie, amori, tempeste, siccità ecc.) ma tutte devono essere sottoposte ad un mondo unitario. In un passo dei Discorsi egli paragona il poema al mondo, che presenta notevoli varietà di situazioni, ma tutte soggiogate alla mente ordinatrice divina. In terzo luogo, si vuole allontanare anche dallo stile medio tipico di Ariosto a vantaggio dello stile sublime. Lo stile deve avere «lo splendore di una meravigliosa maestà». Le parole devono essere «peregrine», ossia lontane dall'uso corrente. La sintassi «avrà del magnifico se saranno lunghi i periodi e lunghi i membri de' quali il periodo è composto».
Tasso afferma che la poesia può unire al "vero" il "verosimile", a condizione di mantenere una coerenza storica nello sviluppo complessivo della vicenda. La storia, ricondotta nell'alveo dell'intervento provvidenziale di Dio, permette di realizzare lo scopo educativo e, per conseguire il diletto, che per Tasso è l'altro fine irrinunciabile, l'elemento "meraviglioso" sarà anch'esso di impronta cristiana, consisterà cioè nella partecipazione di angeli e demòni.

### Opera omniadi San Roberto Bellarmino

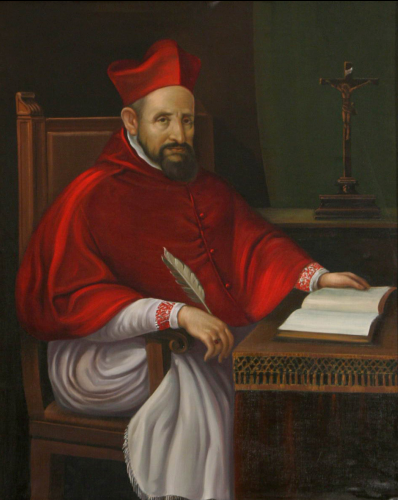
Il Cardinal Bellarmino

La lista completa degli scritti di Bellarmino e di quelli diretti contro di lui può essere rintracciata nella Bibliotheque de la compagnie de Jésus di Carlos Sommervogel. I seguenti sono i più importanti:
Scritti polemici:
- Disputationes de Controversiis Christianae Fidei adversus hujus temporis hereticos, che ebbe innumerevoli edizioni di cui le principali sono quelle di Ingolstadt (1586-89), Venezia (1596), riviste personalmente dall'autore, ma piene di refusi di stampa, di Parigi o "Triadelphi" (1608), Praga (1721), Roma (1832)
- De Exemptione clericorum, e De Indulgentiis et Jubilaeo, pubblicate come monografie nel 1599, ma successivamente incorporate nel De Controversiis
- De Transitu Romani Imperii a Graecis ad Francos (1584)
- Responsio ad praecipua capita Apologiae [...] pro successione Henrici Navarreni (1586)
- Judicium de Libro quem Lutherani vocant Concordiae (1585)
- quattro Risposte agli scritti a nome della Repubblica Veneziana di Giovanni Marsiglio e Paolo Sarpi (1606)
- Responsio Matthaei Torti ad librum inscriptum Triplici nodo triplex cuneus 1608
- Apologia Bellarmini pro responsione sua ad librum Jacobi Magnae Britanniae Regis (1609)
- Tractatus de potestate Summi Pontificis in rebus temporalibus, adversus Gulielmum Barclay (1610).

Opere catechetiche e spirituali:
- Dottrina cristiana breve (1597) e Dichiarazione più copiosa della dottrina cristiana (1598), due opere catechetiche che hanno ricevuto più di una volta l'approvazione del papa e sono state tradotte in varie lingue; sono state in uso fino al XIX secolo.
- Dichiarazione del simbolo (1604), ad uso dei preti
- Admonitio ad Episcopum Theanensem nepotem suum quae sint necessaria episcopo (1612)
- Exhortationes Domesticae, pubblicate solo nel 1899 dal Padre van Ortroy;
- Conciones habitae Lovanii, la cui edizione più corretta è del 1615;
- De Ascensione mentis in Deum (1615)
- De Aeterna felicitate sanctorum (1616);
- De gemitu columbae (1617)
- De septem verbis Christi (1618);
- De arte bene moriendi (1620).

Le ultime cinque sono opere spirituali scritte durante i ritiri spirituali annuali.
Opere esegetiche e di altro genere:
- De Scriptoribus ecclesiasticis (1613)
- De Editione Latinae Vulgatae, quo sensu a Concilio Tridentino definitum sit ut ea pro authenticae habeatur non pubblicate fino al 1749
- In omnes Psalmos dilucida expositio (1611).

### San Lorenzo da Brindisi

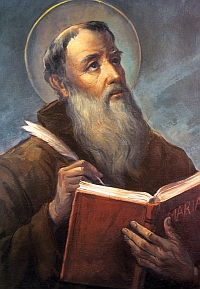
San Lorenzo

Figlio di Guglielmo Russo, o più probabilmente "de Rossi", commerciante veneziano, ed Elisabetta Masella, ancora fanciullo diviene orfano di padre. Studia nelle scuole esterne dei Francescani Conventuali di San Paolo Eremita in Brindisi. Tra il 1565 e il 1567 prende l'abito dei conventuali, passando così alla scuola per oblati e candidati alla vita religiosa. L'usanza dei Conventuali di far predicare i fanciulli in alcune solennità fa iniziare la sua predicazione pubblica. La morte della madre, oltre che a lasciarlo solo, crea a Giulio notevoli difficoltà economiche, senza per questo ricevere l'aiuto dei parenti, neppure di quel Giorgio Mezosa che è suo insegnante presso i Conventuali. Il ragazzo quattordicenne si trasferisce allora a Venezia presso uno zio sacerdote, direttore di una scuola privata e curatore dei chierici di San Marco, potendo così proseguire gli studi e maturare la vocazione nell'ordine dei Frati Minori Cappuccini.
Il 18 febbraio 1575 veste l'abito francescano e gli è imposto dal vicario provinciale, padre Lorenzo da Bergamo, il suo stesso nome: da quel momento sarà padre Lorenzo da Brindisi. A Padova segue gli studi di logica e filosofia e nuovamente a Venezia quelli di teologia. Il 18 dicembre 1582 è ordinato sacerdote. Nel 1589 diviene Vicario Generale dell'Ordine in Toscana, nel 1594 Provinciale di Venezia, nel 1596 secondo Definitore Generale, nel 1598 Vicario Provinciale in Svizzera, nel 1599 nuovamente Definitore Generale. Sempre nel 1599 è posto a guida dei missionari che i cappuccini, su invito del Pontefice, inviano in Germania. Nell'ottobre del 1601 il religioso chiede di essere uno dei quattro cappellani dediti all'assistenza spirituale delle truppe cattoliche nella guerra contro i turchi. È quindi destinato all'accampamento imperiale di Albareale in Ungheria, dove giunge il 9 ottobre e dove si distingue per l'aiuto e per la fermezza durante l'attacco turco.
Nel 1602 tornò in Italia per partecipare al capitolo dell'Ordine e venne incaricato dall'imperatore Rodolfo II di farsi ambasciatore presso il duca di Mantova Vincenzo Gonzaga affinché restituisse il feudo di Castel Goffredo al marchese di Castiglione Francesco Gonzaga, al quale venne tolto dopo una lunga disputa. La mediazione fallì.
Il 24 maggio dello stesso anno padre Lorenzo viene eletto vicario generale dell'Ordine, con l'impegno di visitare tutte le province dell'Ordine. Nel triennio del suo generalato può tornare anche a Brindisi (1604), dove decide la costruzione di una chiesa con annesso monastero di clausura trovando i finanziatori nel duca di Baviera, nella principessa di Caserta ed in altre personalità conosciute durante i suoi viaggi in Europa, mentre il terreno è quello della sua casa natale.
Nel 1618 è a Napoli, dove viene convinto dai patrizi napoletani a recarsi in Spagna per esporre al re Filippo III le malversazioni del viceré don Pietro Giron, duca di Ossuna. Il 26 maggio 1619, evitato l'agguato di sicari ed ostacoli di varia natura, padre Lorenzo viene ricevuto alla corte di Filippo III. Al termine del colloquio col sovrano, per conferma alle sue parole, profetizza la propria morte imminente e che, se lo stesso sovrano non provvederà ai propri sudditi, morirà entro due anni.
Il 22 luglio del 1619, probabilmente avvelenato, il frate brindisino muore. Il 31 marzo 1621, come profetizzato, si spegne anche Filippo III, che aveva ignorato le richieste napoletane e aveva favorito il viceré don Pietro Giron.
Opere:
- Mariale
- Lutheranismi hypotyposis
- Explanatio in Genesim
- Quadragesimale primum
- Quadragesimale secundum
- Quadragesimale tertium
- Quadragesimale quartum
- Adventus
- Dominicalia
- Sanctorale
- Sermones de tempore

### I promessi sposidi Alessandro Manzoni
(I promessi sposi, incipit)

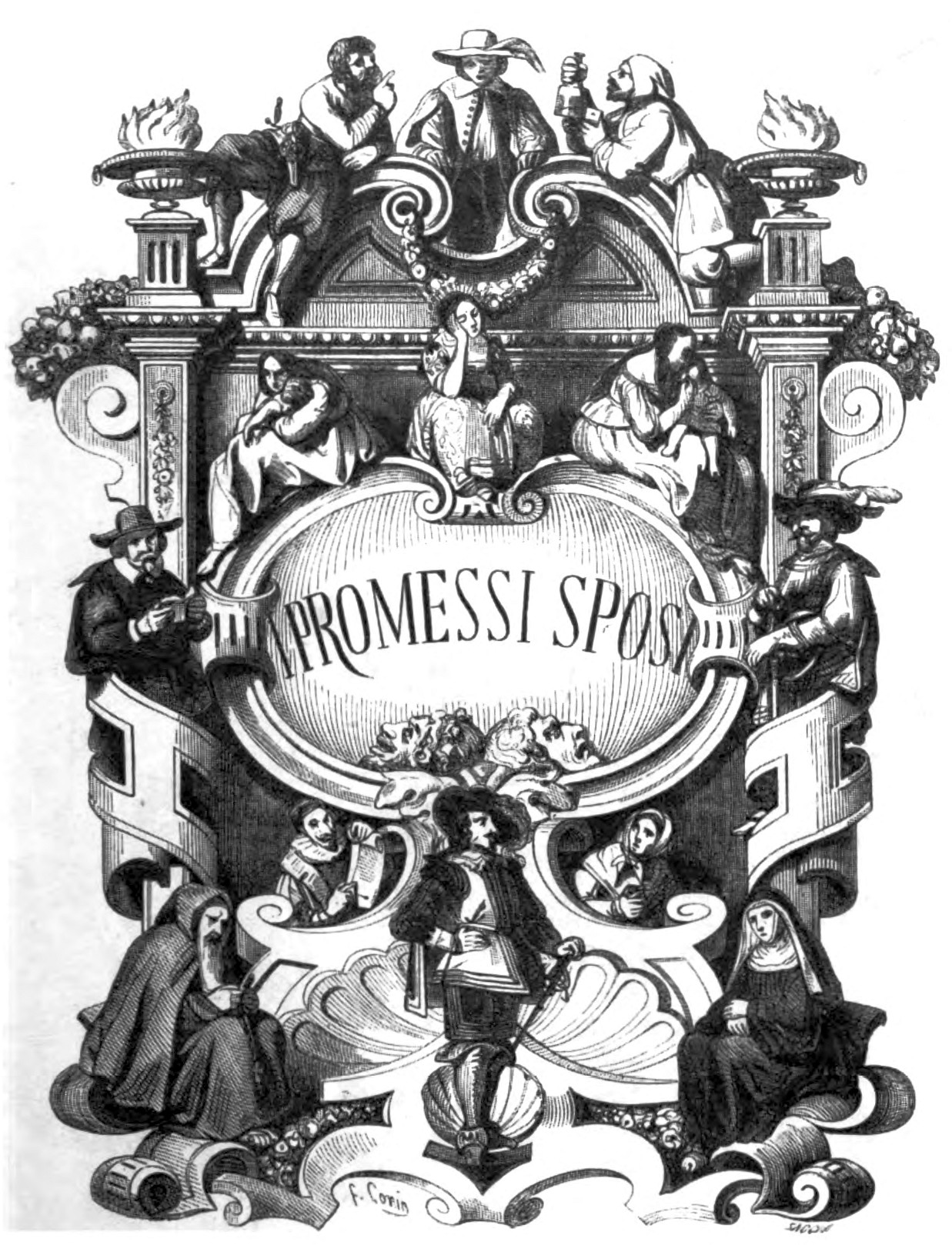
Antiporta figurata dell'edizione quarantana de I promessi sposi

I Promessi Sposi sono una vicenda di umili. Si attua un capovolgimento della storia: gli umili sono i veri protagonisti. Lucia Mondella è una contadina umile, riservata e dotata di grande fede religiosa. Renzo Tramaglino ha le doti di un uomo di popolo: bontà, giustizia, religiosità, liberalità, ingenuità. Gli umili sono i protagonisti della storia, non come eserciti o gruppi sociali, ma ciascuno per sé, con il suo gruzzolo di sentimenti e di idee e le sue opere buone. Intorno ai due protagonisti, Renzo e Lucia, è presente un mondo di esseri semplici, contadini, artigiani, barcaioli, barrocciai, sempre pronti al bene nei pensieri e nelle opere.
C'è nel romanzo la vita del villaggio, con i suoi interni squallidi e le campagne, bruciate dalla siccità. Ogni vicenda storica è vista in quanto aderisce alla vita degli umili, li agita, procura loro sofferenza. È questa novità di un giudizio morale che esce da tutte le norme e le convenzioni ed attua il paradosso del Vangelo, che dà al romanzo la sua sostanza religiosa e rivoluzionaria. Il romanzo ha uno sfondo popolano dove gli umili sono solidali nella sventura. La stessa pietà per gli oppressi vi è contenuta, dissimulata dal sorriso con cui sono contemplate le loro debolezze ed errori. Non vi sono solenni quadri storici, ma è presente la fisionomia varia e minuta di un'epoca.

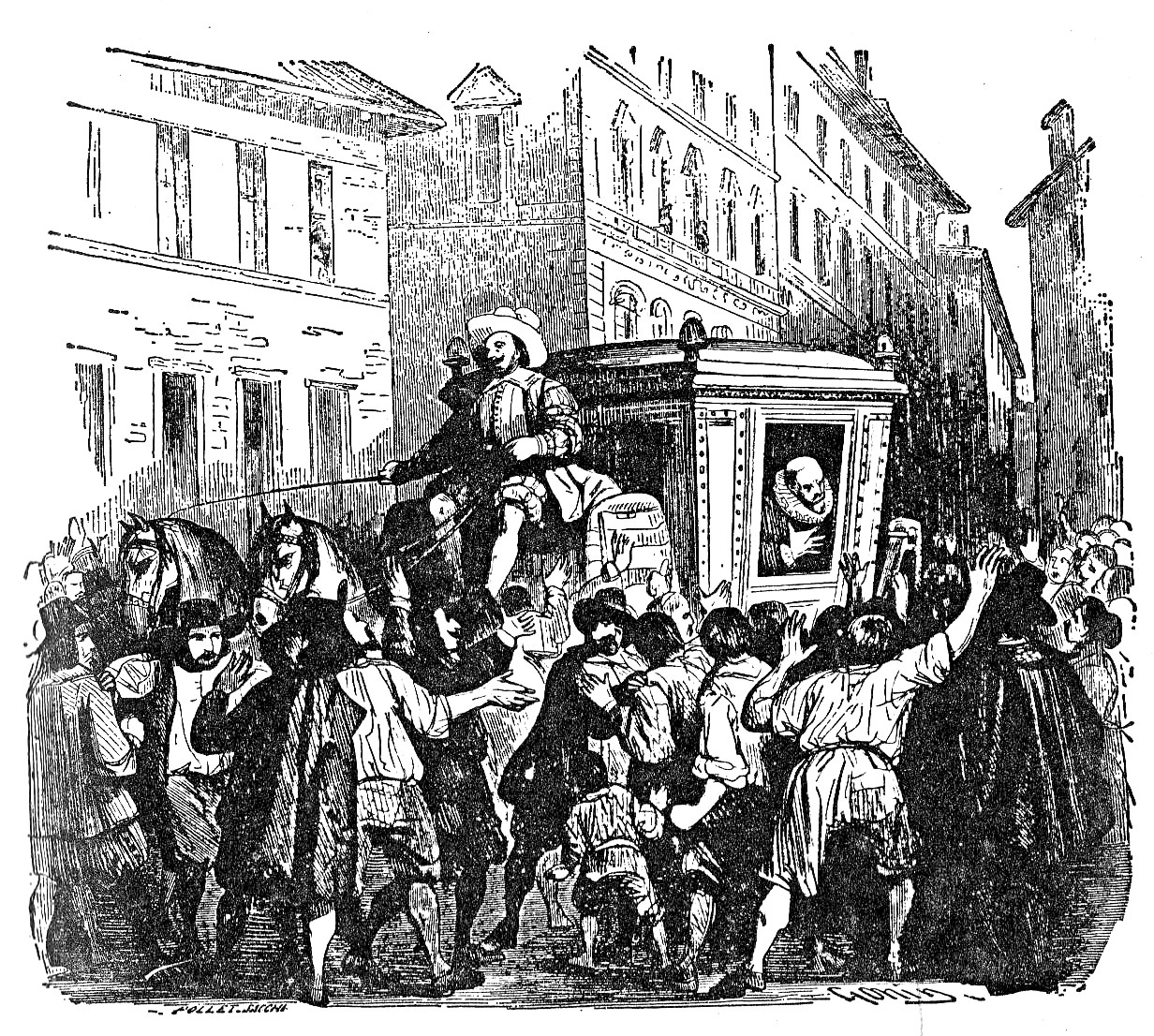
Il Cancelliere Ferrèr che acquieta la folla di Milano in tumulto, promettendo pane e giustizia

I grandi personaggi sono in funzione subordinata: protettori dei deboli (Federico Borromeo, fra Cristoforo, l'Innominato con la sua conversione) o incarnano gli aspetti negativi di un secolo (don Rodrigo, Azzeccagarbugli, conte Attilio, conte Zio, padre provinciale). I reggitori del destino dei popoli sono macchiette insignificanti: capitani di ventura, sovrani, ministri, il conte duca d'Olivares, Ferrer, il vicario di provvisione. Il romanzo manzoniano è stato sempre considerato dalla critica tradizionale il romanzo della Provvidenza divina. L'intervento di Dio è vivo in tutto il romanzo, ma avvertito con la fede semplice degli umili: "quel che Dio vuole, Lui sa quel che fa; c'è anche per noi"; "lasciamo fare a Quel lassù"; "tiriamo avanti con fede, Dio ci aiuterà".
L'opera di Dio si sente soprattutto negli affanni e nelle tribolazioni; essa è una presenza paterna, amorosa e severa. "La provvida sventura" del coro di Ermengarda (Adelchi), il "Dio che atterra e suscita che affanna e che consola" dell'ode napoleonica, sono anche il filo conduttore la trama segreta del romanzo, ma espressi in termini più delicati, familiari, popolareschi. Nell'epilogo dell'Addio monti (cap. VIII, 573 - 574) l'autore scrive: «Chi dava a voi tanta giocondità è per tutto, e non turba mai la gioia dei suoi figli se non per prepararne loro una certa e più grande». Il senso di tutta la storia del romanzo (cap. XXXVI, 478-480) sta nelle parole di fra Cristoforo a Renzo e Lucia: «Ringraziate il cielo che v'ha condotti a questo stato, non per mezzo dell'allegrezze turbolente e passeggere, ma co' travagli e tra le miserie, per disporvi ad un'allegrezza raccolta e tranquilla».
La "provida sventura" è il dolore che redime, che purifica ed eleva spiritualmente l'animo. La Provvidenza è intesa come una fiducia in Dio e nella sua Grazia, un invito ad affidarsi alla Fede e agli insegnamenti cristiani di fronte alle avversità della vita: «È una delle facoltà singolari ed incomunicabili della religione cristiana, il poter indirizzare e consolare chiunque, in qualsivoglia congiuntura, a qualsivoglia termine, ricorra ad essa» (cap. X, 432-434). Nessuno dei personaggi è inquadrabile in una rigida opposizione tra bene e male, e la Provvidenza si manifesta loro, anche ai potenti, come voce della coscienza, che essi possono decidere di ascoltare oppure no.

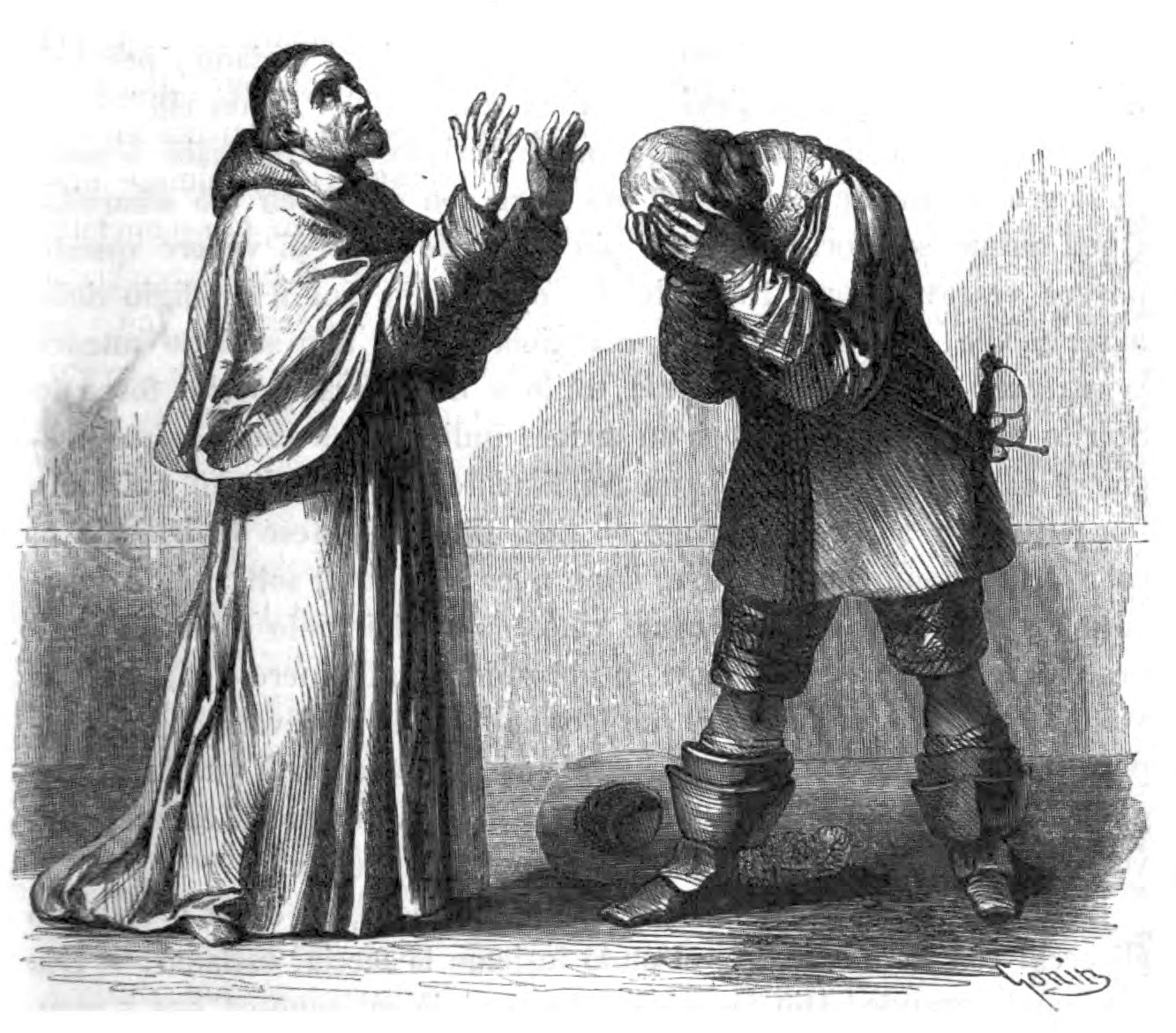
Il pentimento dell'Innominato di fronte al Cardinale Federigo Borromeo

«Il pessimismo cristiano di Adelchi si è schiarito ed intenerito in questo dono di fiducia e di attesa in questa luce di "allegrezza raccolta e tranquilla"».Tuttavia a questa chiave di lettura tradizionale del romanzo, che vede appunto nella "Provvidenza" la vera protagonista della vicenda, si contrappone un'altra, invero molto stimolante, soprattutto perché foriera di riflessioni ancora di scottante attualità. Avanzata dallo scrittore Leonardo Sciascia (1920-1989), uno dei massimi autori italiani del secolo scorso, ma in effetti già fatta propria dal critico salernitano Angelandrea Zottoli, uno dei maggiori e nello stesso tempo misconosciuti studiosi manzoniani- nel suo Il sistema di don Abbondio, - tale chiave di lettura, pur senza ovviamente voler negare il rilevante aspetto religioso dell'opera, vede nel romanzo soprattutto "un disperato ritratto dell'Italia", del Seicento, dei tempi del Manzoni e dei giorni nostri, di sempre.
Secondo questa ottica, dunque, il vero protagonista del romanzo sarebbe Don Abbondio, proprio il personaggio «…perfettamente refrattario alla Grazia e che della Provvidenza si considera creditore». In effetti, simbolo di grettezza ed egoismo portato a livelli sublimi, il curato manzoniano finisce proprio per identificare il prototipo dell'italiano peggiore, menefreghista, convinto che la regola principe alla base della civile convivenza sia quella di farsi gli affari propri anche di fronte alle più palesi iniquità, atteggiamento mentale e di vita che finisce con il favorire le prepotenze di chi calpesta leggi e persone emarginando altresì in maniera micidiale chi tale andazzo vuol combattere.
Insomma quel tipo di italiano ancora oggi lungi dall'essere stato messo all'angolo e che già nel finale dei Promessi sposi appare, secondo Sciascia, come il vero vincitore, perché Don Abbondio se la cava allegramente senza pagare dazio a nessuno, tetragono alle sofferenze di Renzo e Lucia, ma anche ai rimproveri del cardinale Borromeo, che converte sì il terribile Innominato, ma non il curato, con cui predica praticamente al vento! E proprio l'esigenza di non continuare a subire il "sistema di Don Abbondio", secondo Sciascia, costituisce il vero motivo per cui, alla fine del romanzo, a tempesta placata, Renzo e Lucia decidono di abbandonare, stavolta spontaneamente, il loro paese: perché quel sistema, a dispetto del lieto fine, «è uscito temprato dalla vicenda», quel sistema in cui accanto a Don Abbondio fanno spicco i «Ferrer dal doppio linguaggio», gli «Azzeccagarbugli», «i Conti Zio, i Padri Provinciali» e più in generale «le coscienze che facilmente si acquietano».

## Letteratura cristiana apocrifa (Apocrifi del Nuovo Testamento)

### Vangeli dell'infanzia
| Vangeli apocrifi dell'infanzia                                                  | Vangeli apocrifi dell'infanzia                       | Vangeli apocrifi dell'infanzia | Vangeli apocrifi dell'infanzia                          | Vangeli apocrifi dell'infanzia | Vangeli apocrifi dell'infanzia |
| Titolo                                                                          | Attribuzione pseudoepigrafica                        | Lingua                         | Data                                                    | Contenuto | Note |
| ------------------------------------------------------------------------------- | ---------------------------------------------------- | ------------------------------ | ------------------------------------------------------- | --- | --- |
| Protovangelo di Giacomo o Vangelo dell'Infanzia di Giacomo o Vangelo di Giacomo | Giacomo apostolo e primo vescovo di Gerusalemme      | greco                          | metà del II secolo                                      | nascita miracolosa di Maria; sua infanzia al tempio di Gerusalemme; matrimonio miracoloso con Giuseppe; nascita di Gesù                                                                   | esalta la natura verginale di Maria; presenta accenni gnostici |
| Codice Arundel 404 (Liber de Infantia Salvatoris)                               | -                                                    | latino                         | XIV secolo                                              | Nascita miracolosa di Maria; sua infanzia al tempio di Gerusalemme; matrimonio miracoloso con Giuseppe; nascita di Gesù                                                                   | Variante tarda del Protovangelo di Giacomo |
| Vangelo dell'infanzia di Tommaso o Vangelo dello pseudo-Tommaso                 | Tommaso apostolo                                     | greco                          | metà del II secolo                                      | vari miracoli compiuti da Gesù tra i 5 e 12 anni | presenta accenni gnostici |
| Vangelo dello pseudo-Matteo o Vangelo dell'infanzia di Matteo                   | Matteo apostolo ed evangelista, tradotto da Girolamo | latino                         | VIII-IX secolo                                          | nascita miracolosa di Maria; sua infanzia al tempio di Gerusalemme; matrimonio miracoloso con Giuseppe; nascita di Gesù; fuga in Egitto; vari miracoli compiuti da Gesù tra i 5 e 12 anni | rielaborazione del materiale presente nel Protovangelo di Giacomo e nel Vangelo dell'infanzia di Tommaso con l'apporto originale relativo alla fuga in Egitto                                           |
| Vangelo arabo dell'infanzia                                                     | Caifa, sommo sacerdote                               | arabo e siriaco                | VIII-IX secolo (?)                                      | nascita di Gesù; fuga in Egitto; vari miracoli compiuti da Gesù tra i 5 e 12 anni | rielaborazione del materiale presente nel Protovangelo di Giacomo, nel Vangelo dello pseudo-Matteo e nel Vangelo dell'infanzia di Tommaso. Presenta elementi magici tipici delle fiabe popolari         |
| Vangelo armeno dell'infanzia                                                    | -                                                    | armeno                         | redazione definitiva XIX secolo su materiale precedente | nascita miracolosa di Maria; sua infanzia al tempio di Gerusalemme; matrimonio miracoloso con Giuseppe; nascita di Gesù; fuga in Egitto; vari miracoli compiuti da Gesù tra i 5 e 12 anni | rielaborazione del materiale presente nel Protovangelo di Giacomo, nel Vangelo dello pseudo-Matteo, nel Vangelo dell'infanzia di Tommaso e nel Vangelo arabo dell'infanzia. Presenta accenni monofisiti |
| Libro sulla natività di Maria                                                   | tradotto da Girolamo                                 | latino                         | VIII-IX                                                 | nascita miracolosa di Maria; sua infanzia al tempio di Gerusalemme; matrimonio miracoloso con Giuseppe; nascita di Gesù                                                                   | rielaborazione riassuntiva dei primi 11 cc. del Vangelo dello pseudo-Matteo |
| Storia di Giuseppe il falegname                                                 | -                                                    | pervenutoci in copto e arabo   | V-IX secolo (?)                                         | matrimonio di Giuseppe e Maria; nascita di Gesù; descrizione dettagliata della morte di Giuseppe                                                                                          | nella prima parte è una rielaborazione del materiale presente nel Protovangelo di Giacomo e nel Vangelo dell'infanzia di Tommaso, la parte relativa alla morte di Giuseppe è originale                  |

### Vangeli gnostici
| Vangeli gnostici                                                                                                   | Vangeli gnostici                              | Vangeli gnostici                                    | Vangeli gnostici                           | Vangeli gnostici | Vangeli gnostici |
| Titolo | Attribuzione                                  | Lingua                                              | Data                                       | Contenuto | Note |
| --- | --------------------------------------------- | --------------------------------------------------- | ------------------------------------------ | --- | --- |
| Apocrifo di Giovanni o Libro di Giovanni Evangelista o Libro segreto di Giovanni o Rivelazione segreta di Giovanni | Giovanni, apostolo ed evangelista             | copto                                               | II secolo entro il 185                     | Rivelazione segreta di Gesù risorto all'evangelista Giovanni, descrivente creazione, caduta, redenzione dell'umanità. Elementi gnostici: tripartizione degli uomini (terreni, psichici, spirituali); creazione del demiurgo; 7 eoni; dicotomia luce/oscurità; divinità intrappolata nell'uomo mortale | Gnostico. Citato da Ireneo di Lione, ritenuto perduto fino al ritrovamento di 3 distinte versioni tra i Codici di Nag Hammadi                  |
| Dialogo del Salvatore o Dialogo del Redentore                                                                      | -                                             | copto                                               | II secolo                                  | Dialogo tra il Salvatore (Gesù) e alcuni discepoli nel quale espone la cosmologia gnostica, con qualche accenno antifemminista | Gnostico. Ritenuto perduto fino al suo ritrovamento tra i Codici di Nag Hammadi                                                                |
| Libro segreto di Giacomo o Apocrifo di Giacomo                                                                     | Giacomo apostolo                              | copto                                               | II secolo                                  | Rivelazione segreta di Gesù risorto a Giacomo | Gnostico. Ritenuto perduto fino al suo ritrovamento tra i Codici di Nag Hammadi                                                                |
| Libro di Tommaso (il Contendente o l'Atleta)                                                                       | Giuda Tommaso, apostolo                       | copto                                               | prima metà del III secolo                  | Rivelazione segreta di Gesù risorto a Tommaso | Gnostico. Ritenuto perduto fino al suo ritrovamento tra i Codici di Nag Hammadi                                                                |
| Pistis Sophia o Libro del Salvatore                                                                                | 'noi' discepoli                               | copto                                               | seconda metà del III secolo (o II secolo?) | Rivelazione segreta di Gesù risorto ai discepoli e esaltazione del ruolo di Maria Maddalena, quale incarnazione diSophia | Gnostico. Perduto per secoli, studiato dal 1795 grazie al manoscritto Askew, ritrovate varianti tra i Codici di Nag Hammadi                    |
| Vangelo di Apelle                                                                                                  | Apelle (II secolo), gnostico                  | -                                                   | metà II secolo                             | - | Citato da alcuni padri, verosimilmente da identificare con l'opera Parole di Apelle o Ragionamenti di Apelle dello gnostico Apelle (II secolo) |
| Vangelo di Bardesane                                                                                               | Bardesane (II-III secolo), gnostico siriaco   | -                                                   | -                                          | - | Perduto, citato da alcuni padri. Forse va identificato col canonico Vangelo di Giovanni (integrale o modificato) o col Diatessaron di Taziano  |
| Vangelo di Basilide                                                                                                | Basilide (II secolo), gnostico                | -                                                   | -                                          | - | Perduto, pervenuteci citazioni patristiche |
| Vangelo copto degli Egiziani o Santo libro del grande Spirito invisibile                                           | -                                             | copto                                               | III-IV secolo                              | Gesù incarnazione di Set per liberare le anime divine dalla prigionia della carne | Gnostico. Ritenuto perduto fino al suo ritrovamento tra i Codici di Nag Hammadi                                                                |
| Vangelo greco degli Egiziani                                                                                       | -                                             | greco                                               | Inizi del II secolo in Egitto              | Dialogo di Gesù risorto presso il sepolcro con la discepola Salome. Ascetismo sessuale gnostico-encratita | Gnostico. Perduto, pervenuteci citazioni patristiche                                                                                           |
| Vangelo di Eva | -                                             | -                                                   | II-III secolo (?)                          | Eva cerca di apprendere la conoscenza, dunque la salvezza, mangiando il frutto dell'albero della conoscenza del bene e del male. Esaltazione del coito interrotto e ingoiare sperma come atto religioso                                                                                               | Gnostico. Perduto, pervenuteci citazioni patristiche, forse coincide col Vangelo della Perfezione                                              |
| Vangelo secondo Filippo                                                                                            | Filippo, apostolo                             | copto, probabilmente da un prototesto greco perduto | metà-fine II secolo                        | Vari detti di Gesù, molti sui sacramenti. Cristo e Maria Maddalena consorti, ma in senso spirituale: sono incarnazioni rispettivamente degli eoni (=emanazioni di Dio) Cristo e Sophia, che hanno generato dall'eternità tutti gli angeli                                                             | Gnostico. Perduto, non menzionato da Padri della Chiesa, ritrovato tra i Codici di Nag Hammadi                                                 |
| Vangelo di Giuda                                                                                                   | Giuda Iscariota, apostolo traditore           | copto, forse da un prototesto greco perduto         | metà del II secolo, prima del 180          | Gesù stesso chiese a Giuda di tradirlo. Descrive la cosmologia gnostica | Gnostico. Perduto, pervenuteci citazioni patristiche, ritrovato a al-Minya (Egitto) nel 1978                                                   |
| Vangelo di Maria o Vangelo di Maria Maddalena                                                                      | -                                             | copto, da un prototesto greco perduto               | metà del II secolo                         | Esalta il ruolo della discepola Maria Maddalena. | Gnostico. Perduto, pervenuteci citazioni patristiche, ritrovati frammenti in greco e copto                                                     |
| Vangelo di Mattia o Tradizioni di Mattia                                                                           | Mattia, apostolo sostituto di Giuda Iscariota | greco                                               | metà del II secolo                         | Rivelazione segreta di Gesù a Mattia | Gnostico, usato da Basilide (II secolo). Perduto, pervenuteci citazioni patristiche                                                            |
| Vangelo della Perfezione                                                                                           | -                                             | -                                                   | -                                          | - | Gnostico. Perduto, pervenuteci citazioni patristiche, forse coincide col Vangelo di Eva                                                        |
| Vangelo dei Quattro Reami Celesti                                                                                  | -                                             | -                                                   | -                                          | - | Gnostico. Perduto, pervenuteci citazioni patristiche                                                                                           |
| Vangelo del Salvatore o Vangelo di Berlino                                                                         | -                                             | copto, da un prototesto greco perduto               | II-III secolo                              | Dialogo tra il Salvatore (Gesù) e i suoi discepoli | Gnostico. Conservato nel frammentario papiro Berolinensis 22220 databile al VI secolo, studiato dal 1999                                       |
| Sapienza di Gesù Cristo o Sofia di Gesù Cristo                                                                     | -                                             | copto                                               | II-III secolo                              | Dialogo tra Gesù risorto e alcuni suoi discepoli | Gnostico. Perduto, ritrovato tra i Codici di Nag Hammadi                                                                                       |
| Vangelo di Tommaso, o Vangelo di Didimo Thoma o Quinto Vangelo                                                     | Tommaso, apostolo                             | copto, forse da un prototesto greco perduto         | II secolo                                  | Raccolta di detti di Gesù, probabilmente simile ai Logia | Perduto, ritrovato tra i Codici di Nag Hammadi                                                                                                 |
| Vangelo della Verità                                                                                               | -                                             | copto, da un prototesto greco perduto               | metà del II secolo                         | Dissertazione su alcuni punti fondamentali dello gnosticismo | Gnostico. Perduto, pervenuteci citazioni patristiche (Ireneo lo attribuisce a Valentino), ritrovato tra i Codici di Nag Hammadi                |

### Riferimenti
1. 1 2 3 4 5  Per la maggior parte degli storici cristiani, vangeli e Atti furono redatti entro il I secolo, mentre alcuni storici ipotizzano la redazione definitiva alla metà del II secolo. Così p.es. Alfred Loisy, Le origini del Cristianesimo, 1964, p. 55-59;161; Ambrogio Donini, Breve storia delle religioni, 1991.
2. 1 2 3  1-2 Tm e Tt sono tradizionalmente indicate col nome "Lettere Pastorali": non sono rivolte a intere comunità ma a singoli "pastori", guide della comunità
3. ↑   Aurea Roma: dalla città pagana alla città cristiana, su books.google.it. URL consultato il 29 maggio 2012.
4. ↑   Nicola Abbagnano, Storia della filosofia, I vol., Torino, UTET, 1969,  p. 209.
5. ↑   Clara Burini, Gli apologeti greci, traduzione, introduzioni e note a cura di Clara Burini, Roma, Città Nuova, 1986,  p. 247, ISBN 88-311-3059-5.
6. ↑   Mauro Gagliardi, La cristologia adamitica: tentativo di recupero del suo significato originario, Roma, Editrice Pontificia Università Gregoriana, 2002,  p. 251, ISBN 88-7652-942-X, ISBN 9788876529429.
7. ↑   Ritrovate ventinove omelie inedite di Origene, in L'Osservatore Romano, 13 giugno 2012.
8. ↑   Andrea Vaccaro, Origene, il vincitore del paradosso biblico, in Avvenire, Milano, 7 gennaio 2010.
9. ↑  IV 2, 4.
10. ↑   Eusebio di Cesarea, in Enciclopedia Italiana, Roma, Istituto dell'Enciclopedia Italiana. URL consultato il 13 novembre 2017.
11. ↑  Johannes Quasten, Patrologia, Torino, Marietti, 1997-2000.
12. ↑   Stefano Trovato, Antieroe dai molti volti: Giuliano l'Apostata nel Medioevo bizantino, Udine, Forum, 2014,  pp. 37-40, ISBN 978-88-8420-778-4.
13. ↑   Medieval Sourcebook: Saint John Chrysostom: Eight Homilies Against the Jews, su sourcebooks.fordham.edu.
14. ↑  J. Parkes, Prelude to dialogue, p. 153; citato da Wilken, John Chrysostom and the Jews: rhetoric and reality in the Late Fourth Century, p. xv.
15. ↑  W. Laqueur, The changing face of Antisemitism: from ancient times to the present day, pag. 48.
16. ↑  W. I. Brustein, Roots of Hate: Anti-Semitism in Europe before the Holocaust, p. 52.
17. ↑  P. Johnson, A History of the Jews, p. 165.
18. ↑  R. Stark, The Rise of Christianity. How the Obscure, Marginal Jesus Movement Became the Dominant Religious Force in the Western World in a Few Centuries, pp. 66-67.
19. ↑  Omelie I, 2.
20. ↑  Omelie I, 6.
21. ↑  Omelie IV, 1.
22. ↑  Cfr. tra gli altri, Antonio Olmi, Il consenso cristologico tra le chiese calcedonesi e non calcedonesi. Roma, Pontificia Università Gregoriana, 2003, pag.87.
23. ↑  Anche Enrico Cattaneo, Giuseppe De Simone, Luigi Longobardo. Patres ecclesiae. Un'introduzione alla teologia dei padri della Chiesa. Il Pozzo di Giacobbe, 2007, pag. 206
24. ↑   2Mac 7, su La Parola - La Sacra Bibbia in italiano in Internet.
25. ↑  Etude sur les Gesta martyrum romains, Parigi, 1900.
26. ↑  Analecta Bollandiana, XVI 235-248.
27. ↑  J. Quasten, Patrology, volume 1, p. 181, citato in Kirby.
28. ↑  Agostino, De anima et eius origine I, 10, 12.
29. ↑  Ottavio Ianuario a Saldae (CIL VIII, 8962) e Cecilio a Cirta (CIL VIII, 7097, CIL VIII, 7098, CIL VIII, 6996).
30. ↑  A Tébessa (CIL VIII, 1964) e Cartagine (CIL VIII, 12499).
31. ↑  San Girolamo, De viris illustribus, 53.
32. ↑  Gaetano De Bernardis-Andrea Sorci, 2006 III, 1079.
33. ↑  Giusto Monaco - Gaetano de Bernardis - Andrea Sorci, L'attività letteraria nell'Antica Roma, Palumbo, 1982, p. 502.
34. 1 2  Ibidem.
35. ↑  Sant'Agostino, in San Carlo Borromeo, I Santi di Milano, Il Club di Milano, 2012 ISBN 978-88-97618-03-4 (dove Agostino viene annoverato da Carlo Borromeo tra i santi di Milano).
36. ↑  Citazione tratta da  Antonio Livi, Storia sociale della filosofia, I vol., Roma, Società Editrice Dante Alighieri, 2004,  p. 242, ISBN 88-534-0267-9.
37. ↑   Giuseppe Lorizio, Teologia fondamentale, I vol., Roma, Città Nuova, 2004,  p. 273.
38. ↑   Poujoulat, Storia di Sant'Agostino: sua vita, sue opere, III vol., Losanna, S. Bonamici, 1845,  p. 132.
39. ↑   Matteo 1, 17, su La Parola - La Sacra Bibbia in italiano in Internet.
40. ↑   Atti 1, 7, su La Parola - La Sacra Bibbia in italiano in Internet.
41. 1 2 3  Alfredo Cattabiani, Santi d'Italia, p. 530.
42. ↑  Alfredo Cattabiani, Santi d'Italia, p. 531.
43. 1 2  Alfredo Cattabiani, Santi d'Italia, p. 532.
44. ↑  Per la traduzione in lingua italiana di questa sezione: cfr.  Gerolamo, Le regole alimentari, a cura di Lucio Coco, Bologna, Edizioni Dehoniane, 2015.
45. ↑   Livio Garzanti, Enciclopedia Europea, Milano, Aldo Garzanti, 1978.
46. ↑   Isidòro di Siviglia, santo, in Treccani.it – Enciclopedie on line, Roma, Istituto dell'Enciclopedia Italiana. URL consultato il 14 giugno 2015.
47. ↑   Suggi Andrea, Cronologia e storia universale nella METHODUS di Jean Bodin, in I Castelli di Yale, III, 3 p. 75.
48. 1 2 3  Franceschini, 2008, pag. 57.
49. ↑  Franceschini, 2008, pag. 58.
50. ↑  Franceschini, 2008, pag. 98.
51. ↑  Franceschini, 2008, pag. 59.
52. ↑  Franceschini, 2008, pag. 60.
53. ↑  Franceschini, 2008, pag. 61.
54. ↑   C. Paolazzi, Il cantico di frate sole, su assisiofm.it, Assisi 2010.
55. ↑  Gaetano Manca, I commenti di Jacopo Alighieri, Jacopo della Lana e Boccaccio alla 'Divina Commedia' di Dante e il Dartmouth Dante Project. Comunicazione tenuta alla 19ª Conferenza annuale dell'American Association of Italian Studies, Eugene, Oregon, 15-17 aprile 1999, pag. 2.
56. ↑  La Commedia secondo l'antica vulgata, Milano, A. Mondadori, 4 voll., 1966-1967.
57. ↑  La Commedìa. Testo critico secondo i più antichi manoscritti fiorentini, De Rubeis Editore, 1995.
58. ↑  Dantis Alagherii Comedia, Firenze, Edizioni del Galluzzo, 2001.
59. ↑  L. Tonelli, Tasso, Torino, 1935, pp. 118-119.
60. ↑  S. Guglielmino, H. Grosser, Il sistema letterario, Milano, Principato, 2000, vol.2/A, pp. 134-136.
61. ↑   Lorenzo da Brindisi, santo, in Dizionario biografico degli italiani, Roma, Istituto dell'Enciclopedia Italiana.
62. ↑  Natalino Sapegno, Compendio di storia della letteratura italiana, cit., vol. III, pp. 210-215.
63. ↑  Natalino Sapegno, Compendio di storia della letteratura italiana, Firenze, La Nuova Italia, 1952, vol. III, pp. 215-218.
64. ↑  Natalino Sapegno, Compendio di storia della letteratura italiana, vol. III.
65. ↑  Angelandrea Zottoli, Il sistema di don Abbondio, Bari, Laterza, 1933.
66. ↑  L. Sciascia, Corriere della Sera, 3 agosto 1985.
67. 1 2 3  L. Sciascia, Cruciverba, Einaudi 1983 - Adelphi 1998.